# 日本の消防車

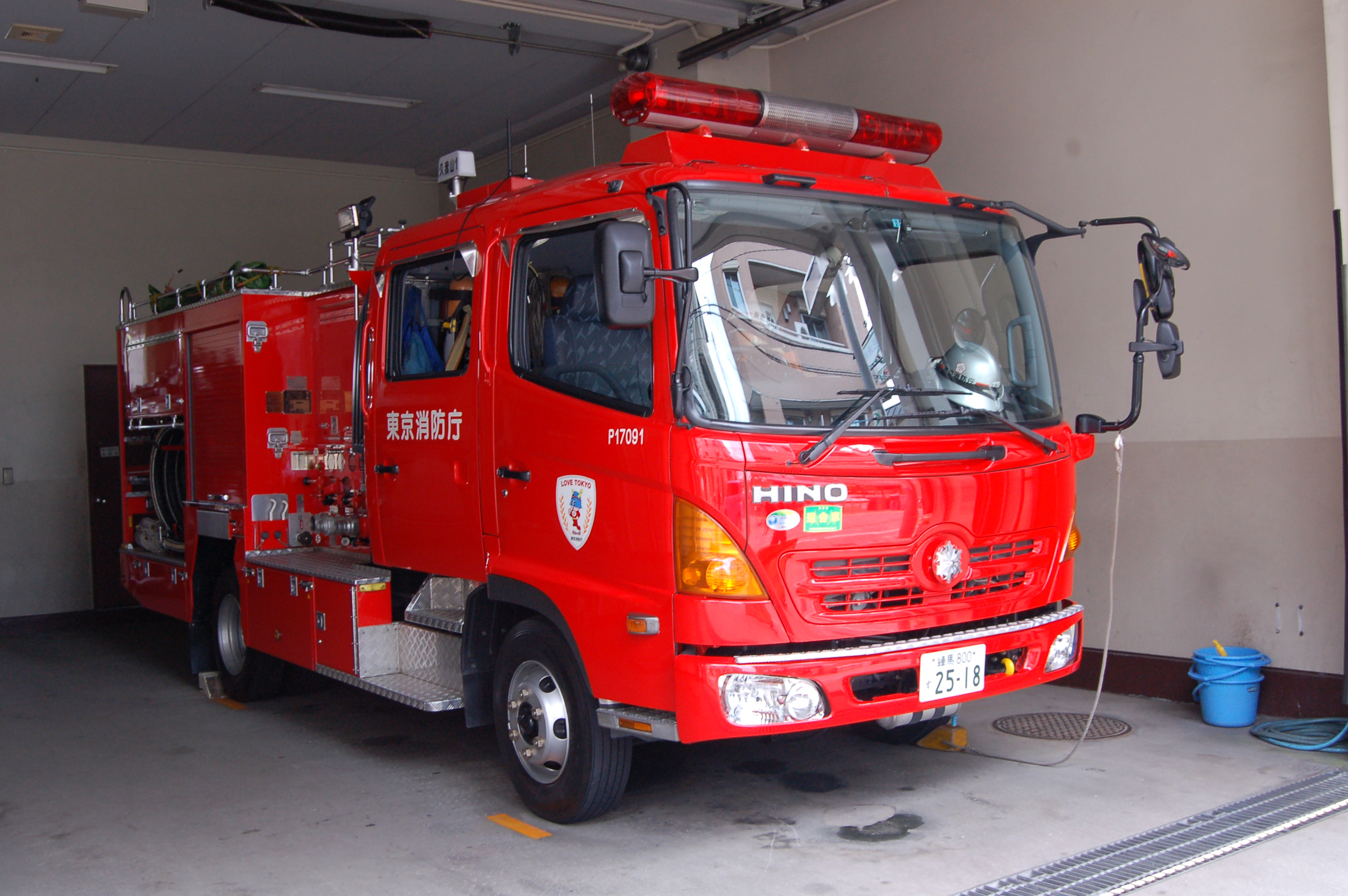
東京消防庁の車両

日本の消防車（にほんのしょうぼうしゃ）では、火災の消火やその他災害や事故・事件の救助活動のため、日本で利用されている消防車について解説する。

## 概要
- 日本の消防車は、道路運送車両法により基本的には朱色に塗られた特種用途自動車の一つで、道路交通法により緊急自動車に指定されている。

(車体の色は、皇宮警察の消防ポンプ車や、関西国際空港の消防車など一部例外あり)
- 消防車は各地の消防本部や消防団のほか、陸海空自衛隊[2] [3] [4]、空港、化学系工場など民間企業の自衛消防隊[5]、石油コンビナートの自衛防災組織、原子力防災組織で保有しているほか、珍しい例としては、宗教施設（天理教本部）などでも自衛消防隊が消防ポンプ車や救急車を独自に保有し運用している事例がある [6]。また、一般の個人が自家用車として消防車を所有している。[7] [8] [9] [10]

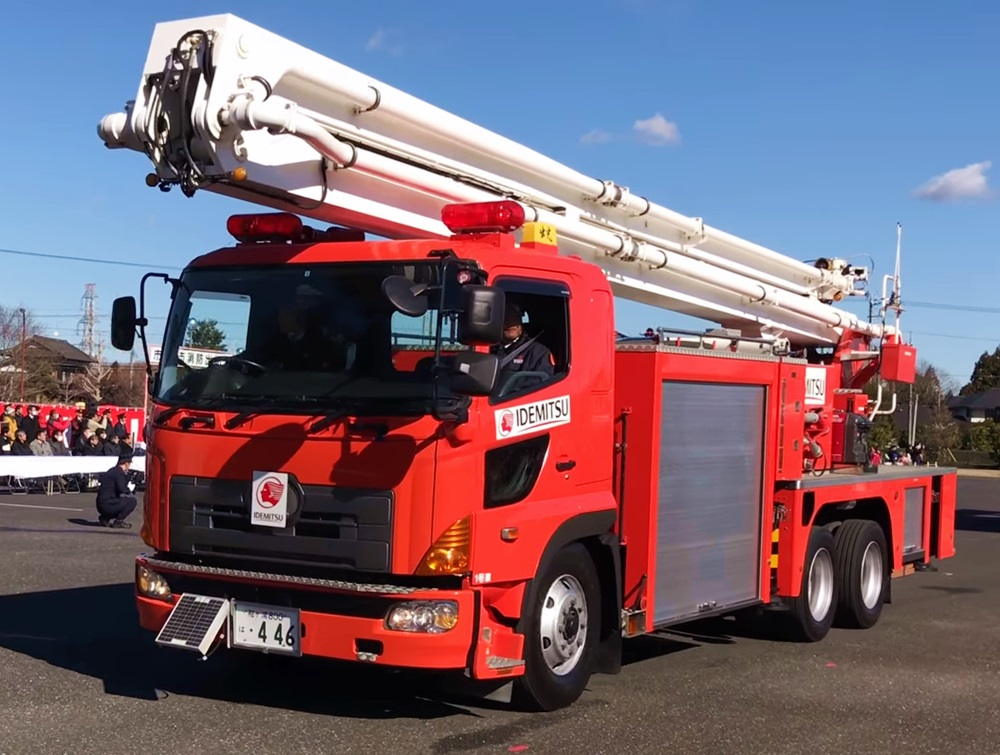
民間企業が保有する 高所放水車
（出光興産　自衛消防隊）

- 皇宮警察は全国で唯一、警察業務と共に消防業務も行っているため、白い車体に赤色帯、放水銃を装備した「警防車」という消防ポンプ自動車を皇宮警察 赤坂護衛署、吹上護衛署、坂下護衛署、京都護衛署、皇宮警察本部などに配備[11]している。

(衆参両院の議院事務局は自衛消防隊を組織するにとどまり、消防車は保有していない)
- サイレンの音は製造メーカー（パトライトと大阪サイレン製作所）や地域によって多少異なる。

- 運転と、放水ポンプや梯子など搭載機器を制御するには「機関員」になる必要がある。呼称が「運転手」ではないのは明治時代（19世紀末）の機材が蒸気ポンプで、操作者が「消防機関士」だった名残[12]。

## 呼称
日本では、消防法第26条に「消防車」と表記されている一方、消防庁告示の「消防力の基準」では「消防ポンプ自動車」となっていて「消防自動車」という表記はない。道路交通法によると緊急自動車の区分として「消防用自動車」という区分がある。救急車などを含めての車両全体を「消防車両」という。一般的な概念では通常火災に対応して出動するポンプ車や、可搬消防ポンプ積載車、はしご車などが 「消防車」 と呼ばれる。

## 種類

### 可搬消防ポンプ積載車
- 可搬消防ポンプ積載車は通常「積載車」と呼ばれ、単に「自動車」といえば、「消防ポンプ自動車」のほうを指すことが多い。
大多数の市町村では、この可搬消防ポンプ積載車と消防ポンプ自動車が消防団の主力装備となっており、消防本部が有する全ての消防車の数よりも台数が多い。
- 一般的には3トン級の車両が多いが、活動する地域の道路幅などの地理的条件を考慮して、小回りが利く軽トラックやワゴン車を改造したタイプの車両などもある。後述の消防ポンプ自動車と装備にほとんど差はなく、ホース、吸管（きゅうかん）、小型の3連はしご、ホースカー（一部のみ）等を装備しており、消火栓や防火水槽に吸管を入れ、ポンプで水を吸い上げ、ホースから放水する。
消防ポンプ自動車と異なる点としては、後部の荷台に積載した可搬消防ポンプという、車のエンジンとは別の独立した動力機を持つ可搬式の消防ポンプによって放水する点である。したがって、積載車の「自動車部分」は ポンプ等の輸送手段という見方もできる。「消防ポンプ自動車」は、自動車のエンジンで消防ポンプを動かしているため放水量も多いが、火災現場で消防ポンプの取り外しや移動など小回りが効かない。「可搬消防ポンプ積載車」は、現場でのポンプの取り外しや移動などの機動的運用が可能で、漁港に近い沿海部の消防団では、団員の漁船などに搭載して、船舶火災などにも対応可能な消防艇として運用[13]することも可能である。
- 近年ではオールシャッターや跳ね上げドアなどで、ホースや吸管、可搬消防ポンプ以外にも発電機やエンジンカッターなどの救助資機材を積載して様々な災害に対応できるようにした多機能型積載車[14]やワンボックス型積載車[15]の導入も進んでいる。これらは、総務省消防庁からの無償貸与車両[16]であったり、宝くじ財団からの寄贈車であったり、各市町村の消防団の独自購入であったりと、車両により様々である。
- 乗員が4人乗りから9人乗りのもの、赤色回転灯やサイレンの数や形が異なるもの、後部の荷台の部分に幌（ほろ）が付いているものなど、いろいろなバリエーションがある。
- 一部の大学の自衛消防隊が独自に所有し、学生団員が運用している消防車も、この可搬消防ポンプ積載車である[17][注釈 1]。

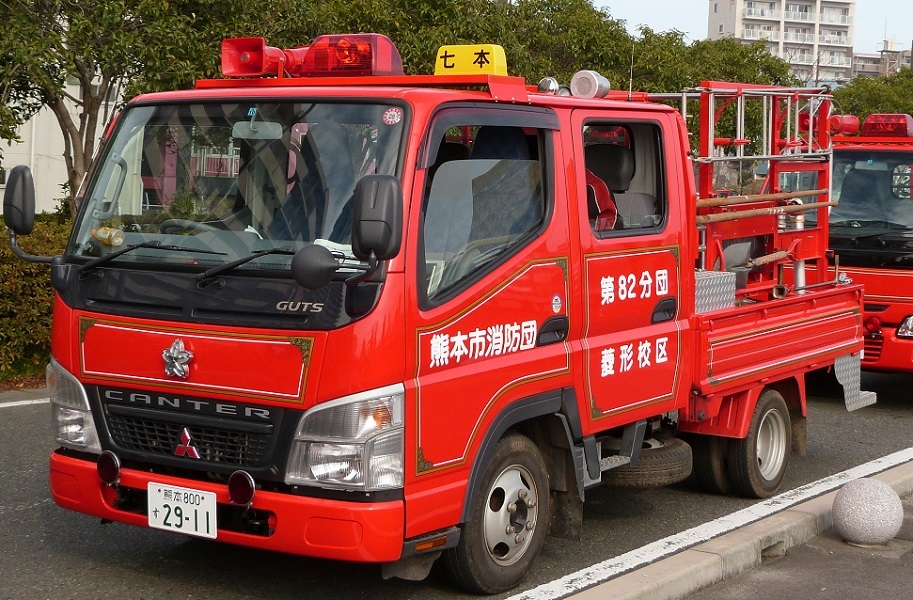
可搬消防ポンプ積載車 （熊本市消防団）
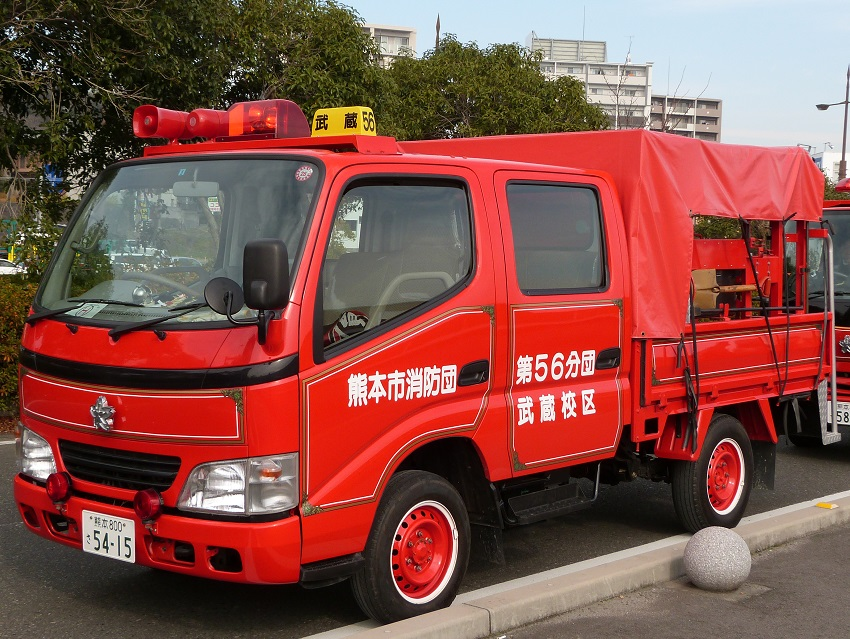
後部に幌がついているタイプのポンプ積載車 （熊本市消防団）
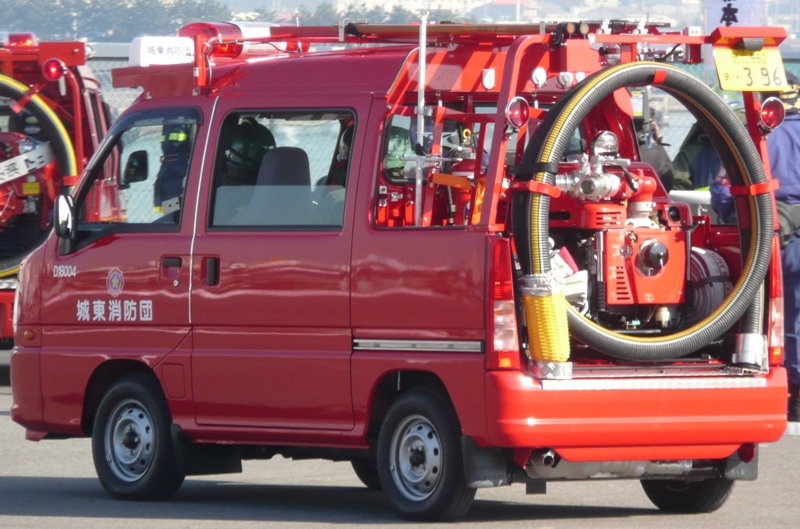
ミニ消防車 （城東消防団）

### 消防ポンプ自動車・水槽付消防ポンプ自動車
略称P・T。通常は消防車と言えば揚水・放水機能を持つポンプ車を指す。ホース、吸管、小型の3連はしご、ホースカー（一部のみ）等を装備する。可搬消防ポンプ積載車と装備に大きな差はないが、自動車のエンジンでポンプを動かしているため、放水量は多い。消火活動は、消火栓や防火水槽に吸管を入れ、ポンプで水を吸い上げ、ホースから放水することが基本となる。
地域によってはウインチ・救急キット（応急処置対応の医療器具や・除細動器）が装着されている車両もあり、火災以外の救助・救急事案等で、救急車や救助工作車が到着するまでに処置をとることが可能である。救急車より先にポンプ車が現場に到着するケースを想定している自治体も多い。
また、近年では盗難や凍結防止のためにシャッターと箱で覆った（バルブや圧力計が露出していない）、オールシャッター型が大半を占めるようになってきている。これらはポンプのアルミニウム化や小型水槽の軽量素材の採用で、軽量化して多く資機材を積載できるようになっている車両もある。また、eモニターなどの電子システムを搭載し、省力化を図った車輌もある。
一部のポンプ車は総重量が3,500kg以上になり準中型自動車に分類されるため、2017年3月以降に普通自動車免許を取得した場合、そのような車両を運転できない。
放水の仕方には用途によって次の三種類を使い分けている。
- ストレート注水 - 消火の基本。文字通り水をノズルで加速した上で放水する方式。
- 噴霧注水 - ノズルで水を霧状にして噴射する方式。主として消防士を煙や熱から守るために使われる。
- 俯瞰注水 - はしご車で火災の上方から注水する方式。

なお、同じ方式でも船上火災では呼称が異なり、例えば海上保安庁ではストレート注水を"直接放水"、噴霧注水は霧の形状により、さらに「高速水霧」（主として消火用）と「低速水霧」（隊員防護用）と使い分けられている。
また、近年では水損防止対策や大型水槽車並の放水時間を確保できるCAFS機能や、少量消化薬液（ファイアドス、ファイアーエイド）を搭載した車両が増えている。

#### 消防ポンプ自動車の型式区分
車体形状　　　　　　　　　　　　　　　　座席配置　　　　　　　　　　　　　　　ホイールベース
　・ボンネット　　 = B　　　　　　　　　　・シングルキャブ＝S　　　　　　　　　・2ｍ以上＝I
　・キャブオーバー = C　　　　　　　　　　・ダブルキャブ　＝D　　　　　　　　　・3ｍ以上＝II

### ボンネット型

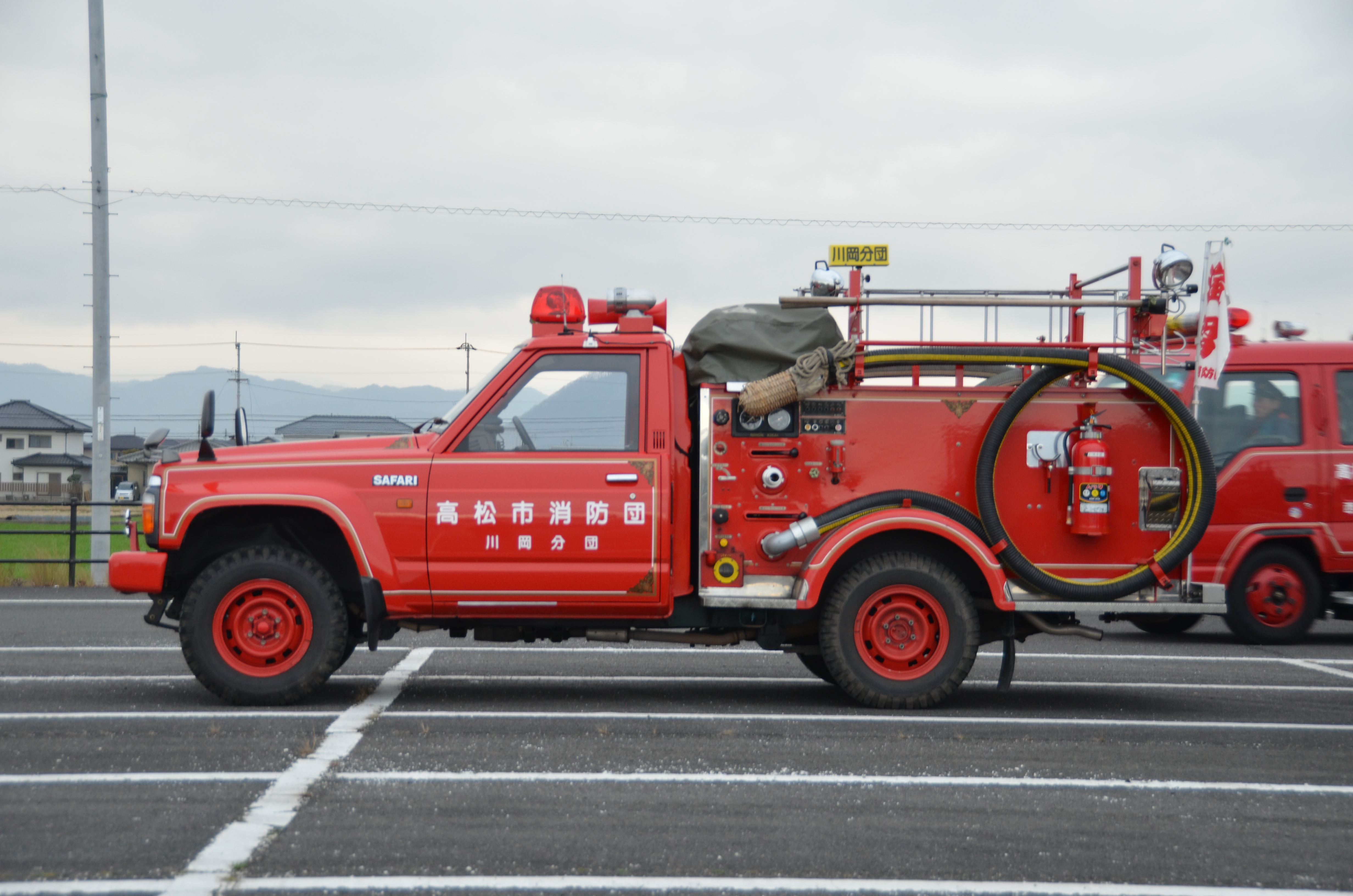
BS-1型 消防ポンプ自動車
（高松市消防団）

- BS-I型

トヨタ・BH / FH型、トヨタ・ランドクルーザーBJ型、20、40系、55型・56型、60、70系、日産・ファイアーパトロール / パトロール4W60、60、160型系等をベースとしたポンプ車。これらの車種はもとよりの悪路走破性の高さはもちろん、小回りの利くサイズ、重量物の架装に都合のよい頑丈なはしごフレームを持ち、ポンプの高負荷長時間連続運転を支える大排気量エンジンを搭載した点が評価されていた。
かつては消防団で主力車種として配備されており、地方を中心に常備消防でも数多く配備されていた。2002年にランドクルーザー70の消防用シャーシが廃止されたこと、近年の道路舗装率の向上や消防装備の増加などにより、キャブオーバー型の配備が進んでいる。
- BS-II型

ボンネット型BS-Iがベース。
- BD-I型

BS-I型のダブルキャブ版。

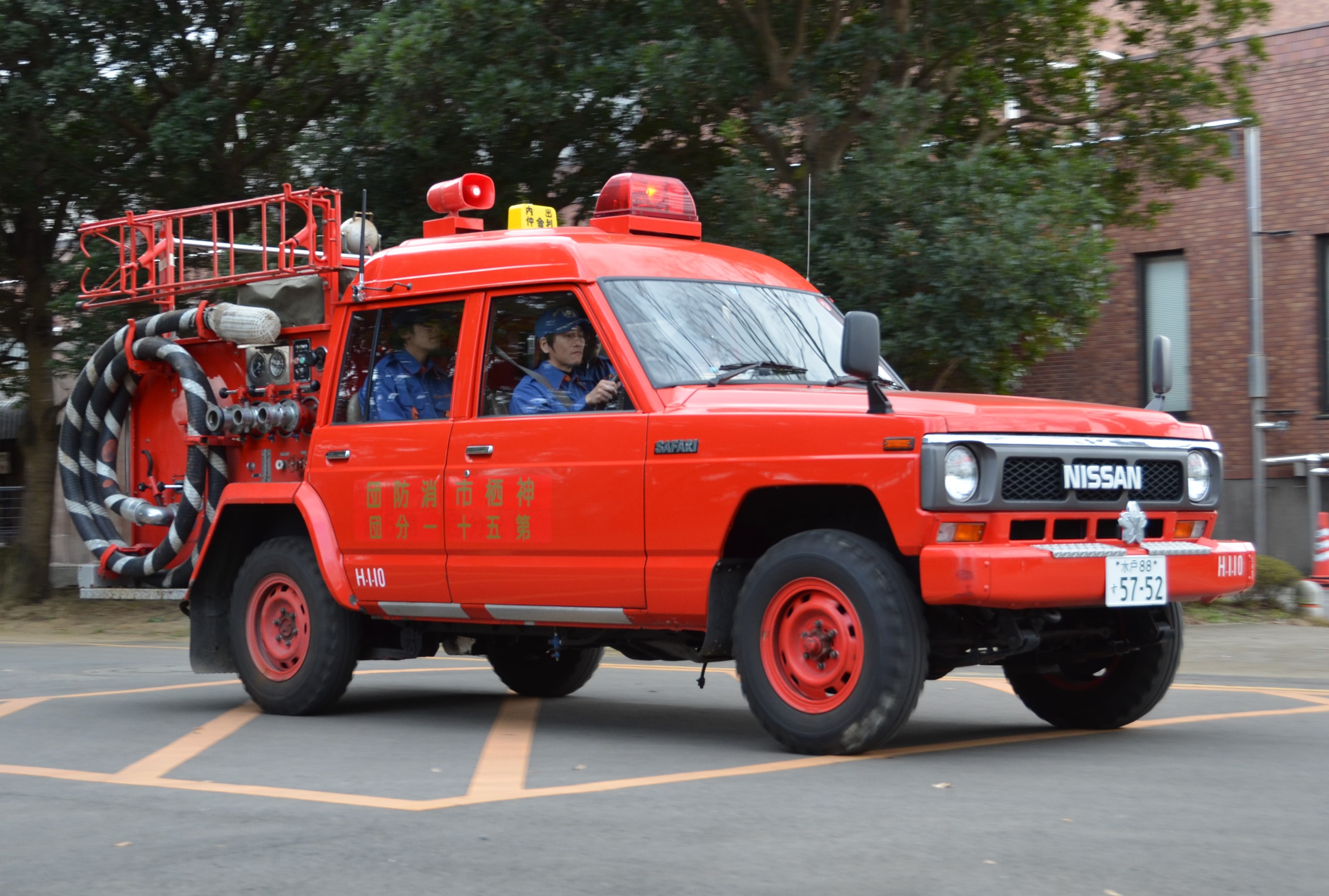
BD-1型 消防ポンプ自動車
（神栖市消防団）

ドアのない「カウルシャーシ」に消防架装を施したもの。後年ドア無し、シートベルト無しが認められなくなり、4ドアダブルキャブのキャブシャーシのみの販売となった。
- BD-II型

ボンネット型BD-Iがベース。

### キャブオーバー型

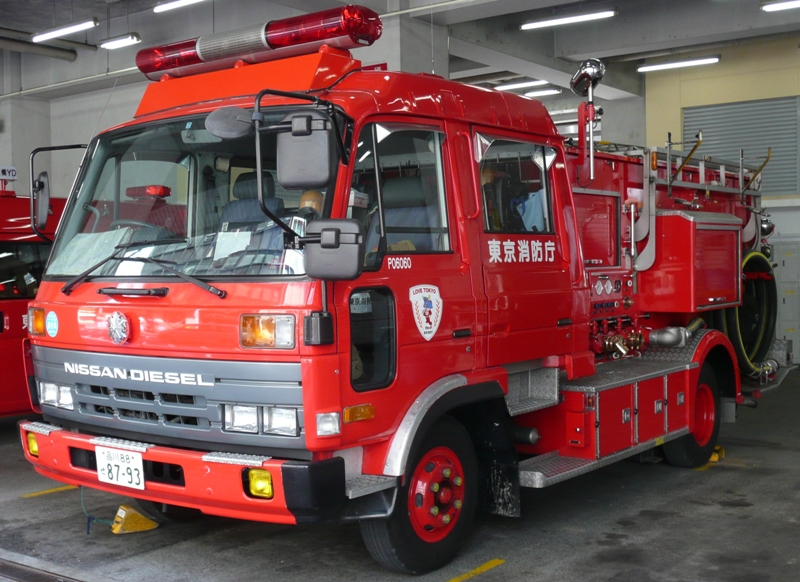
消防ポンプ自動車 (CD-II) UD・コンドル （東京消防庁・更新済廃車）
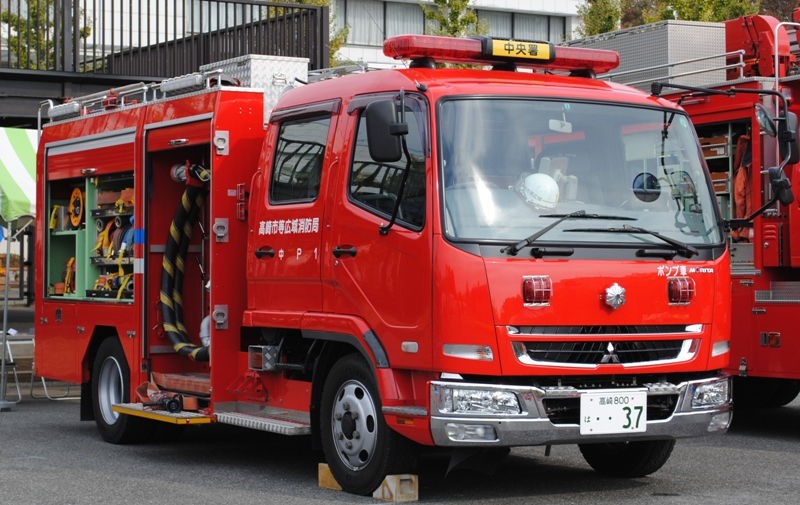
消防ポンプ自動車 （高崎市等広域消防局・一線引退済 予備車）
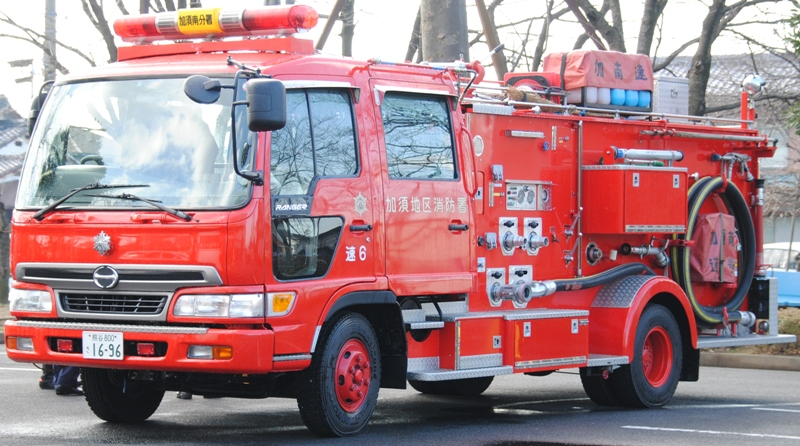
消防ポンプ自動車 （加須地区消防組合・廃車）

CD-I型
3tトラックシャーシをベースとしたポンプ車。
小型の車体ではあるがA-2級のポンプ、はしご、ホースカーなど一通りの装備を備えており、側面をアルミシャッター付き積載庫とすることで、各種資機材を搭載した車両も多い。
全国の消防団でボンネット型に代わる車両として数多く活躍しており、常備消防でも狭い道路が多い大都市や人口の少ない地方出張所等に配備されている。

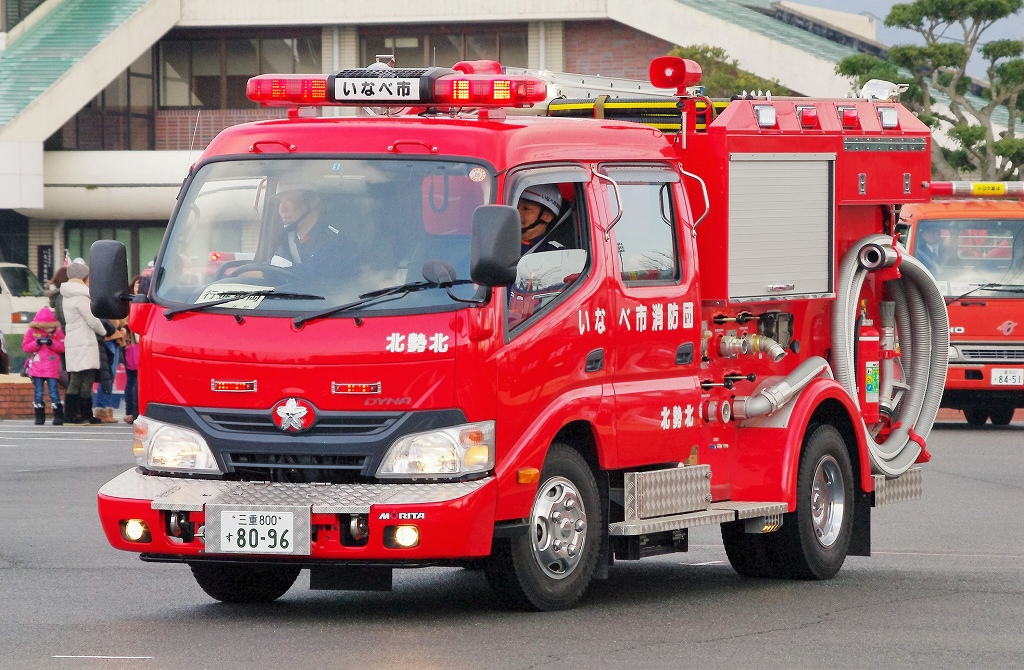
消防ポンプ自動車(CD-I) トヨタ・ダイナ （いなべ市消防団）
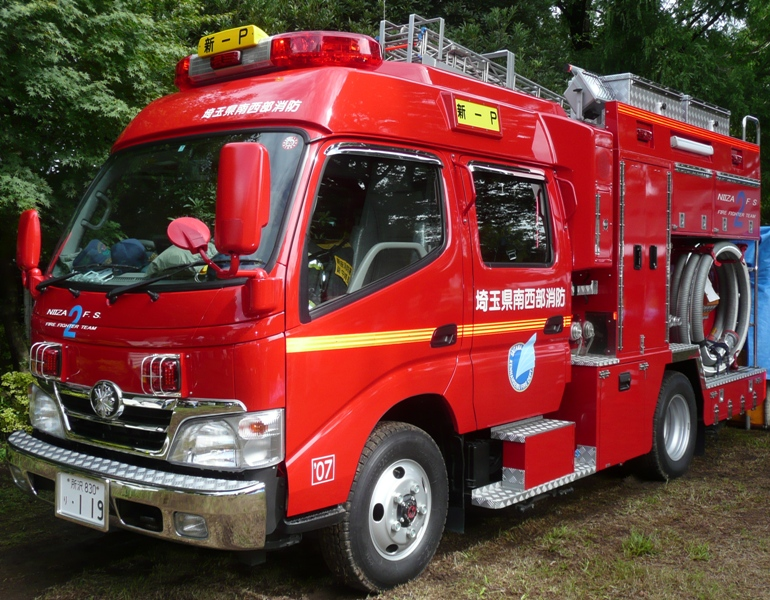
ハイルーフキャブの例 （埼玉県南西部消防本部）
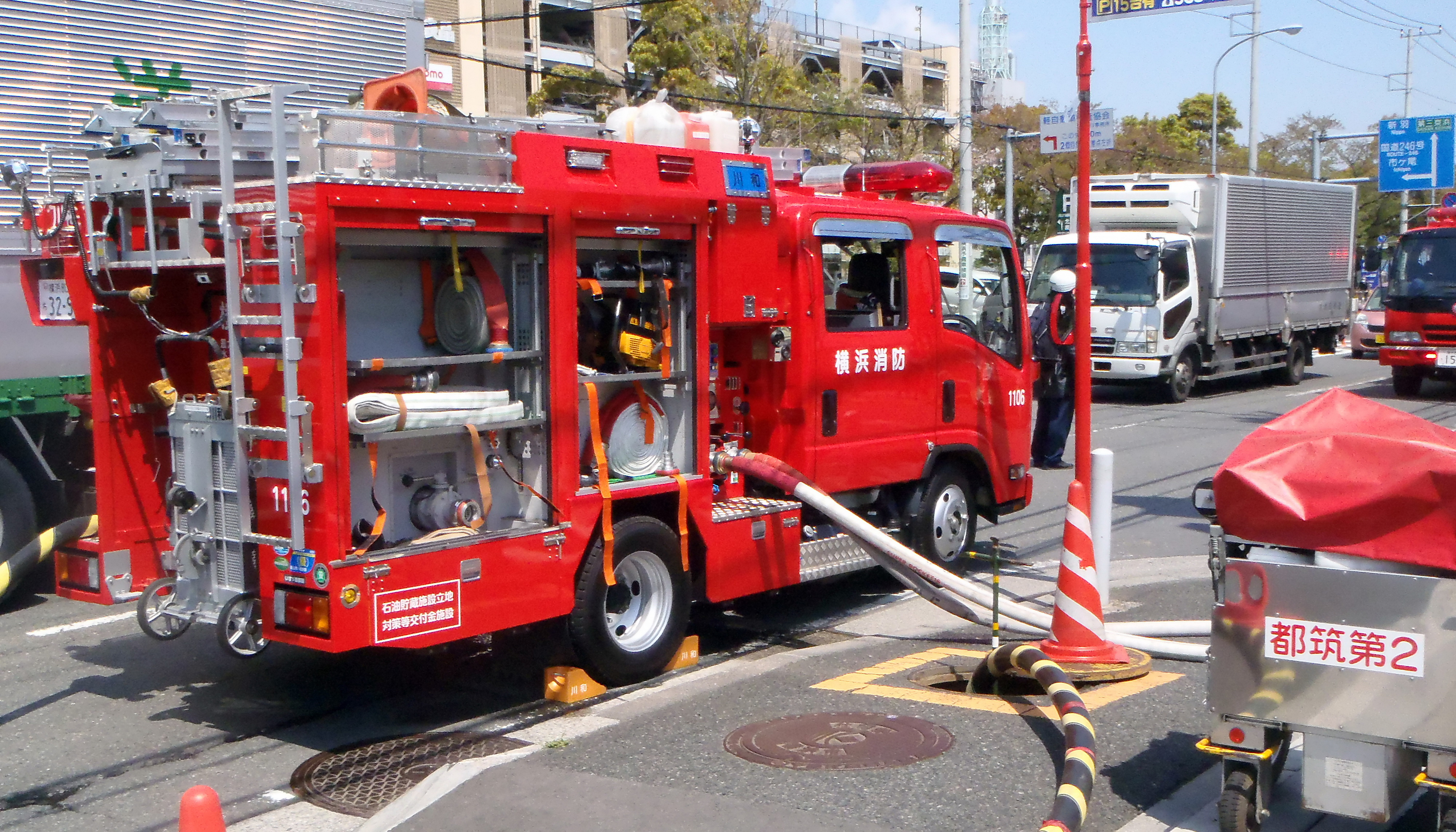
シャッター式の例（開放時） 消防ポンプ自動車(CD-I) いすゞ・エルフ （横浜市消防局）
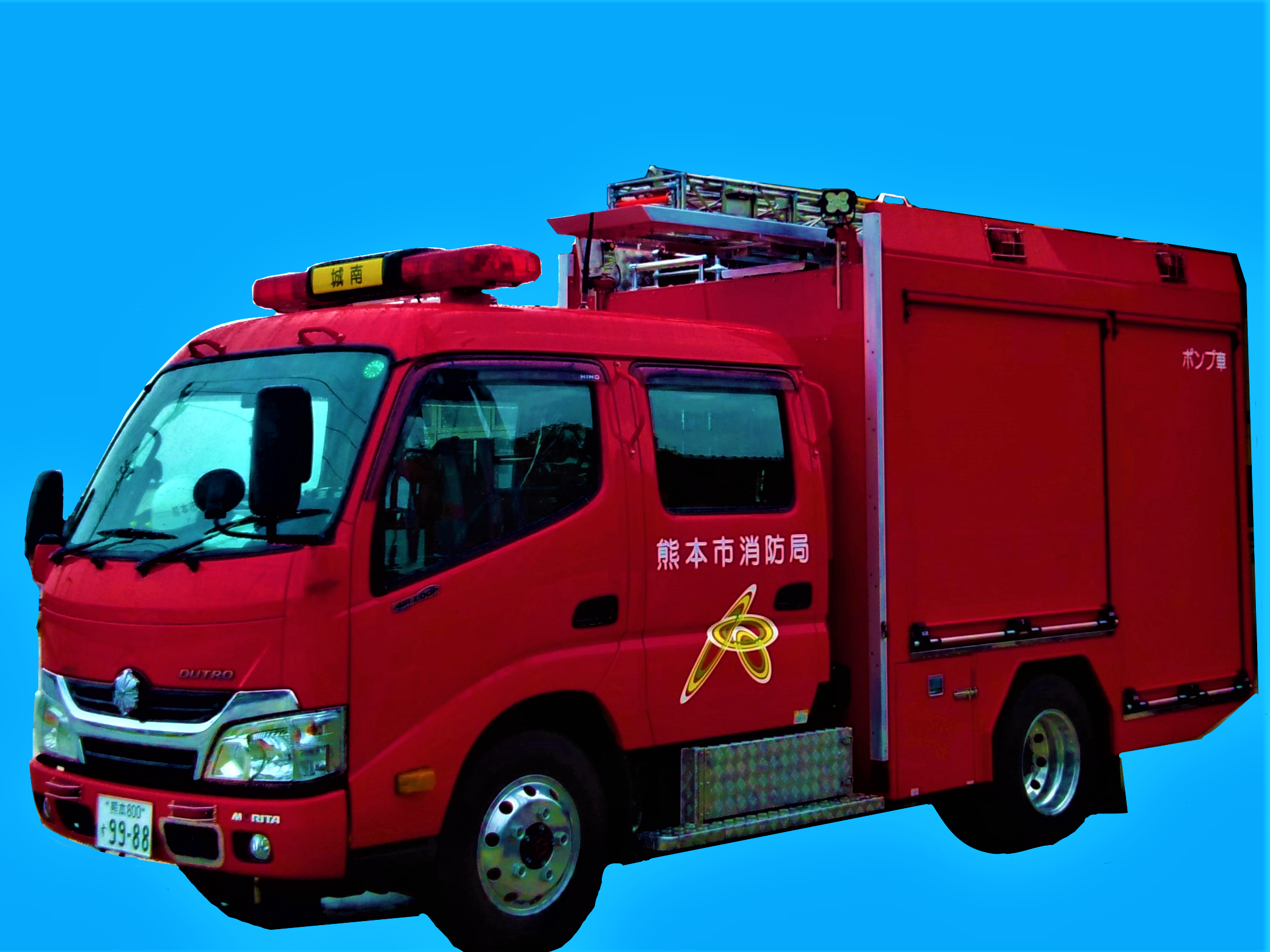
シャッター式の例 消防ポンプ自動車(CD-I) 日野・デュトロ （熊本市消防局）

CD-II型
4t以上の中型トラックに艤装したポンプ車。A-2級のポンプ、はしご、ホースカーなどに加え、積載庫に引き出し式のラックを備えて救助資機材を積載し、救助工作車の代わりとしている車両も多い。このクラスは消防団では少数派である。
一昔前までは常備消防で主力として分署や出張所クラスに本タイプと救急車が各1台配備されている事が多かったが、阪神・淡路大震災以降は水槽付消防ポンプ自動車へ主力が移った。
- 消防ポンプ自動車
(CD-II)
UD・コンドル
（東京消防庁・更新済廃車）
- 消防ポンプ自動車
（高崎市等広域消防局・一線引退済 予備車）
- 消防ポンプ自動車
（加須地区消防組合・廃車）

### 水槽付消防ポンプ自動車の型式区分

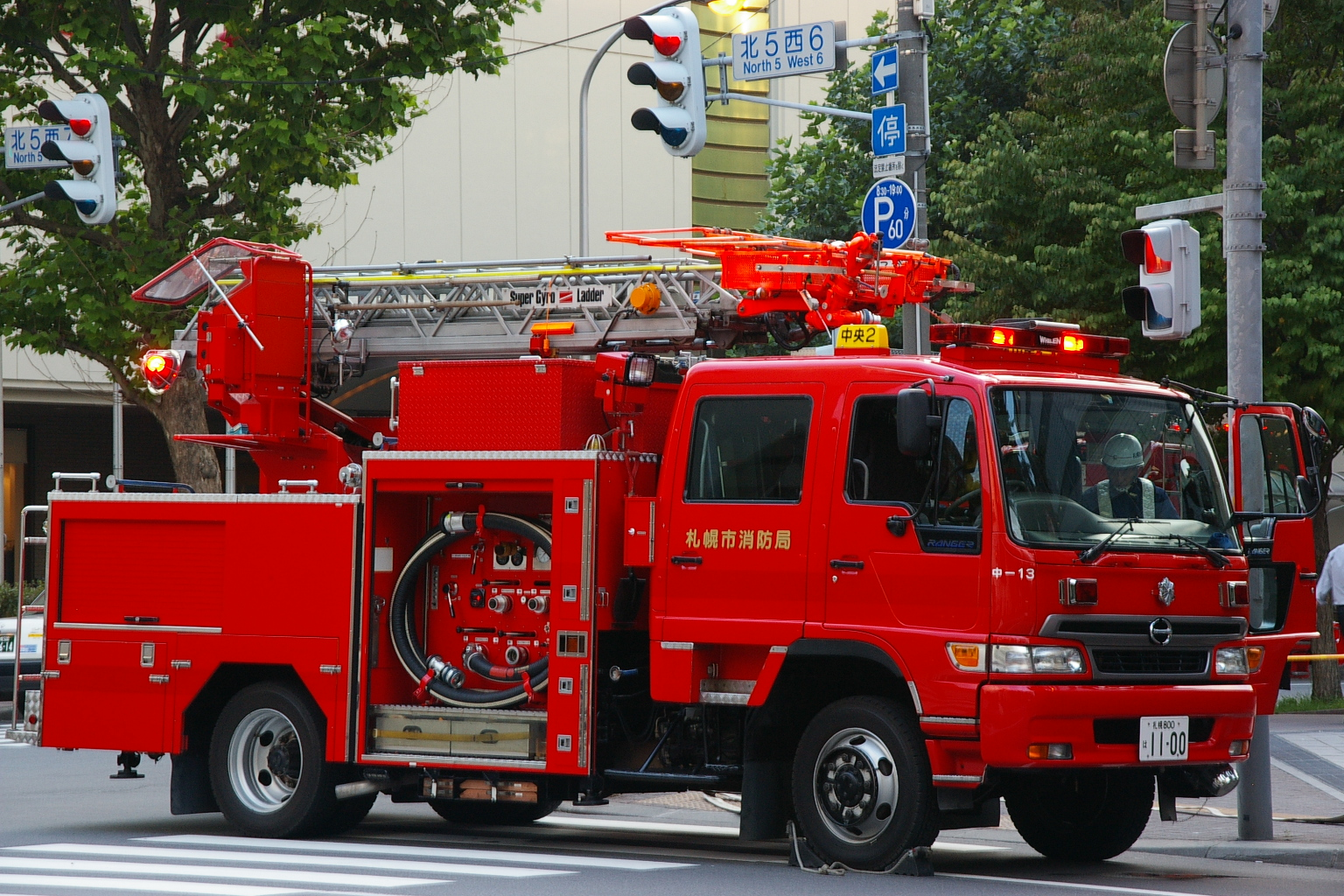
はしご・水槽付ポンプ車（I-A型） 日野・スペースレンジャー （札幌市消防局・更新済廃車）

水槽付き消防ポンプ車は消防ポンプ車に消火用の水タンクを搭載した車両で、地域や署によっては「タンク車」や「水槽車」などと呼ばれている。
消火栓や防火水槽などの水利を利用しなくても現着後素早く消火活動に入ることができるため、CD-II型ポンプ車更新時に震災対策で水槽付ポンプ車に更新されている。
また、近年では水損防止対策や大型水槽車並の放水時間を確保できるCAFS機能を搭載した車両が増えている。
水I型は4 - 5tクラスのシャーシに艤装したもので、水I-A型は1,500Lの水槽を装備し、ホイールベースを短くすることで機動性を向上させたタイプ。
水I-B型は1,500Lの水槽を装備するのが一般的である。A-2級のポンプ、はしご、ホースカーなどCD型ポンプ車と同等の装備を有している。
また、近年では、ポンプ車などの消化系車輌と同様にシャッターと箱で全体を覆った、オールシャッター型が大半を占めるようになってきている。これらは、ポンプなどの装置がむき出しの露出型よりも、多くの資機材を積むことができ、また、水槽もアルミやステンレス、PP（ポリプロピレン）、FRP（繊維強化プラスチック）、GFRP（ガラス繊維強化プラスチック）などの素材を採用し、重量の軽量化に貢献している。そのため、CD-I型に1.2トンから1.6トンの水槽と消火用資機材などを積載し小型でありながら、水槽付きポンプ自動車I-A型などと同様の消火能力を持つ水槽付きポンプ自動車も増えている。また、車輌によってはたくさんの資機材を積載できるようになっている。また、他の消火系車輌と同様に、電子モニターとシステムを搭載し、省力化を図った車輌もある。
I-A型
- はしご・水槽付ポンプ車（I-A型）
日野・スペースレンジャー
（札幌市消防局・更新済廃車）

I-B型

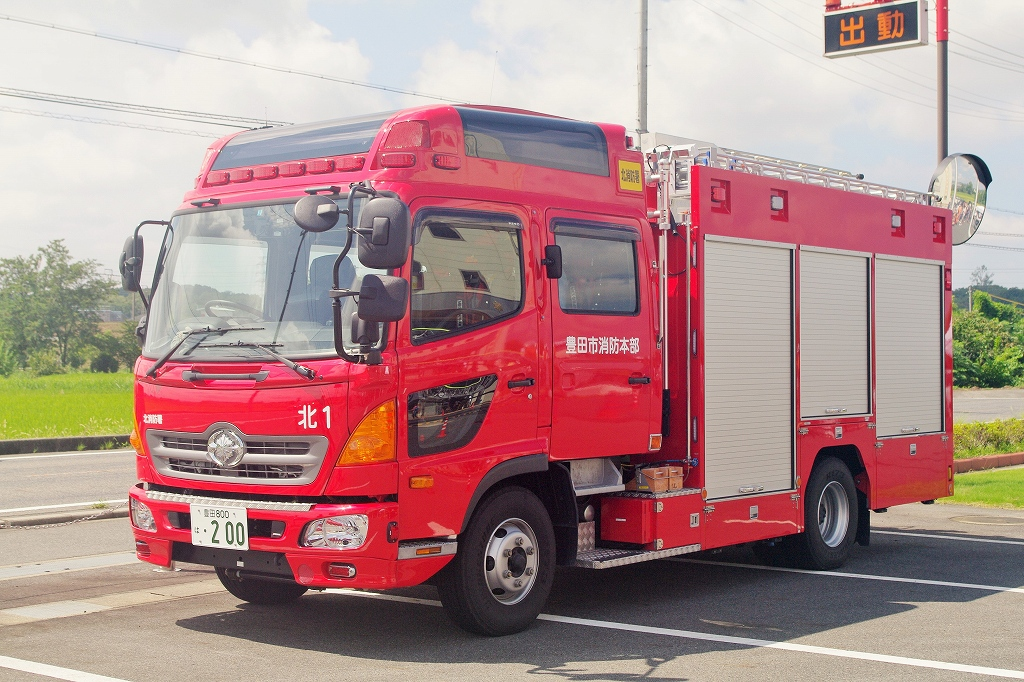
水槽付ポンプ車（I-B型） 日野・レンジャー （豊田市消防本部）
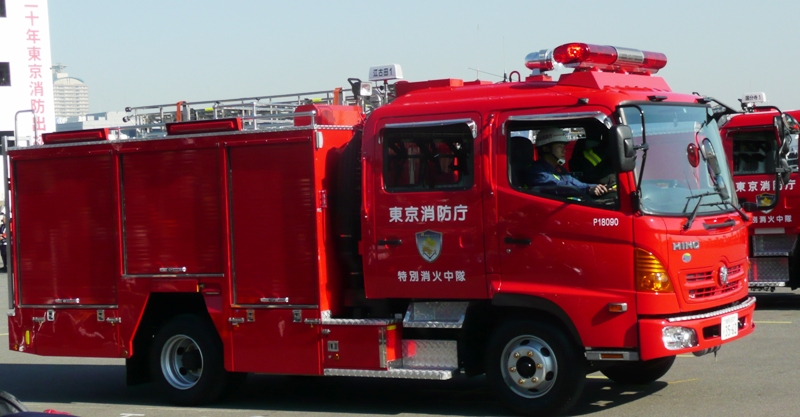
水槽付ポンプ車（I-B型） （東京消防庁・更新済廃車）

II型
5t - 10tのトラックシャーシに2000L - 8000Lの水槽を装備したタイプ。道路事情の良い北海道では各消防本部で主力として配備されている。

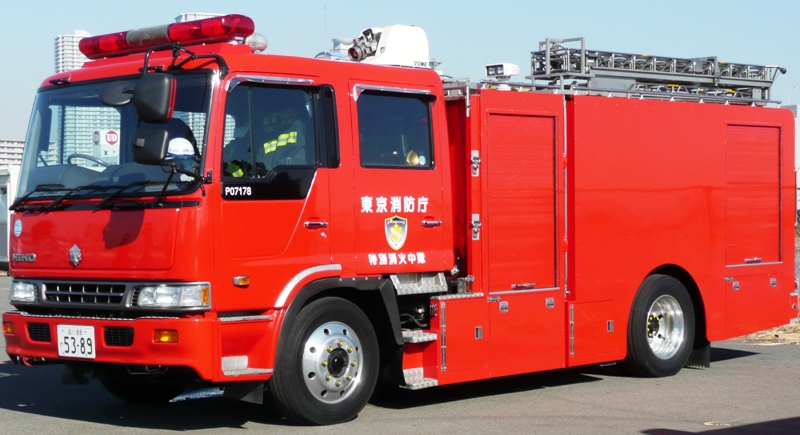
水槽付ポンプ車(II型) 日野・スーパードルフィンプロフィア （東京消防庁・更新済廃車）
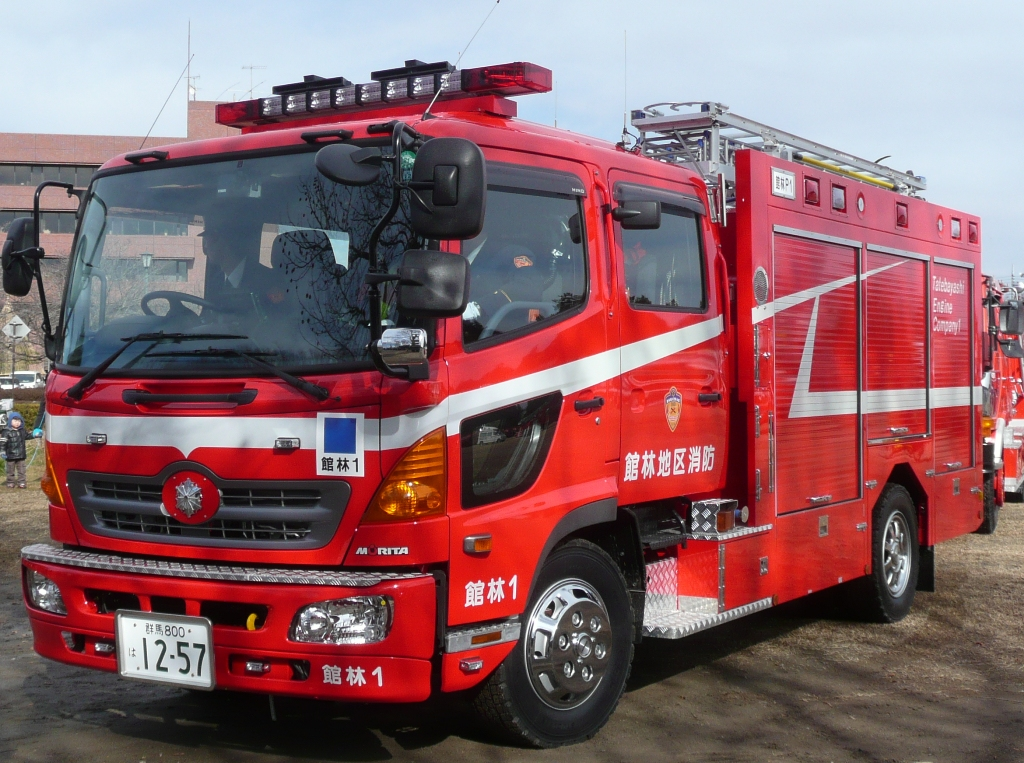
水槽付ポンプ車(II型) （館林地区消防組合）

消防団で主に使われる消防ポンプ自動車も同じ分類のものである。通常、小型動力ポンプを積載し、自動車エンジンとは独立したエンジンをもつポンプを積むポンプ積載車は、区別する必要上「積載車」である。

### 速消小型水槽車
ワンボックスカー改造による500Lの水槽を装備した小型消防車で、少量の水を有効活用できるよう高圧ノズルを搭載。積載水による放水可能時間は約5分間だが、消火栓や他ポンプ車からの中継による連続放水も可能。都市部などの住宅密集地でありながら、狭隘路地により通常のポンプ車等が進入困難な地域に対応するよう開発された新型。
2012年10月に京都市消防局が管内の上京消防署・東山消防署に各1台ずつ導入すると発表し、同年11月1日より運用を開始している。
京都市消防局のものはトヨタ・レジアスエースをベースに改造したオーダーメード車両であり、ホース延長しやすいようリール型収納器に25mm保形ホース2本を接続状態で収納してあるタイプで、積載動力はB3級可搬式小型ポンプ。送水中継口を備え、水槽補水や中継放水も可能な設計になっている。そのほか延長ホースや空気呼吸器も備え、狭い車内スペースで有効に資器材が収納できるよう工夫されている。

### 大型水槽車・動力ポンプ付き水槽車
大量の水をタンクに詰め消火栓等の水利が無い火災現場での支援を主目的にした車両。小型動力ポンプを搭載するため、本来の移動水利としての用途のみならず初期消火へも対応可能。また、小型動力ポンプではなく、A-2級などの普通のポンプを積んだ車輌もある。そのような車輌は、動力ポンプ付き水槽車ではなく、大型の水槽付きポンプ車である水II型の登録となる場合もある。
以前は水利が少ない地域での配備が殆んどだったが、阪神・淡路大震災を教訓に都市部での配備が進んだ。
大規模断水時に消火用水の確保とタンクの水を飲料水として利用できるため（貯水タンク部分はステンレス製）で、そのような車両は給水車としての働きも兼ねられるよう運用されている。
タンクローリーのような赤いタンクを後方に搭載するものが一般的であるが、タンクが銀色の車両や灯油配達車の様な角型の水槽を搭載している車両もある。シングルキャブ車をベースとしているが、一部はダブルキャブをベースにしている車輌もある。
また、同じような見た目の車両で油消火用薬剤を積載し化学消防自動車や高所放水車に消火薬液を送る泡原液搬送車がある。
また、近年では他の消火系車輌と同様に、水槽付きポンプ車のようにシャッターと箱で全体を覆った、オールシャッター型の水槽車も配備されている。またこれらは、水槽部分にPP（ポリプロピレン）素材を採用し、重量の軽量化に貢献している。また、ポンプ車などに積む資機材を積んでいる車輌もある。また、他の消化系車輌と同じように、電子モニター・システムを搭載し、省力化を図った車輌もある。また、CAFS装置などを積載し、水槽内の消火用水を有効に活用できる車輌もある。
I型
5 - 8tの水を積載。中型シャーシを用いる場合が多い。
II型

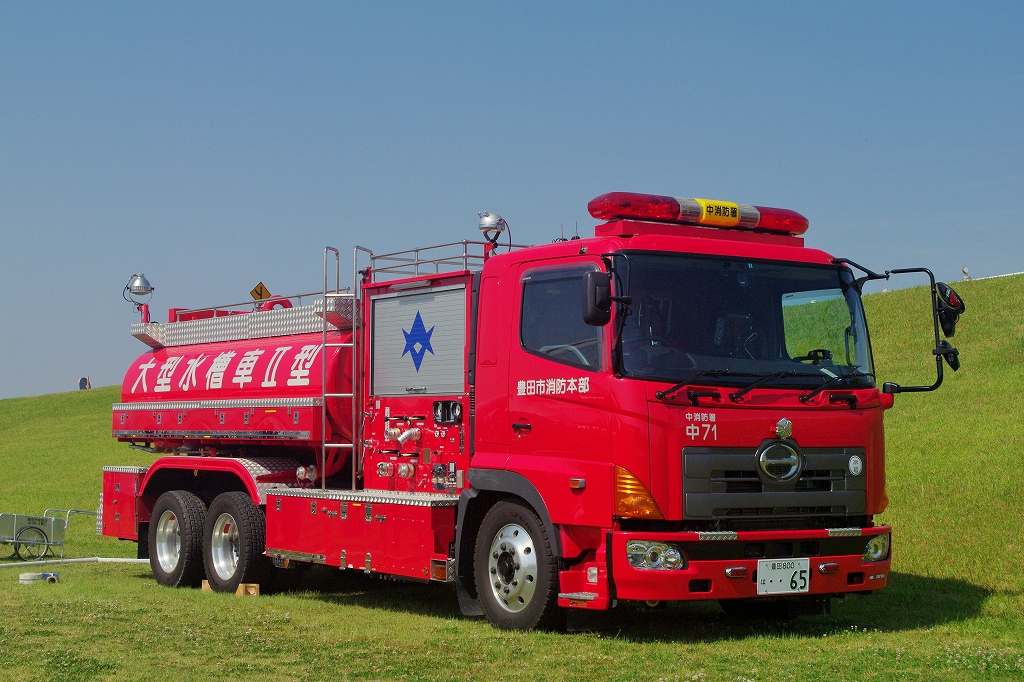
大型水槽車II型 （豊田市消防本部・引退済 発展途上国に譲渡）
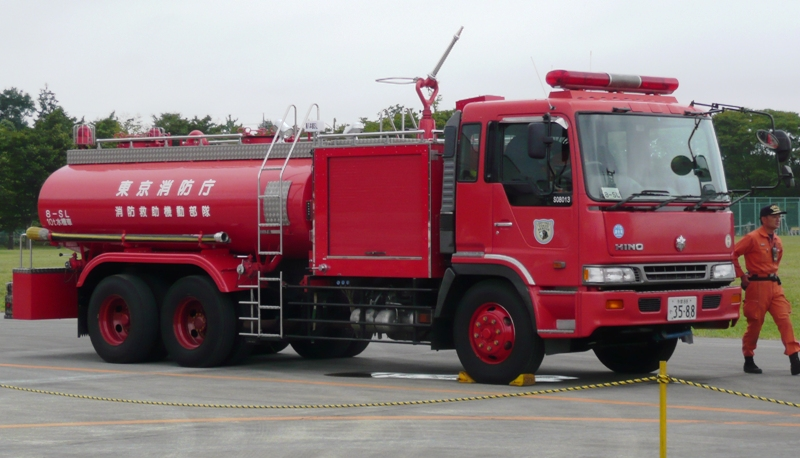
大型水槽車 II型　日野・スーパードルフィンプロフィア （東京消防庁・更新済廃車）

10t、9t、8tの水を積載。一般的な大型水槽車。3軸10tシャーシが比較的よく用いられる。

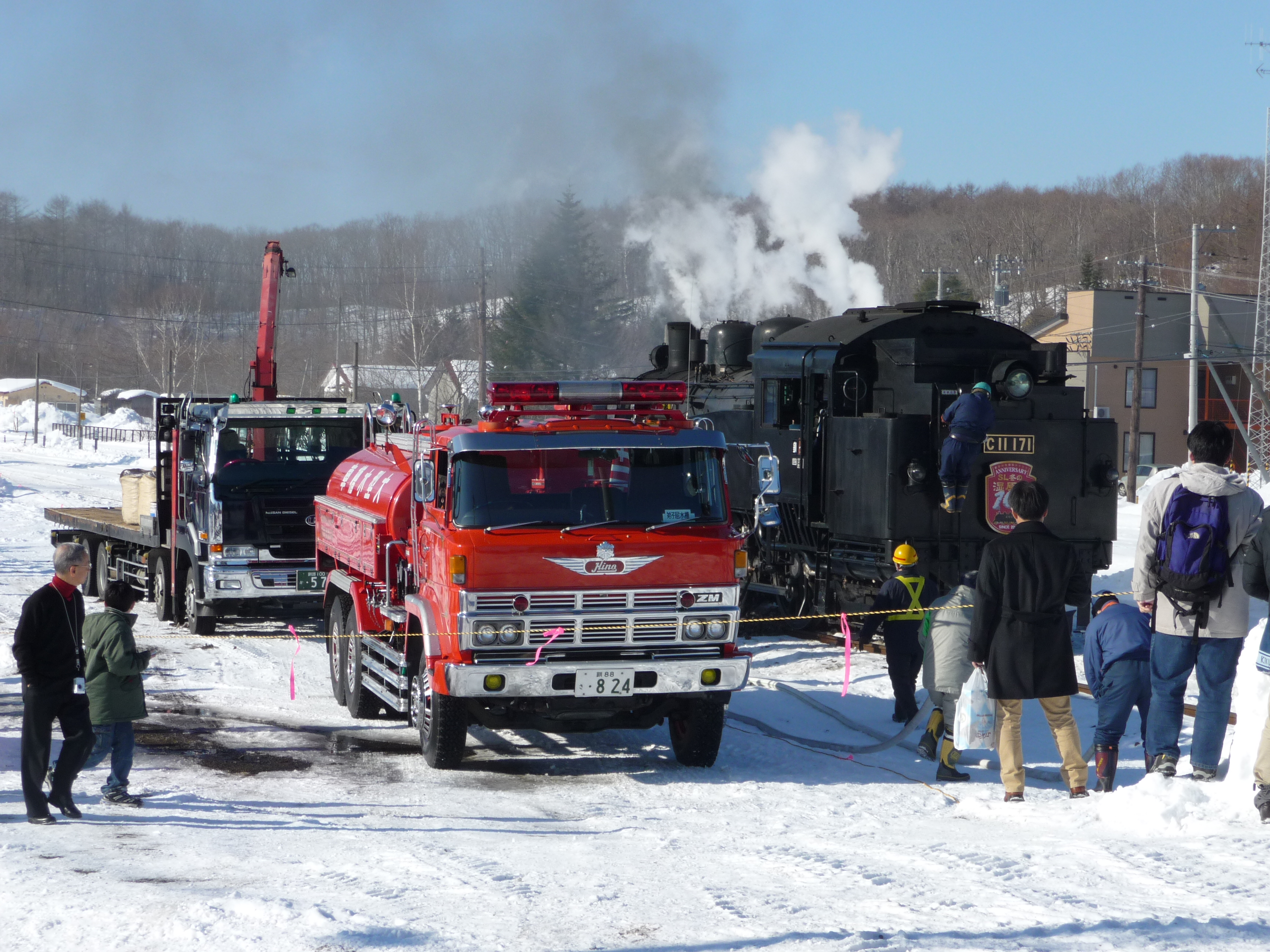
給水設備のない場所で蒸気機関車の給水に大型水槽車を使用する例。日野ZM（北海道弟子屈町・更新済廃車）

### 燃料補給車
長時間の災害活動や広域的な災害派遣時に、消防車両へ燃料補給を行う軽油専用タンクローリー。
広域災害時の車両支援用として2009年に総務省消防庁から貸与の形で、東京消防庁、札幌市消防局、仙台市消防局、名古屋市消防局、京都市消防局、大阪市消防局、広島市消防局、福岡市消防局に配備された。第1次配備車はいすゞ・エルフに艤装した車両で、後部に供給用のポンプや給油ガンを備え、950Lの軽油を積載する事が可能。
2011年の東日本大震災での教訓から総務省消防庁は30台の燃料補給車を貸与することを決め、全国に順次配備されている。第2次配備車両は三菱ふそう・キャンターに艤装されている。

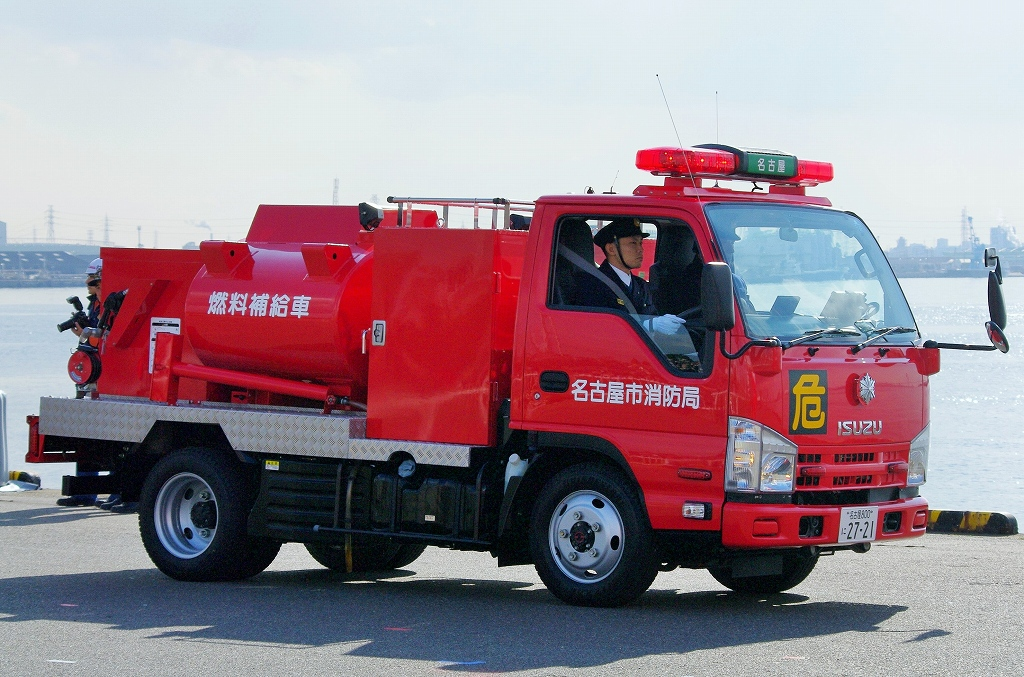
燃料補給車 （名古屋市消防局）

### 泡原液搬送車
石油コンビナート等の火災で積載する泡消火薬剤を化学消防自動車や高所放水車に補給する車両。いわゆる三点セット（大型化学消防自動車・高所放水車・泡原液搬送車）のうちの1台。

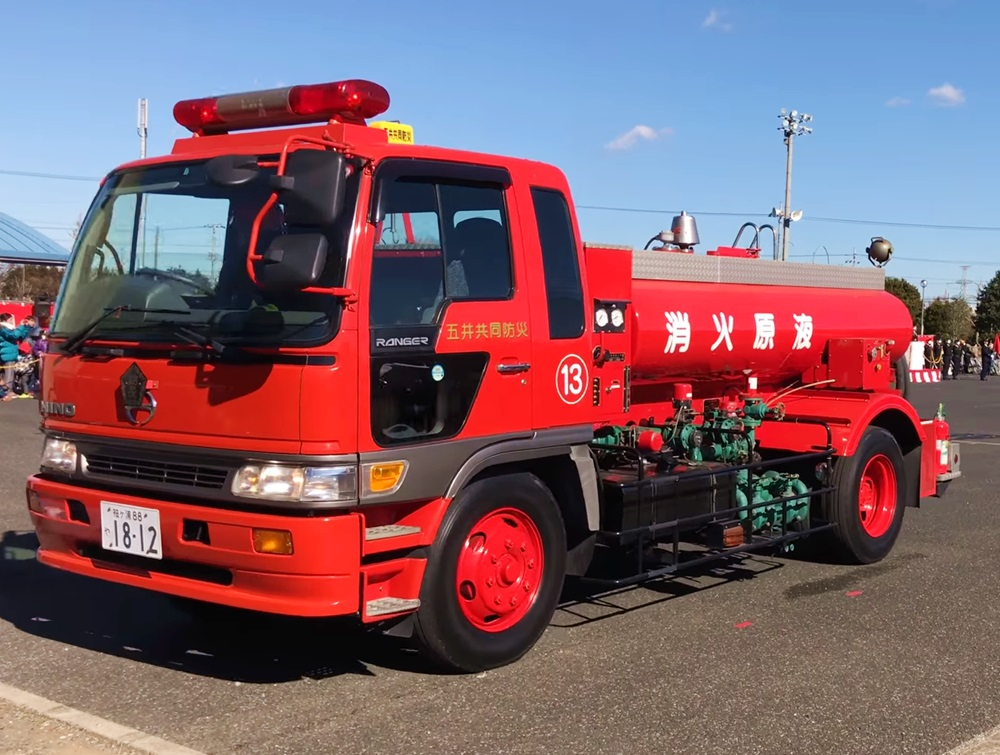
石油コンビナートの 消火原液搬送車 （五井共同防災 13号）

### 化学消防ポンプ自動車
水による消火では消火できない危険物の火災で、泡消火剤や粉末消火剤を噴射し、酸素を遮断させ消火する車両。少量危険物火災を想定した軽化学車、化学工場火災を想定した重化学車、石油コンビナート、航空機火災を想定した大型化学車、大型化学車に鋼鉄製の装甲、銃眼付ウィンドウカバー等を艤装した装甲化学車がある。近年では化学車にCAFS装置を積載し、一般火災にも対応できる車輌が登場している。軽化学車は、一般火災対応として、水槽付きポンプ自動車と同様の運用する本部もある。

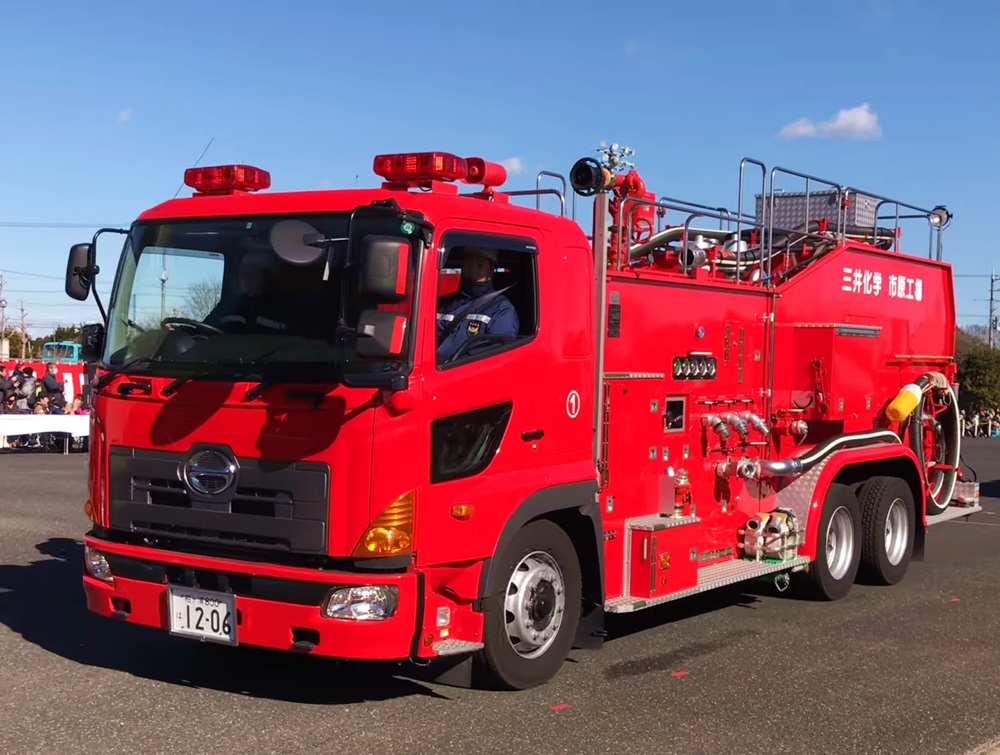
大型化学消防車 （三井化学　市原工場 自衛消防隊）
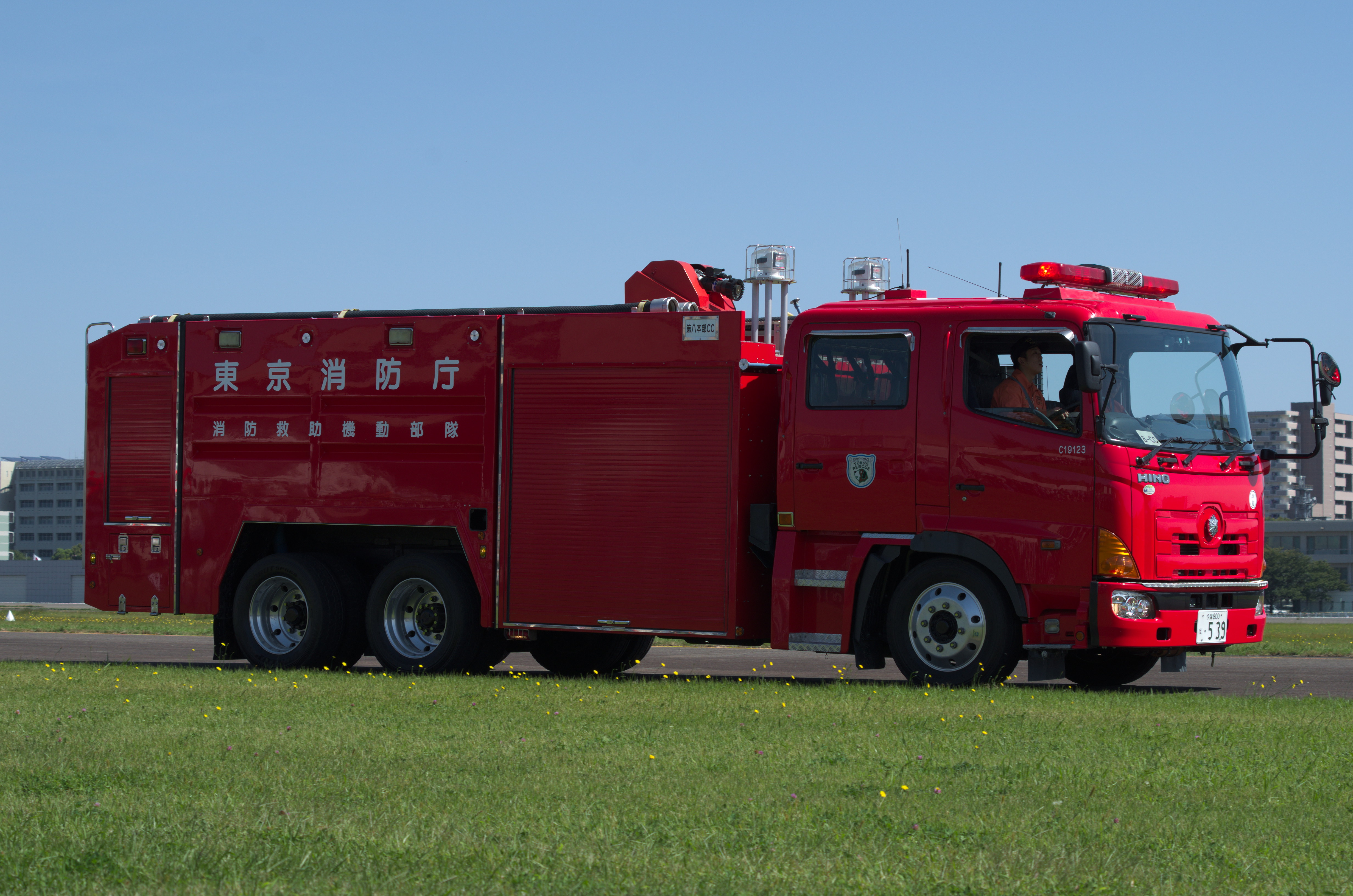
大型化学車（東京消防庁・更新済 廃車）
化学車III型（豊田市消防本部）

### はしご自動車各種
- はしご付消防自動車
- はしご付消防ポンプ自動車
- 屈折はしご付消防自動車
- 屈折はしご付消防ポンプ自動車
- 高所放水車（屈折放水塔車）

高所の消火及び救助に使用される。日本では最低10メートルから最大50メートル（規格地上高50.3メートル）の高さまで届くものもある。メーカーによってラインナップは異なる。なお国内最長は2020年時点、金沢市消防局、岡崎市消防本部、徳島市消防局、埼玉県南西部消防局、豊橋市消防本部配置の54.7メートル。消防車の日本最大手メーカーであるモリタによると、車体サイズの法規制と技術力の限界がこの高さであるという。
はしご車自体が高額なため、更新時期は地域によって異なり、平均で14年から16年、遅いところではオーバーホールを重ね30年超とばらつきがある。はしご車は安全性を担保するため法律によりオーバーホール（大規模分解・修理・改良）が購入後7年から8年ごとに義務付けられている。
はしごが長いタイプだと車体が大きくなるため、道が狭いところなどでは進入が困難になったりはしごの稼働範囲に制限がでてくる。そのため日本では30メートルタイプのはしご車が標準車両として全国に普及している。また、高層ビル・マンションの多い地域では40メートルから50メートルの長いタイプが、道の狭い地域や中層ビル・マンションが多い自治体では10メートルから20メートルの短いタイプのはしご車を配備している。　　
はしごの角度は仰角のみではなく、俯角、すなわち斜め下方向にはしごを伸ばす機能を有するものもあり、例えば水難事故等で、はしご車の部署した位置よりも低い位置に要救助者がいる場合にも活用できる。
はしご部分には、人を乗せる機構として、バスケットやリフターが設けられている。1950年代までのはしご車には、はしごにバスケットやリフターは無く、1960年代に技術の進歩により、リフターが開発された。1980年代からは、はしご先端にバスケットが付けれるようになった。リフターは、はしご部分を上下するリフト(エレベーター）であり、はしごを目的とする位置に一度セットすれば、連続的に消防隊員を送り込んだり、救助者を救出することができる。バスケットは、はしご先端部につけられた籠であり、3人から5人乗りが標準である。消防隊員の搭乗や活動のしやすさ、救助者の安心感はあるが、人員の乗り降りには、毎回、はしごを縮めて、はしご先端のバスケットを地上まで動かす必要があり、効率が悪い面もある。最近では、バスケットとリフターを併設するはしご車もある（放水時は、耐荷重90キログラムから270キログラムほど制限される）。また、近年では車椅子対応型はしご車も登場している。
先端屈折機構を有するはしご車はメーカー各社から発売されており、バスケットの手前数メートルの位置ではしごの先端が屈折することにより、電線等の障害物を避けてはしごを目的とする位置に接近させることができる。ドイツのマギルス製先端屈折はしご車は先端屈折機構に加えて、先端が1.2メートルほど伸縮するため、屈折部の梯体が2連式になっている(通常の先端屈折はしご車は1連）。
この他に、はしごを屈折させる屈折はしご車（スノーケル車。標準型、Σ型、先端屈折型）や、はしごではなく、先端に放水銃と破砕用クラッシャーを装備して隊員が近付けない場所への放水が可能な高所放水車（スクアート車）がある（高所放水車は東京消防庁の中では屈折放水塔車と呼ばれている）。高所放水車は、福島第一原子力発電所事故で東京消防庁による使用済み核燃料プールへの放水活動に使用され活躍した。近年は高所放水車の機能と大型化学消防車の機能を併せ持つ大型化学高所放水車も登場している。大型化学高所放水車は高所放水車と化学消防車の機能を搭載している。石油コンビナート火災に対応する大型化学車、泡原液搬送車、高所放水車（屈折放水塔車など）の3台をまとめて化学車3点セットと呼ばれていたが、大型化学車と高所放水車の機能が一つになったことで大型化学高所放水車と泡原液搬送車の2点セットの運用が可能となった。
海外輸入のはしご車を導入する消防本部もある。2019年に、スカニア・Pシリーズをベースとしたイヴェコ・マギルス製のはしご車が、名古屋市消防局に納入されている。また、2020年にはベンツの特装車向けシャーシエコニックをベースとしたローゼンバウアー製のはしご車が東京消防庁に納入されている。同じく、2020年にはにいすゞ・ギガをベースとした日本機械工業製のバス型はしご車が千葉県の山武郡市消防本部に納入されている（車内はバス型のため、広くまた、後部の積載庫は梯子操作時に邪魔にならないように、可動式になっている）。また、マギルス製はしご車はアウトリガーが通常の国産メーカで採用されているH型ではなく、バリオジャッキと呼ばれるX型のアウトリガーである。H型は縁石など障害物を乗り越えて設置できる点がメリットだが、軟弱地盤に弱いというデメリットがある。X型は駐車車両の下に設置可能、H型より張り出し量が少なく、軟弱地盤に強い点がメリットだが、比較的傾斜地に弱く、アウトリガーを張り出した先に縁石など障害物があった場合、設置できないため車両を移動させなければならず、タイムロスになる点などがデメリットである。
日本国内では国内メーカーのモリタ社製のはしご車がトップシェアを得ている。理由として、日本国内トップのトラックメーカー日野自動車と共同ではしご車専用シャーシ「MH型」「MHII型」を開発し、採用している点や、はしごの動きに合わせて動作する伸縮水路をはしご本体下部に装備した「水路付はしご車」など定期的に新機構を投入して改良している点が挙げられる。

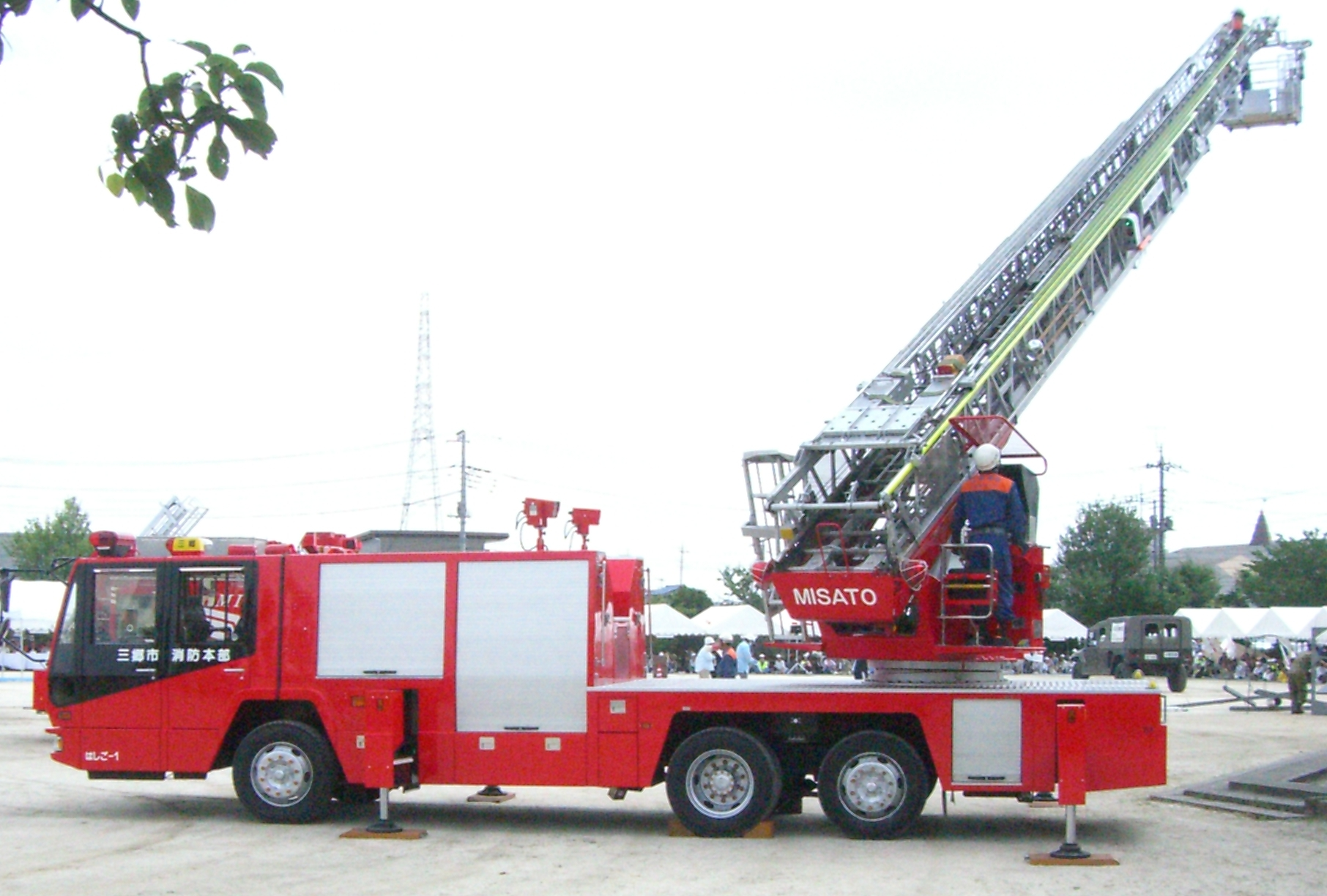
はしご付消防車 (40メートル級) 日野・モリタ・スーパージャイロラダーMH （三郷市消防本部・更新済廃車）
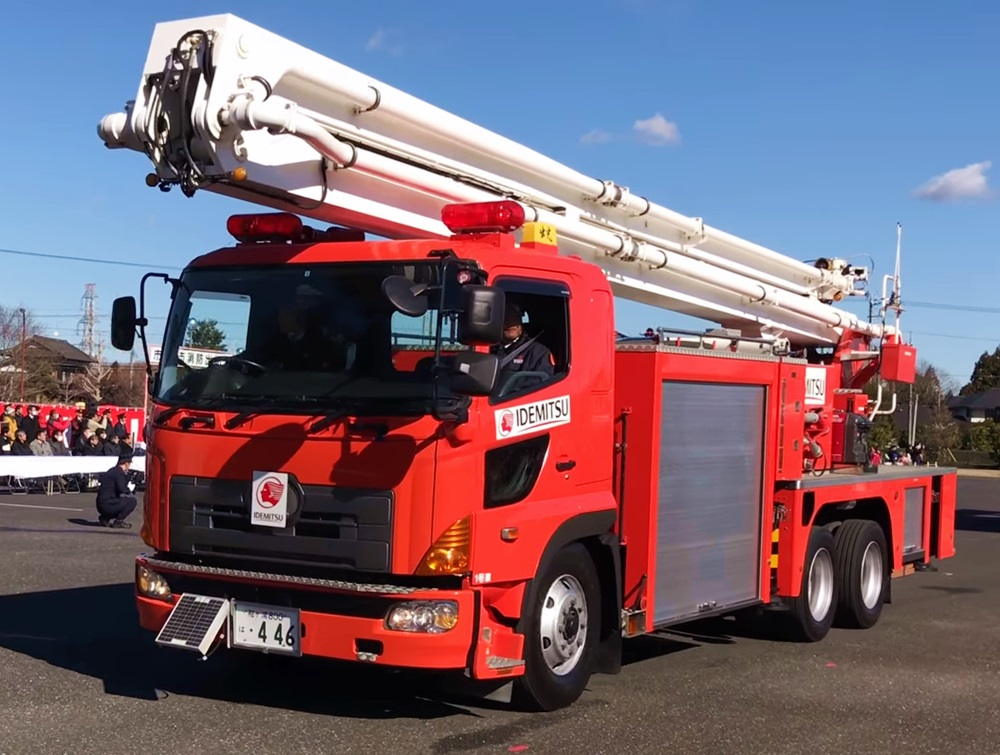
高所放水車 （出光興産 自衛消防隊）
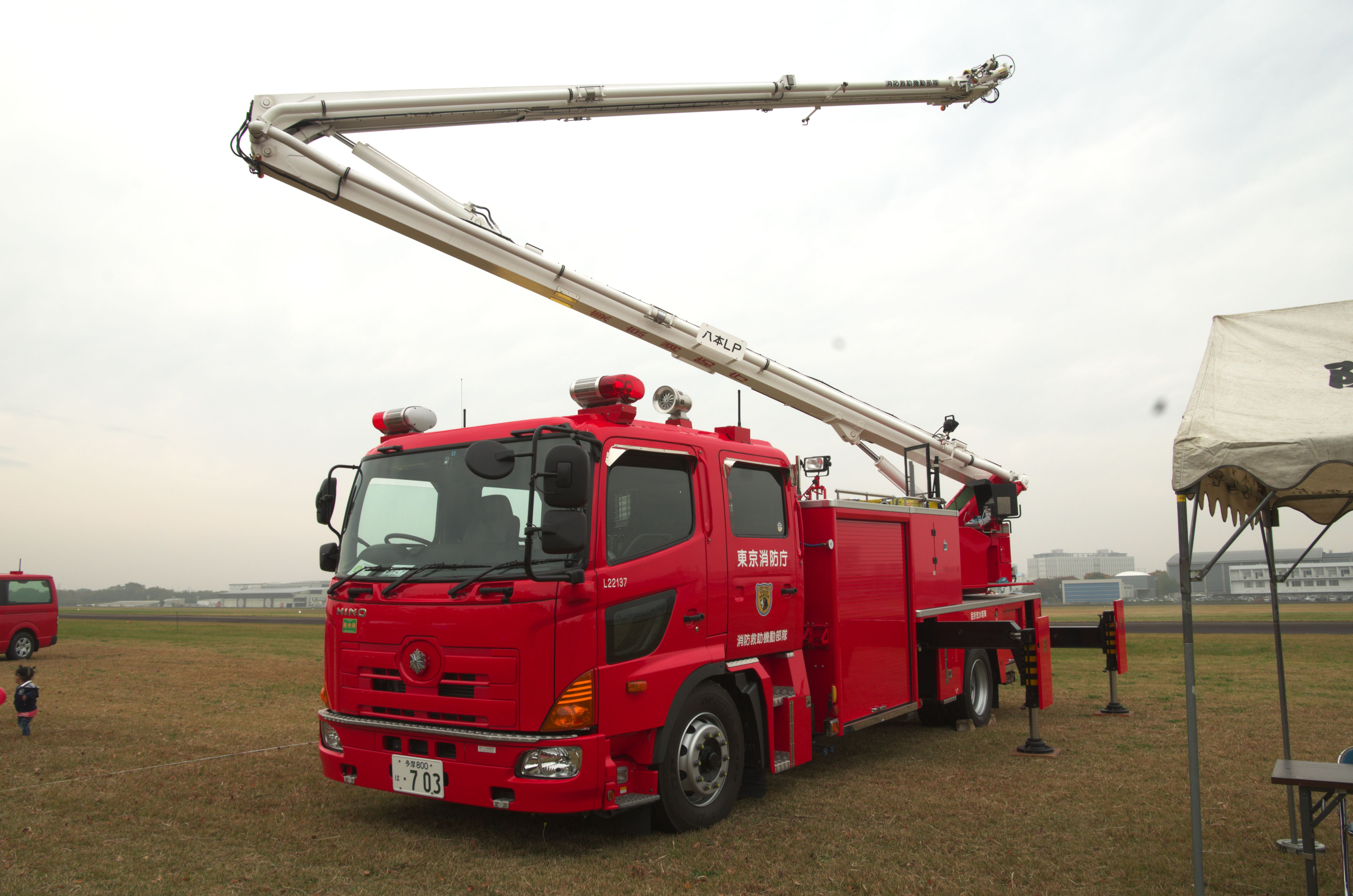
屈折放水塔車 日野レンジャー (東京消防庁)
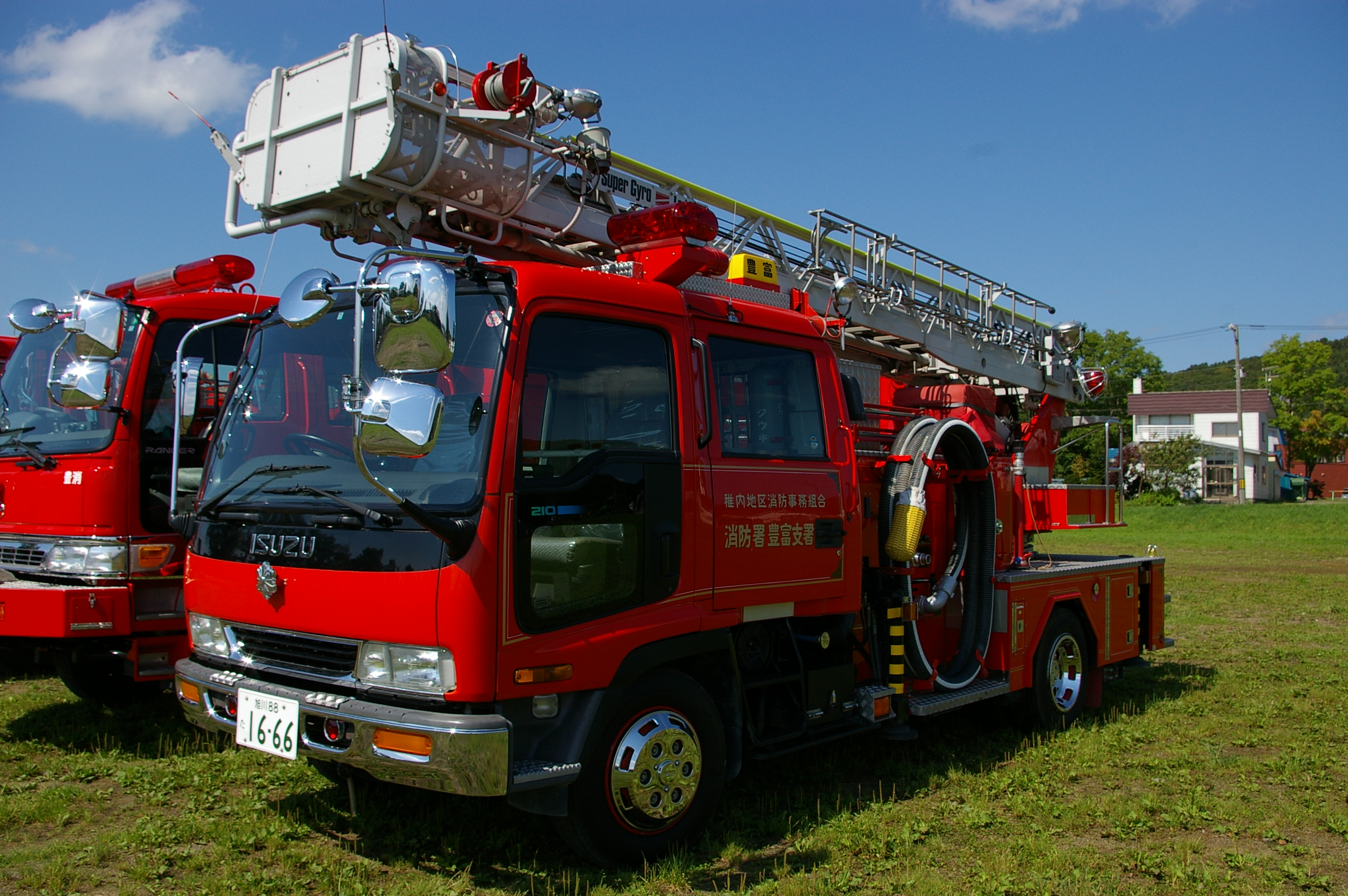
水槽付小型はしご車(15メートル級) （稚内地区消防事務組合消防署豊富支署・更新済廃車）
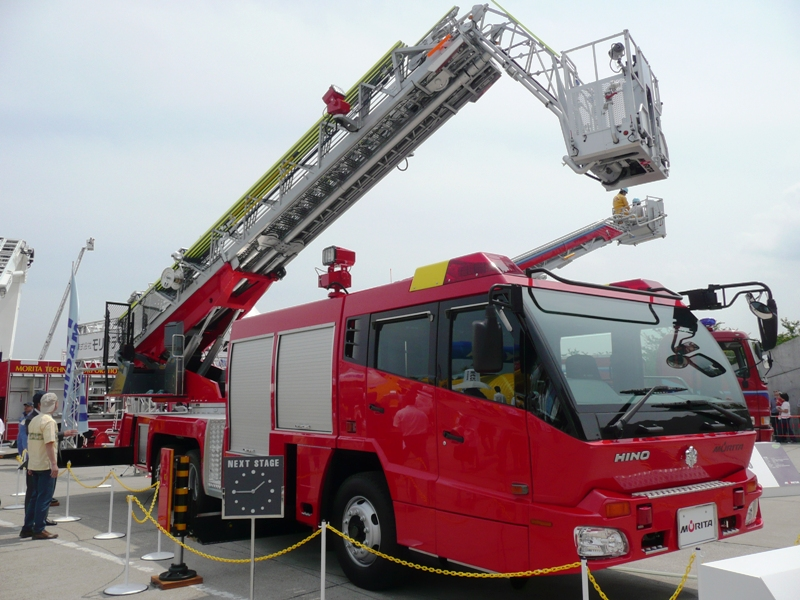
国産モリタ社製の先端屈折はしご車 (日野・モリタ・スーパージャイロラダーMH
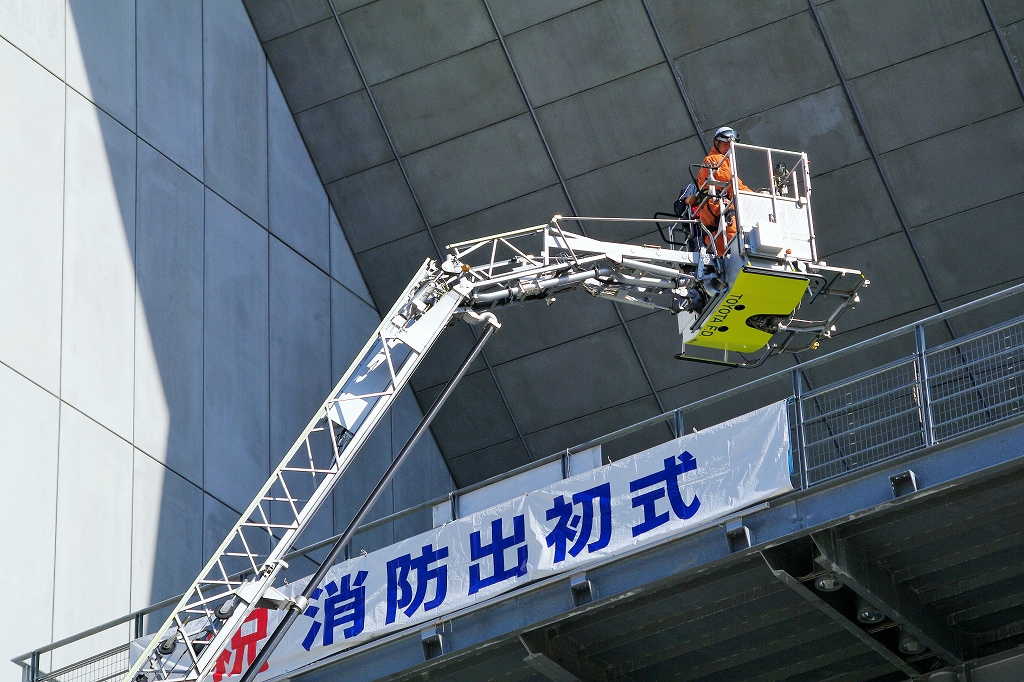
先端を屈折させる先端屈折式はしご車 (豊田市消防本部)

### 救助工作車
略称：R。人命救助活動に使用され特別救助隊(レスキュー隊)が運用する。交通事故などで車両に閉じ込められた人を助けることが多く、エアカッター、油圧式拡張機（スプレッダー、俗称ジョーズ）など救助資機材を搭載している。クレーン・ウインチを装備していることが多い。近年は震災対策・広域応援のために緊急消防援助隊制度の発足や消防救助機動部隊（ハイパーレスキュー）・特別高度救助隊など高度な救助部隊の創設された事や各本部の規模や地形、用途によりI型からIV型まで種類があり、バス型やハイルーフ型、高床型と低床型などタイプも豊富である。II型車輌は、クレーンを装備していない車両もある。全長を短く抑えたり、はしごを積載庫内に収めたり、車上ボックスもなくしたりすることで、車上を救助スペースにしたり、コンパクト化した車輌もある。また、ポンプや小型水槽やポンプとは異なる高圧消火装置などを積載し、消火活動を可能にした車輌もあり、救助隊が消火活動をする本部もある。

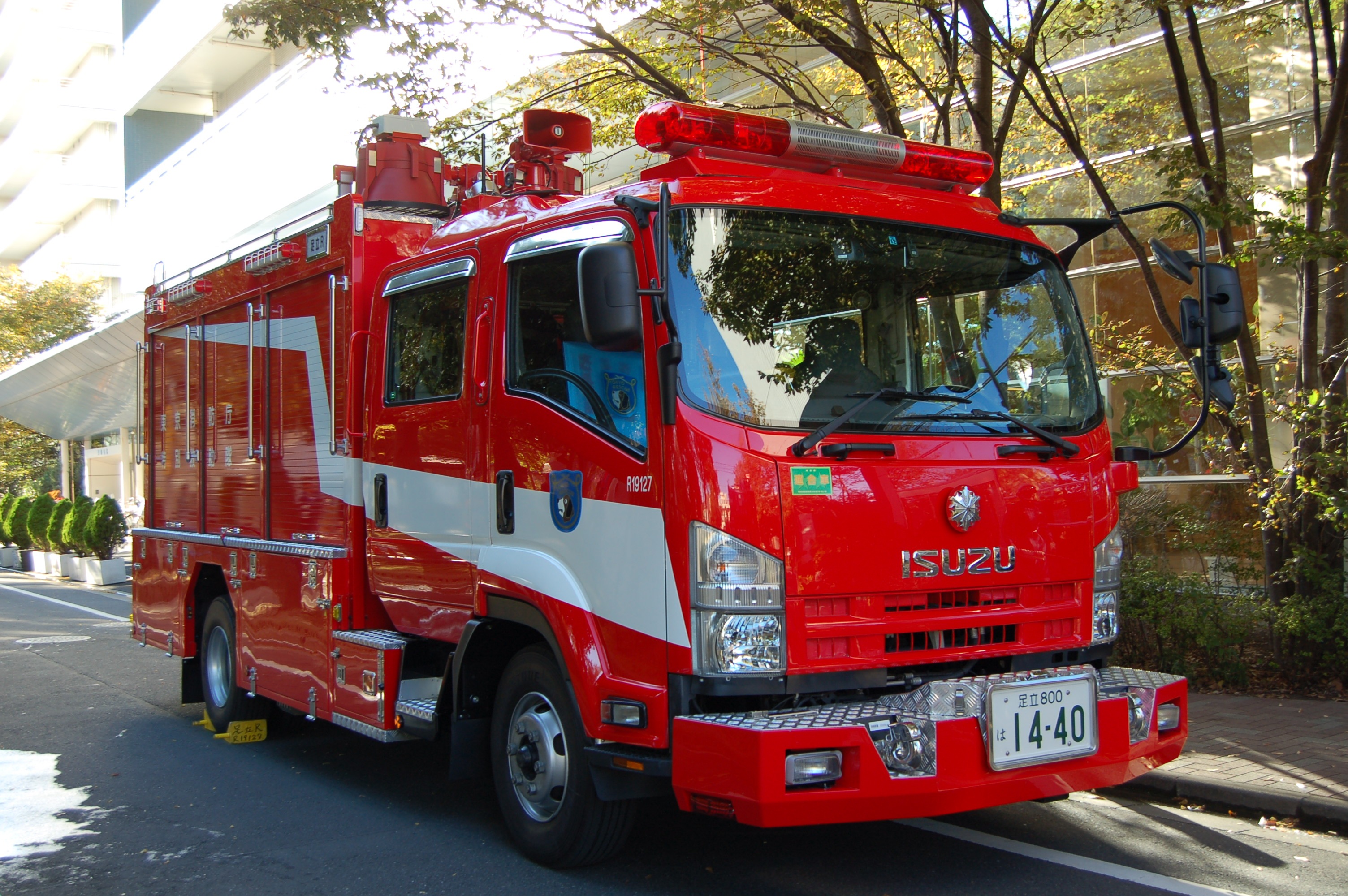
II型 東京消防庁(更新済 廃車)
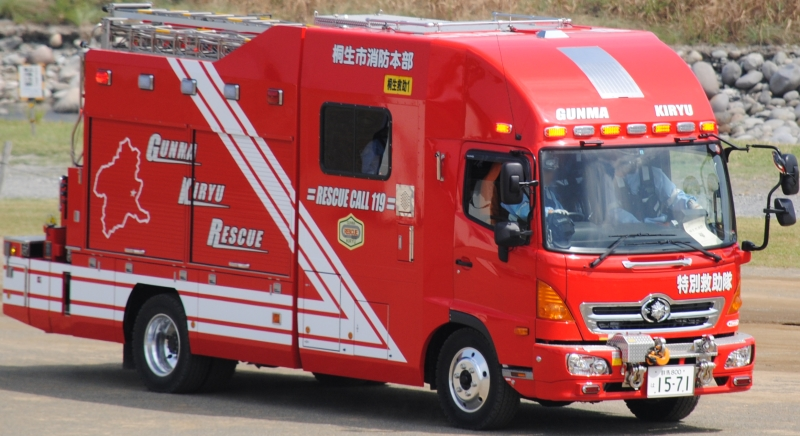
バス型の車両（II型） 桐生市消防本部
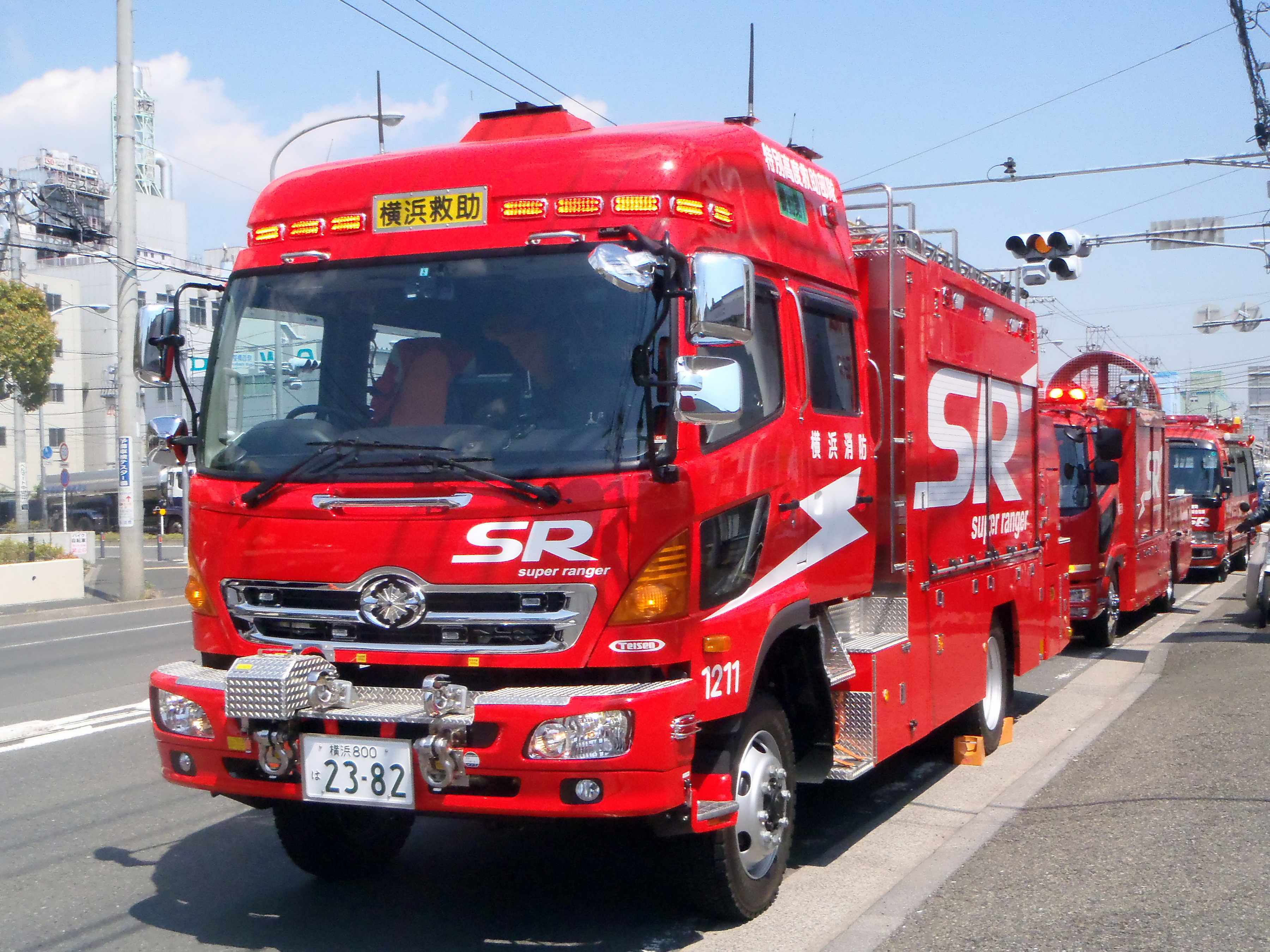
III型（ハイルーフ） 横浜市消防局
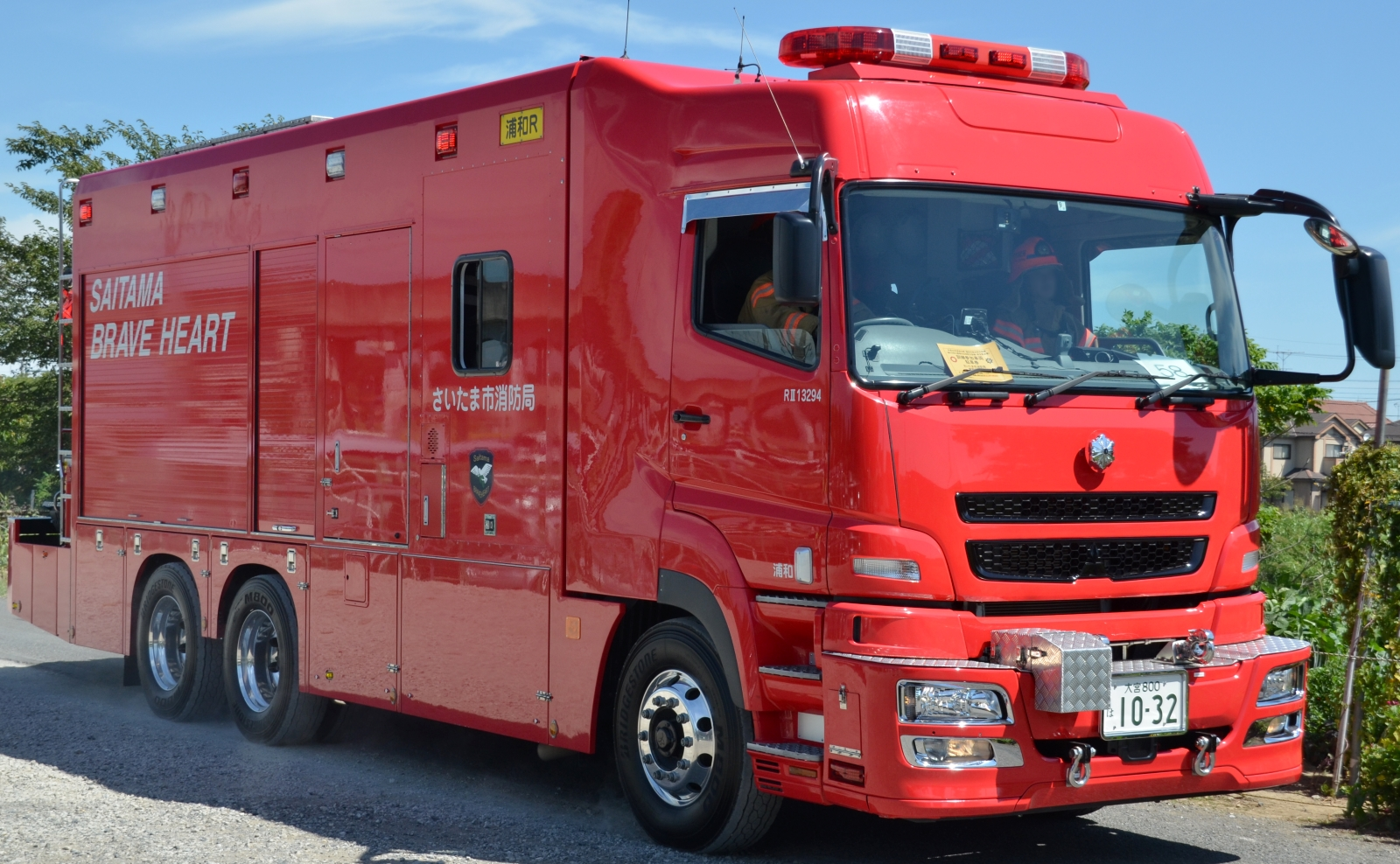
バス型の車両（III型） さいたま市消防局
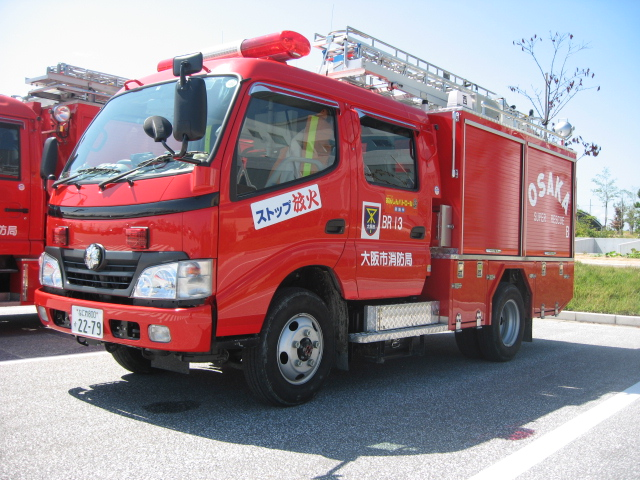
IV型 大阪市消防局

### 指揮車（指令車）

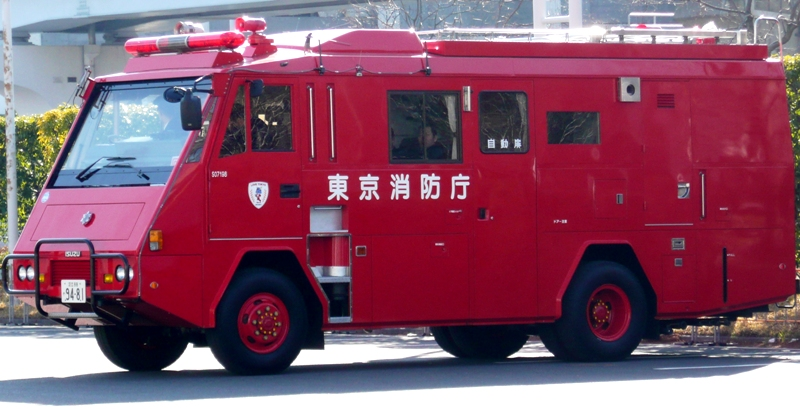
指揮統制車 いすゞ・810EX （東京消防庁浅草消防署・浅草救援1、更新廃車済）

指揮車は災害活動の現場で指揮を執る「大隊長（=消防署長・消防分署長）」と麾下の、伝令や通信係、情報整理担当など5人～3人で1個隊が編成される「指揮隊」が搭乗する車両で、各消防署の指揮隊によって運用されている。関係機関や現場で活動中の各中隊小隊と情報交換ができるように、電話（自動車電話）・ファクシミリ・使用している全ての消防無線を送受信できる無線機などの通信機器、住宅地図帳、作戦図板になる折り畳み式テーブルを搭載している。大型の車両では“移動通信指令室”といえるような物もある（東京消防庁本庁警防部に所属する「本部指揮隊車」、及び同庁第8消防方面本部保有の「移動無線電話車」。実際に、無線端末5台を組み込んだ指令卓が搭載されている。「本部指揮隊車」が動いた時には本庁にも「警防本部」が立ち上がっている）。また、車両によっては大型のLEDボードや幕、サイドオーニング（収納式テント）を装備している。活動中は「現場指揮本部」・「現場本部」の幟を立てて目印とする。1BOXタイプの車両については、東京消防庁では「救助先行車」と呼称していた。
他の各車両では分隊長は助手席に乗って出動するが、指揮車に限り、大隊長は、現場に着いたら真っ先に飛び降りて全体指揮と本部設営にかかるため、後席一番左側（全体の一番外側）座席に座る。

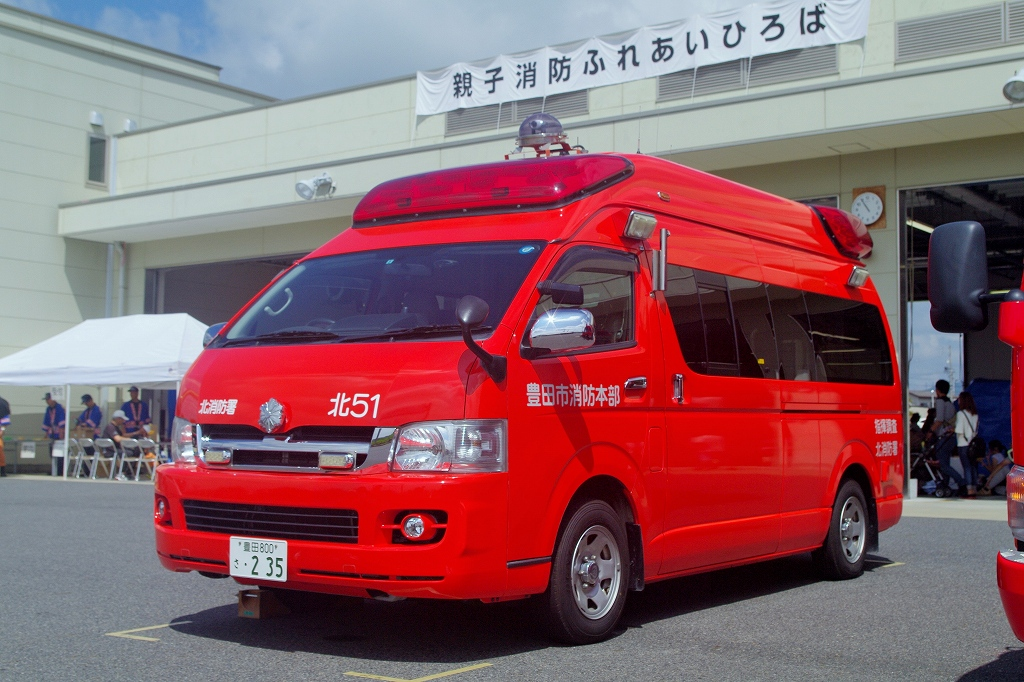
指揮車　トヨタ・ハイエース（豊田市消防本部北消防署） 屋根先端には情報収集用のカメラが搭載されている。

平成17年、消防庁の消防力整備指針により、消防本部・消防署の指揮隊・指揮車の配備基準が定められた。
出動と同時に現場の詳細、出動隊の状態など多くの情報を取り入れる指揮隊は、「原因調査車」の行う役割と近いものがある。このため、本部によっては、指揮隊のメンバーに調査部門の職員を加え、「原因調査車」と兼用していることがある。そのような車両は、スモークガラス、調査資機材などを装備している。ワンボックスカーが多い。
「指揮車」「指令車」の違いは各消防本部によって委ねられている。大規模な消防本部では「指揮車」、指揮隊が存在しない小規模な消防本部及び消防団で使用される車輌には「指令車」と呼ばれることが多い。

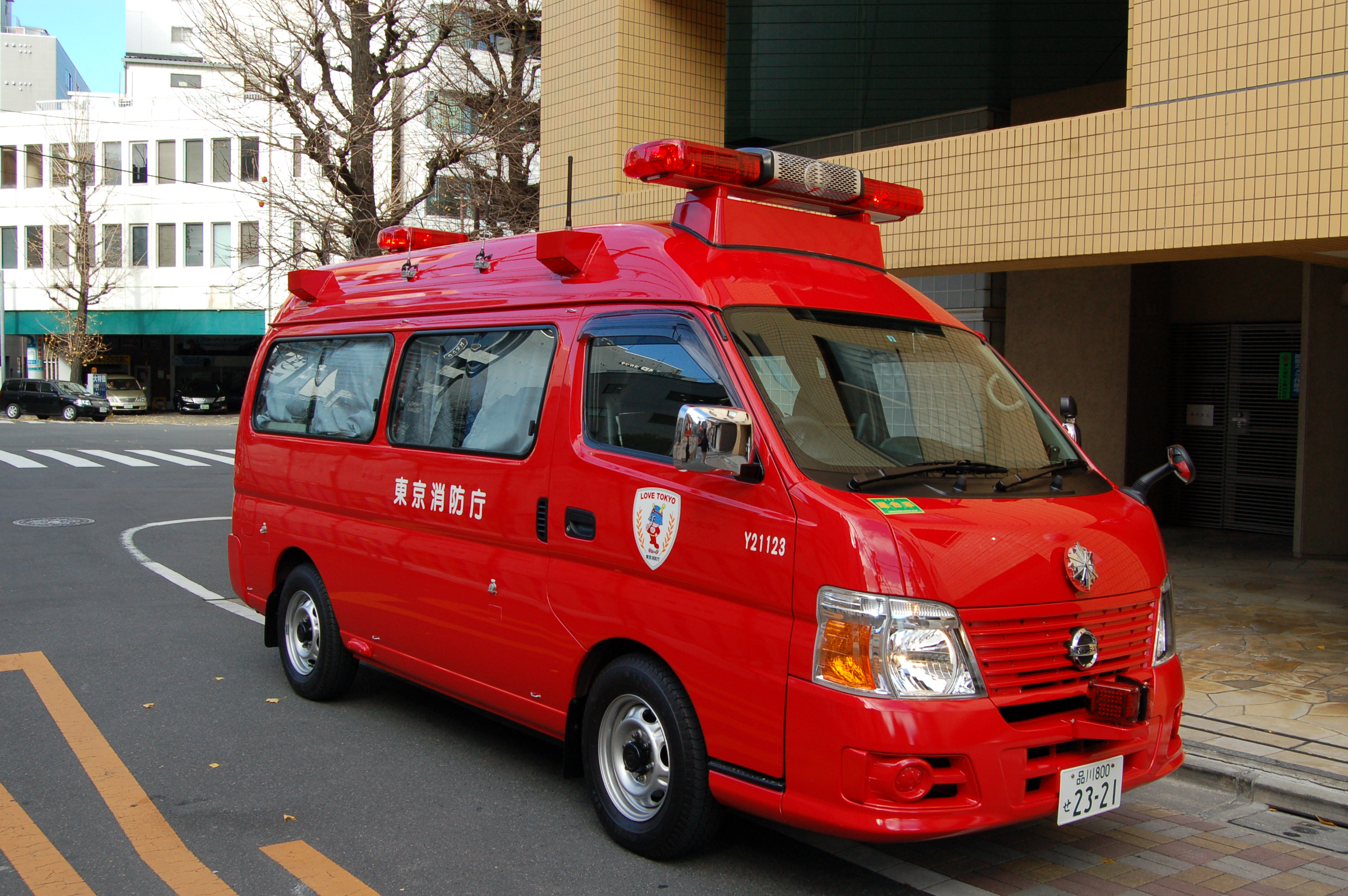
指揮車 日産・キャラバン （東京消防庁・更新済廃車）
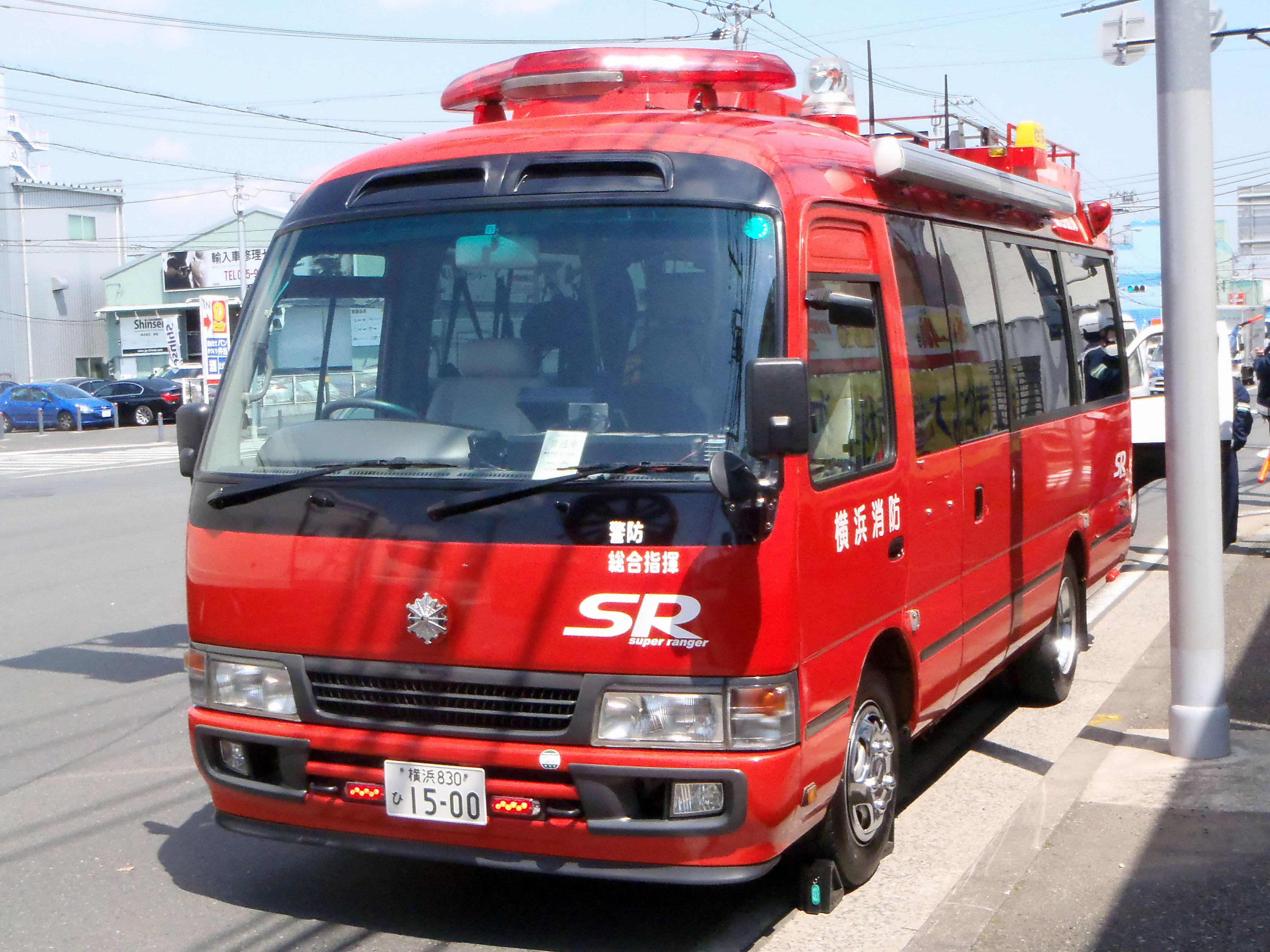
総合指揮車 トヨタ・コースター （横浜市消防局・更新済廃車）

無線統制車
大規模な活動現場において混線する消防無線を指令・統制するなどの支援を行う車両。複数の無線装置やファクシミリ等を装備し、ヘリコプターテレビ画像伝送装置を装備する車両もある。多くが1980 - 1990代年初期の車両であり現在では支援車IV型に代替されている。
情報通信工作車
東京消防庁情報通信課に所属する車両。無線統制車同様、無線有線の通信機能のみに特化されている他、出動先で無線機の整備も行えるよう工具や測定器も搭載されている。消防無線機の内部構造を取り扱う関係上、機関員の他に陸上無線技術士の免許を持つ隊員が乗って出動する。
指揮統制車
指揮車（指令車）と同様な車両で、数台の指揮車や多数の指揮隊を更に統制する指揮車のことである。前述の無線統制車と似ておりパラボラアンテナや特殊無線処理、移動司令本部キット等を装備し、消防庁や都道府県庁消防防災部門と連携を取る場合にも活動する。東京消防庁（警防本部）など大規模自治体に配備されている（大規模災害時は緊急消防援助隊の指揮隊車となる）。
- 指揮統制車
いすゞ・810EX
（東京消防庁浅草消防署・浅草救援1、更新廃車済）

### 司令車

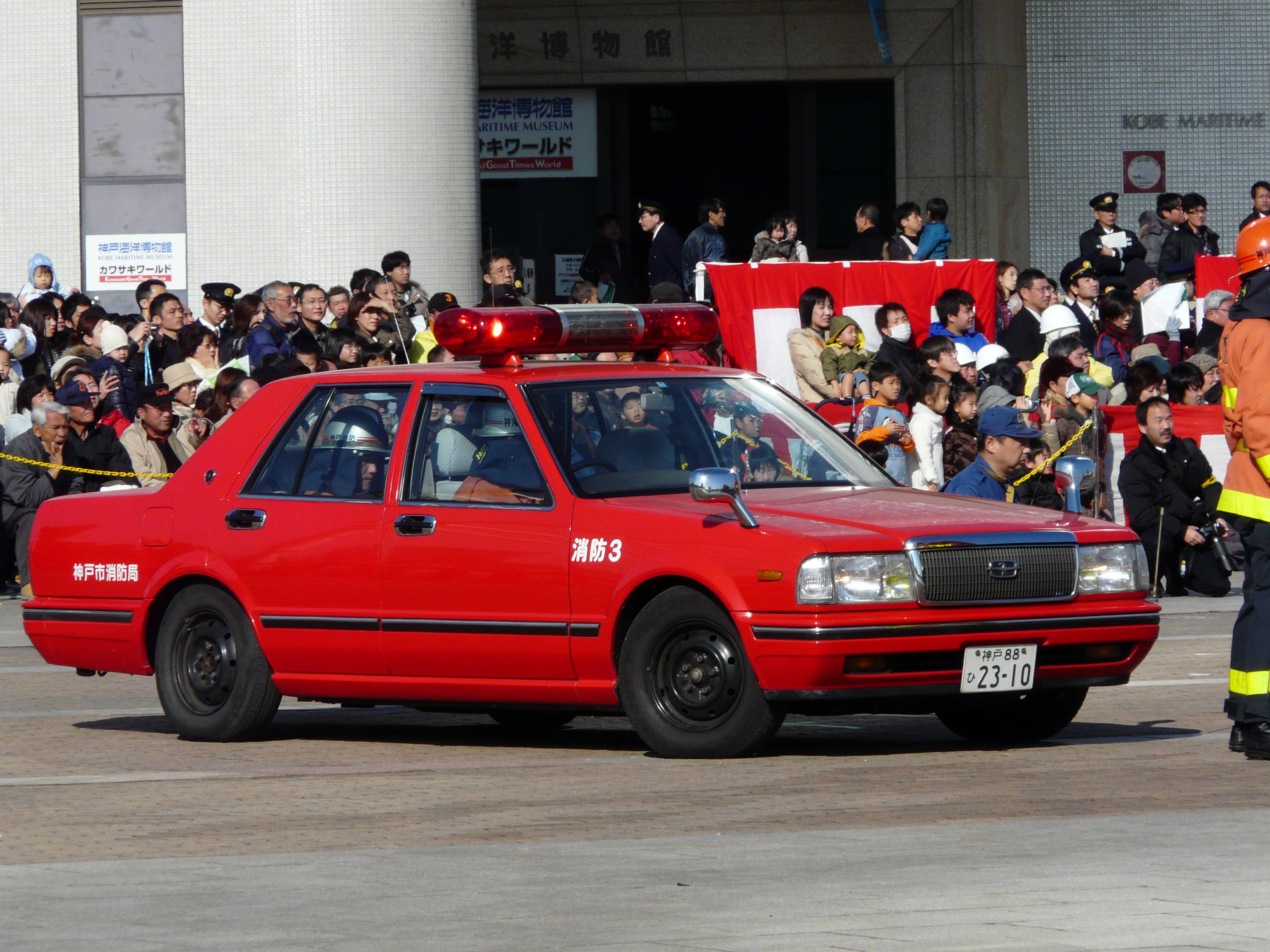
司令車

上記「指揮（指令）車」とは違い、消防長や消防署長などの幹部の出動（公務）用車両。主に大災害や視察時などに現場に向かう時に運用される。英語で「Chief car」と呼ばれる車両（指揮車はmobile command post）。車両はセダン型の上級、高級車が多いが、本部によってはステーションワゴン型、SUV型などもある。赤色灯を装備した朱色の緊急走行ができる車両と、黒塗りの公用車然とした車両に大別できる。また消防本部によっては司令塔車と言われるが、これは俗名である。
消防長本人が運転することはなく、機関員がハンドルを握り、消防長は後席に乗車する。

### 二輪消防車

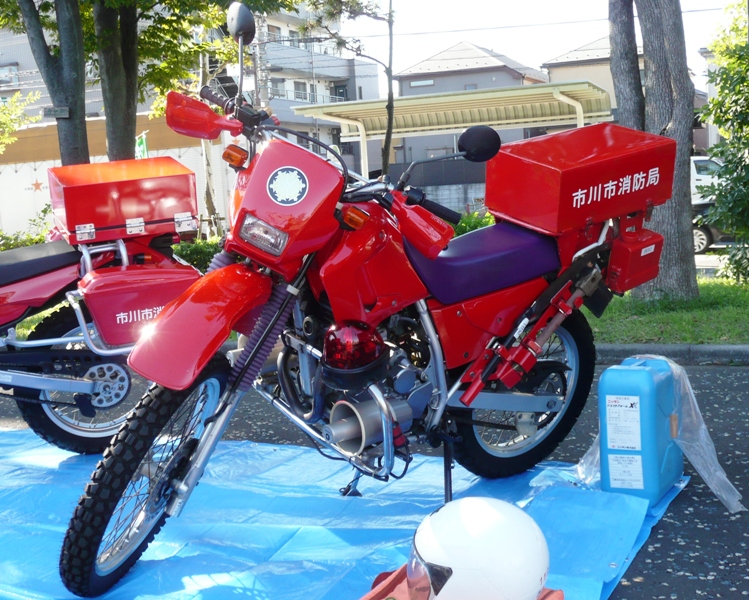
市川市消防局のホンダXR 救急/消防バイク

戦後の消防活動二輪車（消防自動二輪）は、1960年代に導入された大阪市消防局の赤バイが先駆けとなったが、導入当時は高度経済成長期であった上に自動車の登録が増加、隊員が交通事故などの被害に遭うなどの理由で十数年後に大阪市は赤バイ隊を廃止した。1969年 - 76年にかけて東京消防庁にも赤バイ隊がおり、火災現場に一番乗りした赤バイ隊員が要救助者を救助したことがあったが結局廃止にいたった。
その後、1995年1月に発生した阪神・淡路大震災において、オートバイが機動力を生かして情報伝達や収集活動で活躍したという実績が全国の消防関係者の注目を集めたことから、全国各地で二輪車を導入する消防機関が増えた。
1997年1月、八千代市消防本部に2台一組で行動する消防機動二輪部隊（通称「ファイヤーバスターズ」）が配備された。HONDAナイトホーク250を使用し、水タンク、フォグガンを装備する。この「消防二輪」は大阪市が廃止して以来の復活。2007年、装備及び車体の老朽化により退役・廃止され現在は展示にのみ活用されている。
1997年12月、東京消防庁はYAMAHAセロー225に消防資機材を搭載した消防活動二輪隊「クイックアタッカー」の運用を開始した。この部隊は2台1組となり、1号車には可搬消火器具(かつては「インパルス」、現在は『ポータブルCAFS　武蔵』)を、2号車には、油圧式救助器具「ユニツール」を装備している。震災時の初動を任務とするほか、渋滞する高速道路での交通事故救助活動、山岳救助等に活躍している。
2004年11月、千葉県四街道市にタンク装備の“放水が出来る二輪ポンプ車”が初めて配置された（日本機械工業製、車名：ミストドラゴン）、250ccスクーターにサイレン、容量60リットルのタンク、ポンプを搭載）。このほか、宮崎市消防局にも配置されているほか、横浜市消防局の消火装備を有しない震災時情報収集部隊「消防機動二輪隊」や、東京消防庁東久留米消防署や太田市消防本部の「救命ライダー」（救急バイク）（HONDA CB400SUPER FOUR）などが導入されている。
東久留米市消防本部当時の救急バイクは東久留米市が東京消防庁に消防業務を事務委託したことに伴い廃止され展示用として民間団体に貸与されている。
名古屋市消防局では2019年7月に赤バイ2台を初めて導入した。任務としては現場での情報収集や要救助者への初期接触などを考えていると伝えられている。

### 特殊災害対策車
HAZ-MAT車（hazardous-materialsの略で有害物質対応）や特殊災害対応自動車とも呼ばれ化学物質漏洩災害等いわゆるCBRNE災害に対応する消防車。毒劇物防護服や各種分析機器、除染機器を備えている。当初は本部によって「特殊化学車」「化学救助工作車」等の名称が用いられていた。近年配備されている特殊災害策車の多くは汚染物質の流入を防ぐため、空気浄化装置により車内を陽圧にできる機能も有する。
1995年の地下鉄サリン事件以降、各地の消防機関に配備され、特別高度救助隊を持つ政令指定都市には配備が義務付けられ2010年からは消防庁から「特殊災害対応自動車」として貸与も行われている。また、2007年には後述の大型ブロアー車、ウォーターカッター車に続いて大規模消防に消防庁からの貸与の形でNBC災害の被害者に付着した有毒物質の除染を行う大型除染システム車が配備された。
東京消防庁では、9消防署・出張所に化学機動中隊を配置し、第三消防方面本部及び第八消防方面本部（2023年3月までは第九消防方面本部）の消防救助機動部隊(いわゆるハイパーレスキュー)は、NBC災害対応殊部隊として編成されている。
第三方面本部消防救助機動部隊の特殊災害対策車（大型）は陽圧機能の他に放射線の透過を防ぐため車体が鉛板や水槽で覆われており、日本で唯一の放射線災害にも対応した車両であり福島第一原子力発電所事故でも活躍した。同部隊には特殊災害対策車（大型）に加えて脱衣兼シャワー室などを完備し被害者に付着した有毒物質の除染を行う特殊災害対策車（除染車）とC-130 (航空機)に積載可能で車両外部に各種分析装置を設置し、遠隔探査ロボットも積載し車内でモニタリングを行う事が行える特殊災害対策車（偵察車）が配備されている。偵察車は同部隊の福島原発での活躍を知った台湾からの義援金1億円により作成された。第三方面本部では大型（CS1）・除染車（CS2）・偵察車（CS3）の3種類の特殊災害対策車で都内や国内でのNBC災害に対応している。
更に東日本大震災の教訓から第九消防方面本部にNBC災害と震災両方に対応した消防救助機動部隊が発足して大型（CS1）・除染車（CS2）・高踏破偵察車（CS3）の3種類の特殊災害対策車が配備された。高踏破偵察車は陸上自衛隊の73式大型トラックと同型でいすゞ・フォワードの7t級・高床4WDのFTSをベースに6輪駆動に改造され、悪路に対する高い走破性を誇ると共に車内陽圧機能を持つ他、車両外部に各種分析装置を設置し、車内でモニタリングを行う事ができ現場の偵察活動や人員・資機材の搬送等を行える。同車両が置かれる八王子市には山間部も多くNBC災害のみならず土砂災害や山林火災などへの対応も期待される（なお、陽圧機能や分析機能等NBC災害に対する機能を有してない救出救助車という同型の車両が第六本部にも配備されている）。なお、2023年4月1日に地域特性を考慮した消防救助機動部隊の再編成に伴いNBC部隊が第九消防方面本部から第八消防方面本部へ配置換えとなり、これに伴い第九本部の大型（CS1）・高踏破偵察車（CS3）は第八本部に配置転換となった。
又、現在では全消防救助機動部隊に除染車（CS2）が配備されている。
「爆破テロへの対応」を念頭に置いた車両として警察で使用されている特型警備車を改良した救出救助車が第三消防方面消防救助機動部隊に配備されている。

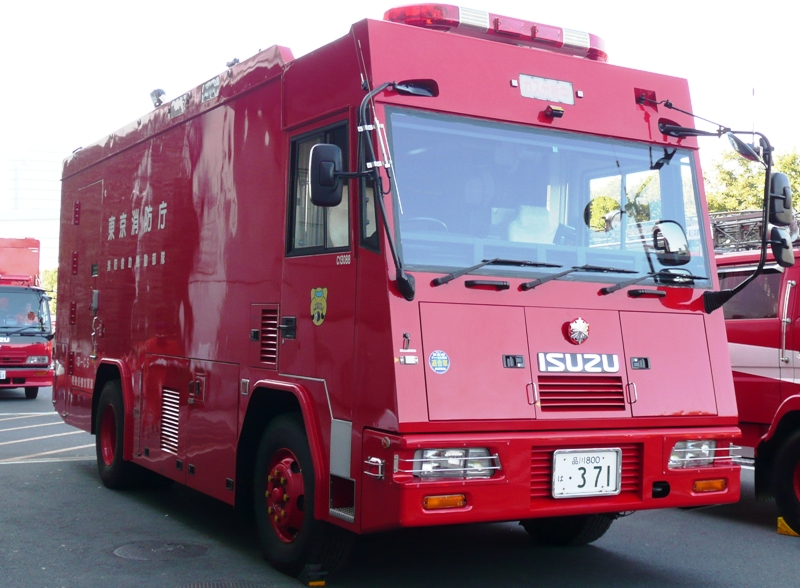
特殊災害対策車（大型） （東京消防庁第三方面本部CS1・東日本大震災で被災 福島第一原発内にて放置）
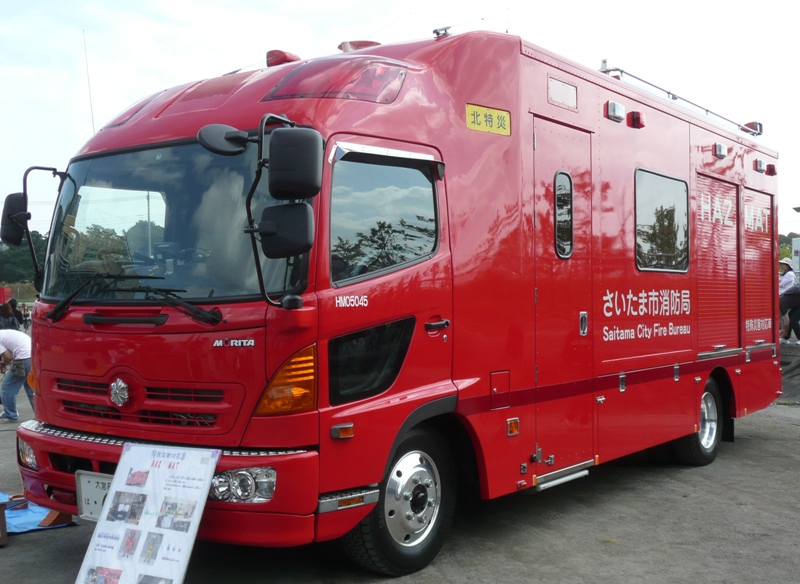
特殊災害対応車 日野・レンジャー （さいたま市消防局更新済 売却）
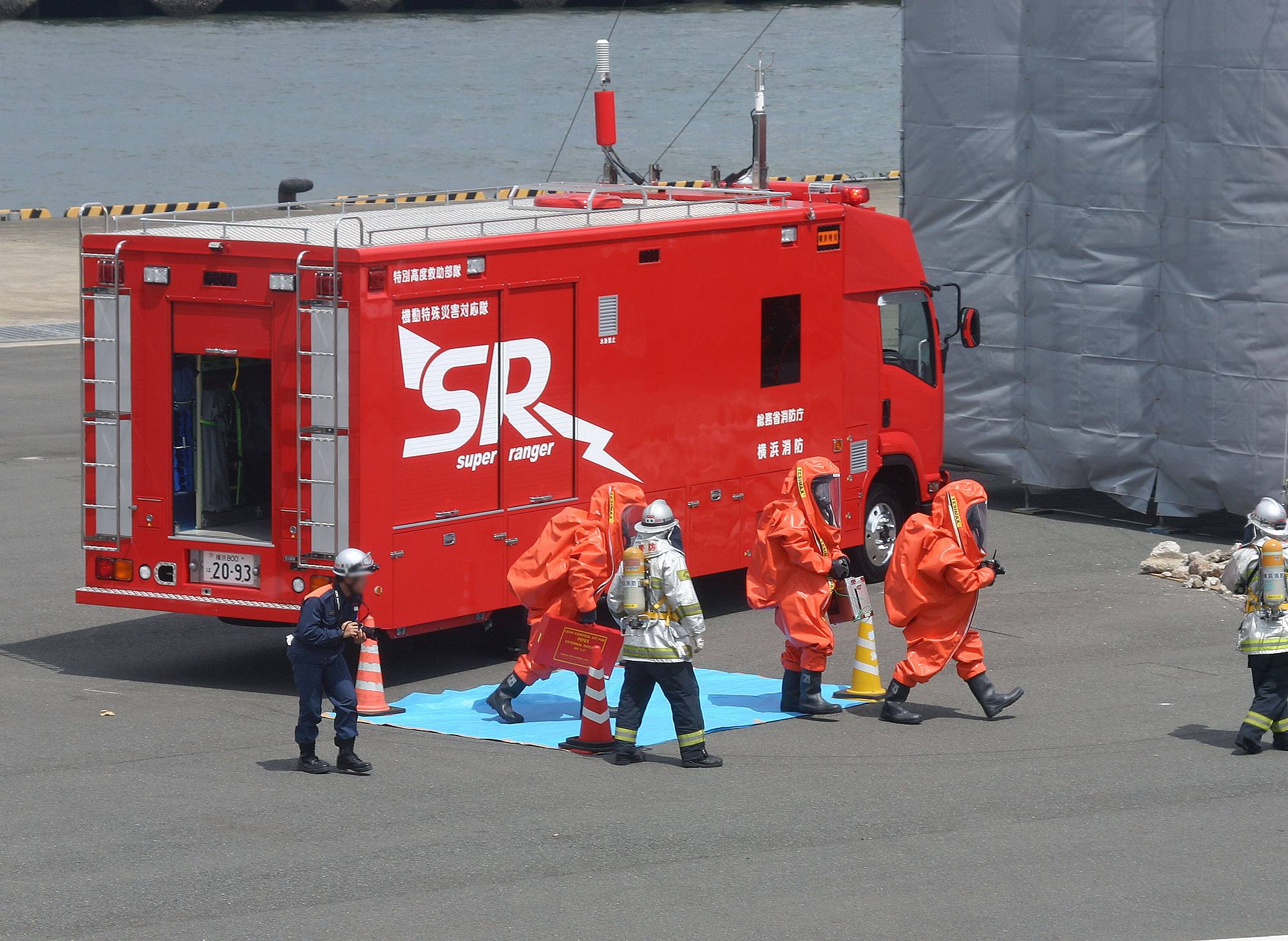
消防庁貸与の特殊災害対応車 （横浜市消防局）
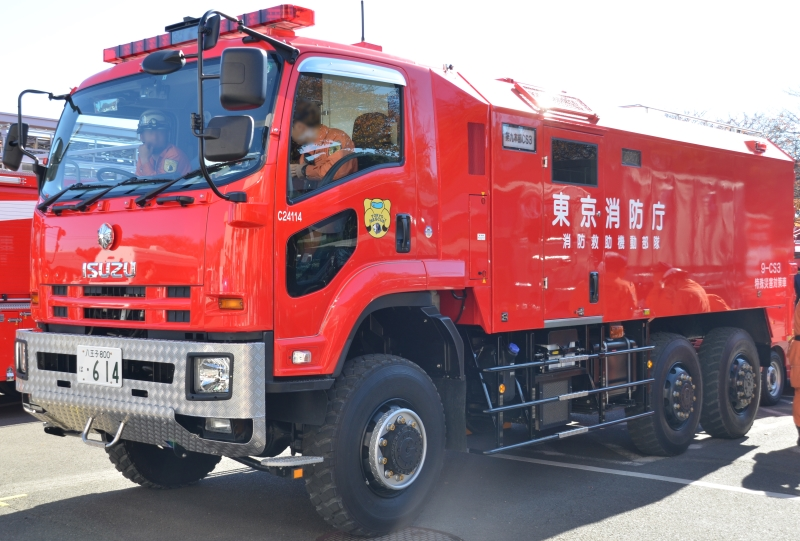
高踏破偵察車 （東京消防庁第八方面本部CS3） 撮影当時は第九方面本部

### 支援車

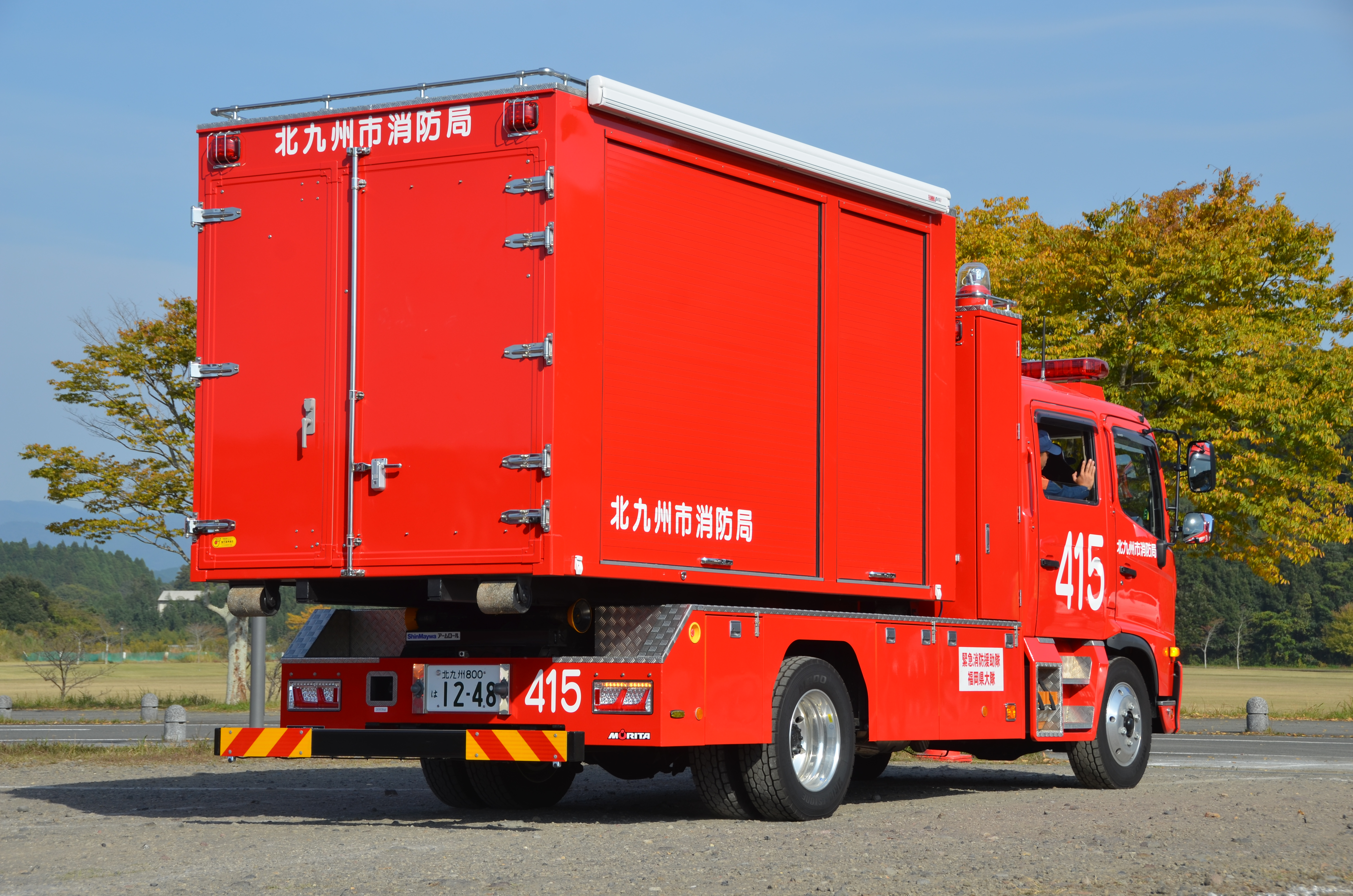
支援車Ⅱ型

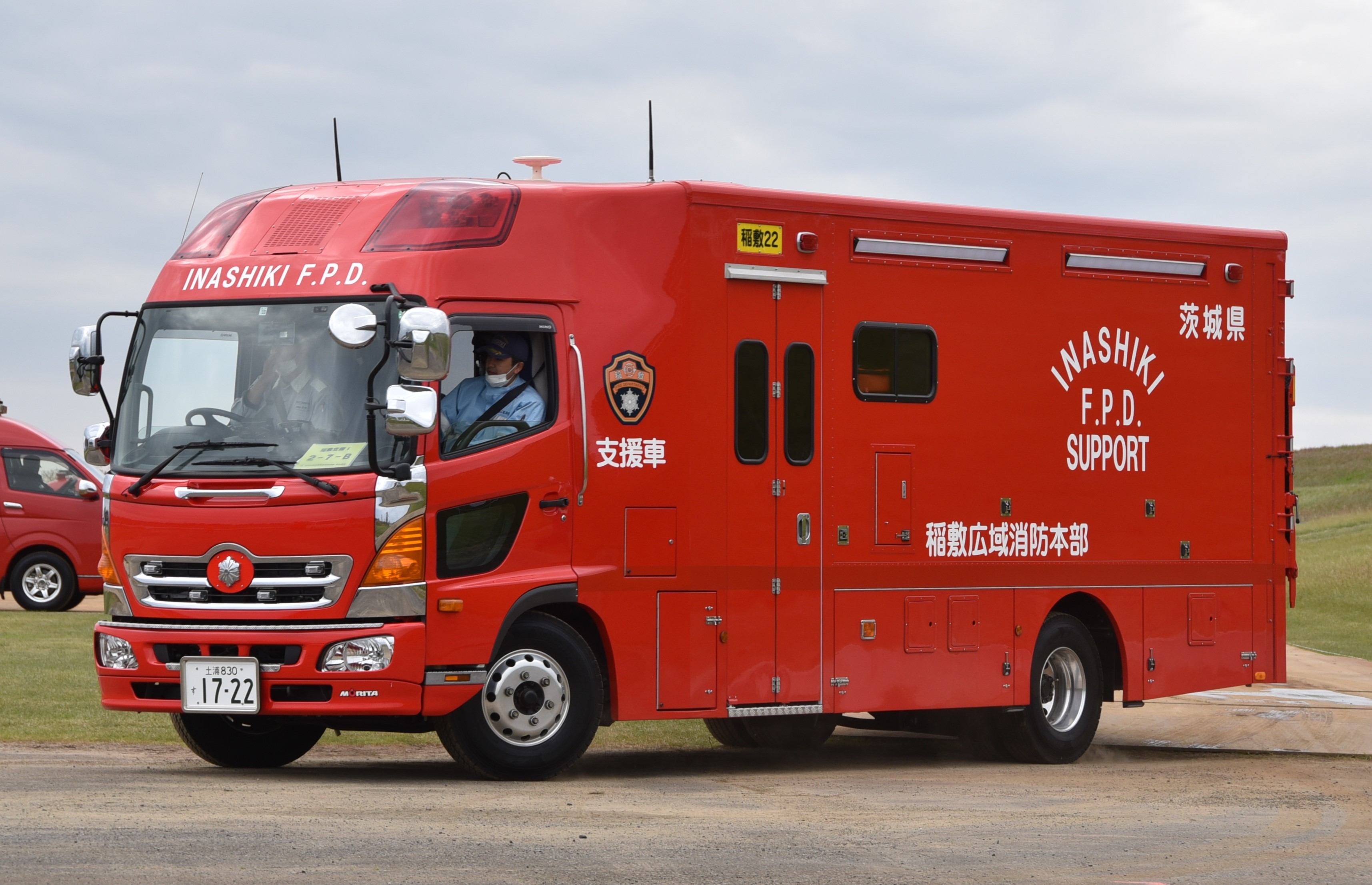
支援車Ⅲ型(稲敷広域消防本部)

長期の災害現場で消防隊員への後方支援を目的とした車両。阪神・淡路大震災を契機に、消防の後方支援体制の充実を図るために配備されたが、緊急消防援助隊の設置後、全国各地の消防本部の度重なる広域派遣によってその重要性が高まり、2006年になって支援車という新たな規格が誕生し、支援車I型と支援車II型に分離された。さらに、2007年にはIII型とIV型も生まれた。
I型
簡単な料理を作れるキッチンシステム、シャワー、トイレなどを装備する消防のキャンピングカー。テーブル・椅子・エアコン、大容量の電気炊飯器、こんろなどの基本的な設備と共に、様々な災害に対応できる資機材を搭載している。その分購入・運用費など負担が大きく、大 - 中規模自治体が保有するのが一般的である。また、救助隊の予備車や水難救助車として運用する本部もある。
緊急消防援助隊の支援車両という位置づけであるが、大規模災害・広域応援時のみならず一般災害時でも隊員の一時休息のためや被災した住民の一時避難所として活用している自治体もある。
阪神・淡路大震災を契機に消防庁によって47都道府県全部に1台ずつの配備が進められ、消防庁が所有し自治体に貸与・管理させる車両には所属消防本部名とは別に「総務省消防庁　（配備先都道府県名）」のネームが入れられている。

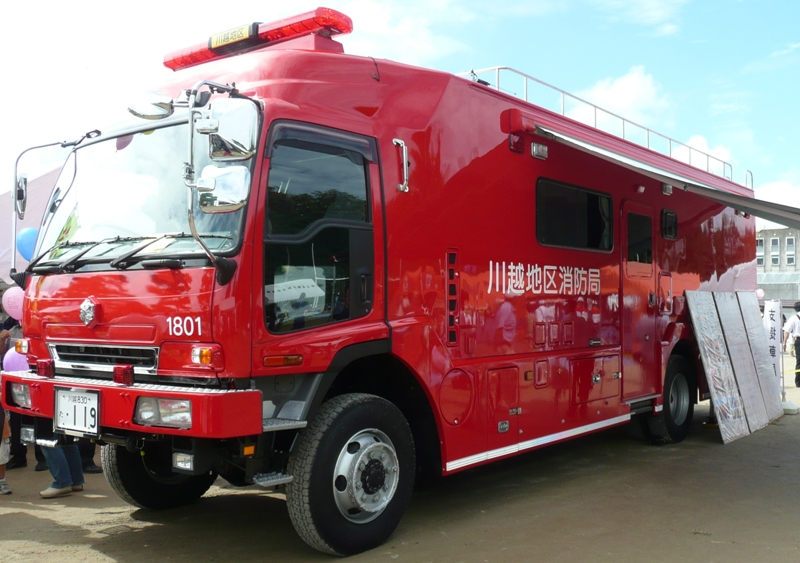
支援車I型　いすゞ・フォワード （川越地区消防組合）
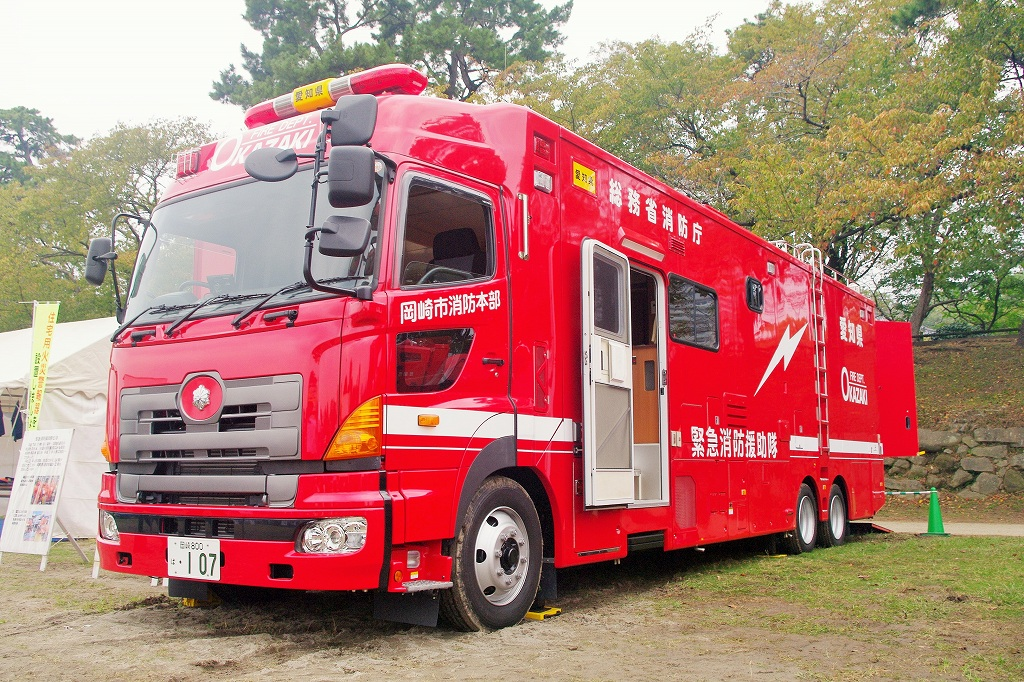
支援車I型(消防庁貸与)　日野・プロフィア （岡崎市消防本部）
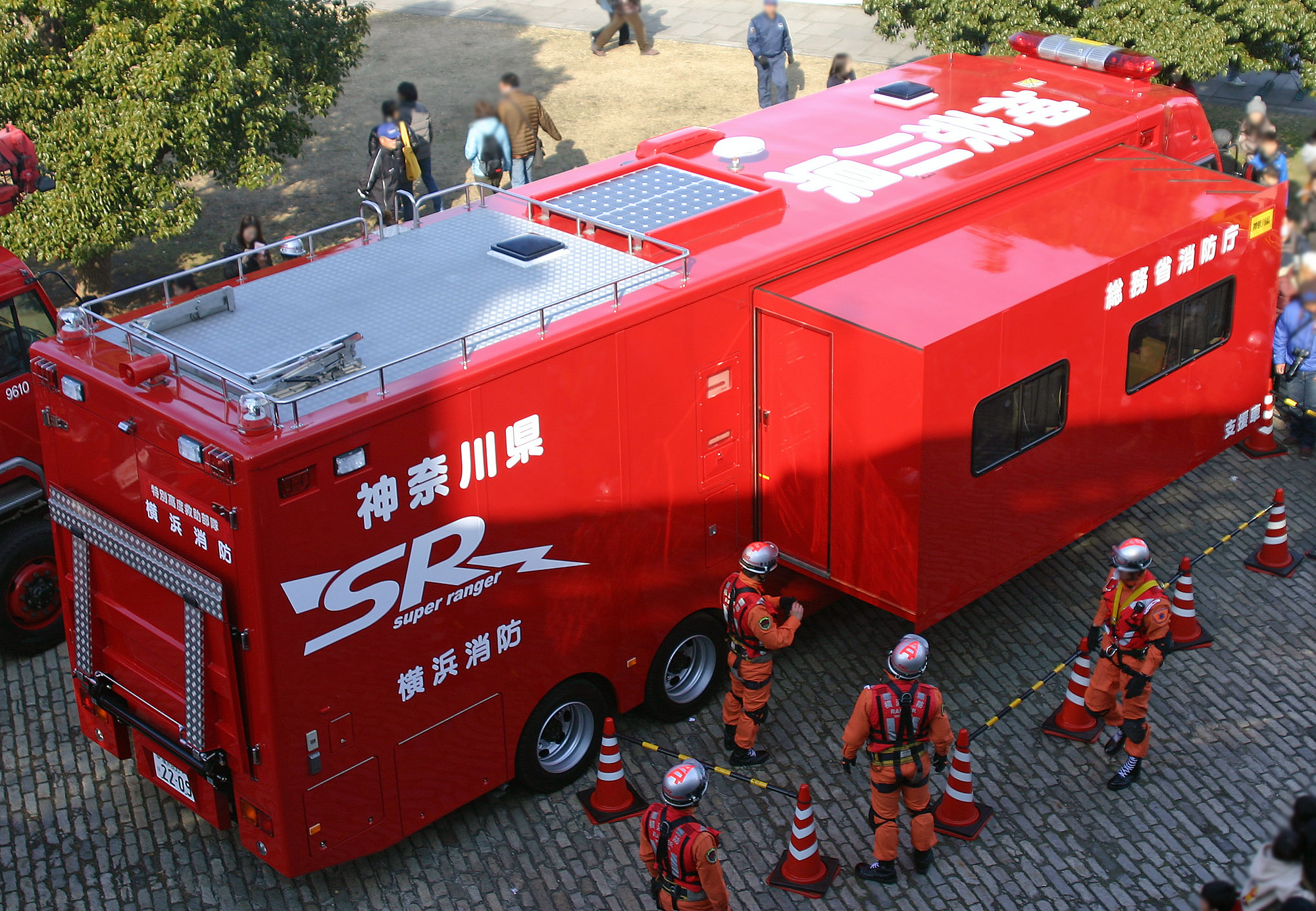
支援車I型(消防庁貸与)　日野・プロフィア （横浜市消防局）

II型
後述の資材搬送車の中でもコンテナ式や有蓋車型がこれに当たる。物資を輸送する。I型と異なり安価で済み、資機材の搬送能力も高い。このような点から、比較的中規模の自治体に配備されている。

III型
主にマイクロバスが対象となる型。20名以上の乗車人員と、車両後部に資機材搬送用のスペースを確保すること、4輪駆動車であることなどが規定されている。従来は人員搬送車と資機材搬送車で行っていた活動を兼務できるものとなっている。

IV型
無線・通信系を強化した車両と定められている。主にSUV・クロスカントリー型の車両に複数の無線やファクシミリ等の設備を充実させたものとなっており、小型で機動力のある無線通信・統制車として運用するのが目的とされる。

拠点機能形成車
総務省消防庁が東日本大震災の教訓から2013年度から順次配備を進めている車両。I型に準じている。大型エアーテント、発動発電機、浄水器、調理セット、トイレ・シャワーセット、寝具セット、暖房機、冷房機など、大人数での宿営が可能な資機材を積載できる。東京消防庁の即応対処部隊にも配備されている。

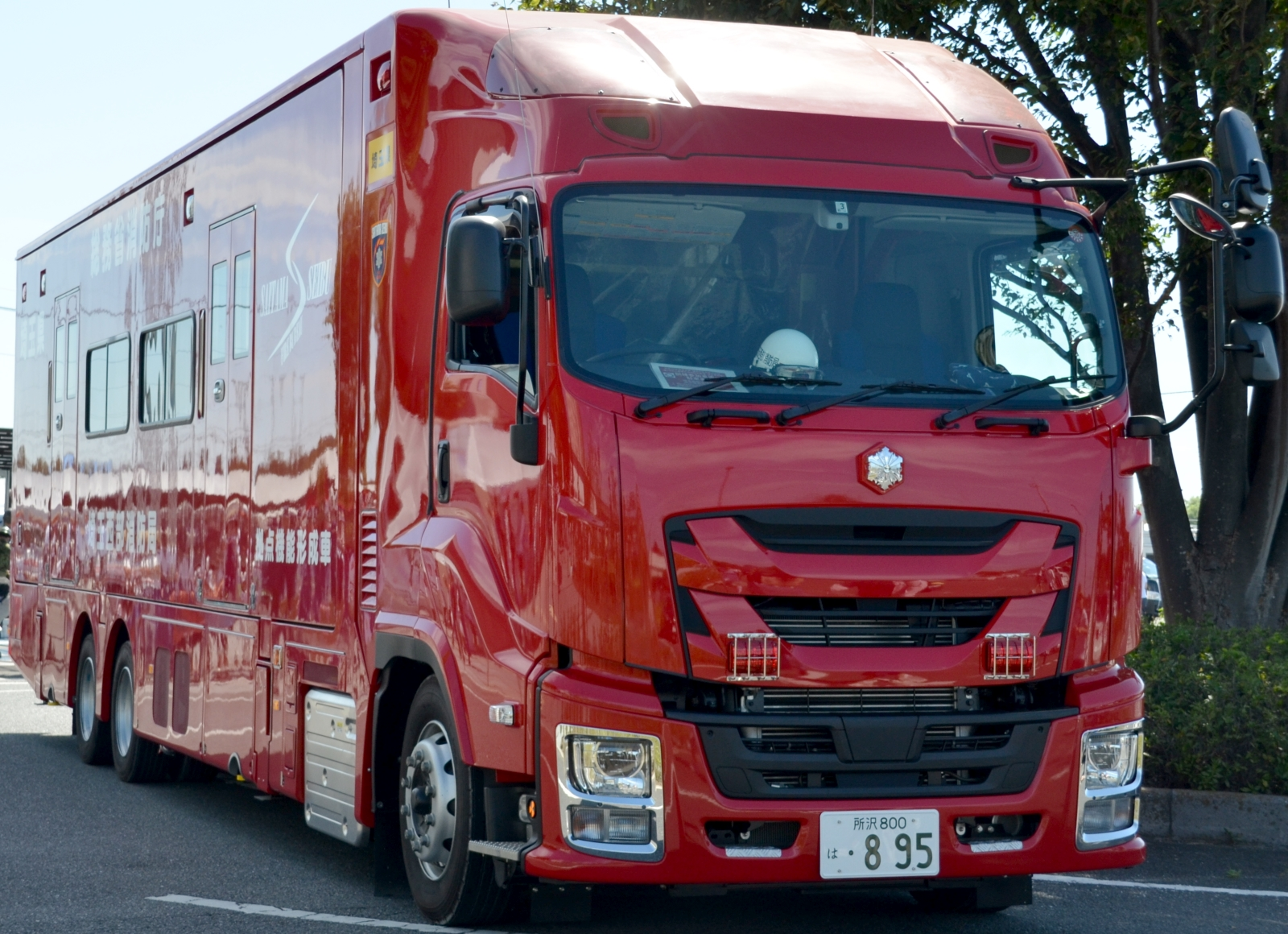
拠点機能形成車 埼玉西部消防局

これらは補助対象として定められた支援車規格であり、トラックの荷台に簡易的なキャビンを設置したものや、バスを改造したものなど、各地に様々な支援車がある。
補給車・給食車
消防活動が長時間にわたる場合や、広域災害派遣などで、自炊・炊き出しの必要性に迫られた時に、簡易な食事を消防隊員に提供する車両。類似した車両に、機動隊のキッチンカーがある。
トイレ・シャワー等も備わった支援車の配備が進み、限定的な用途しか持たないため東京消防庁・大阪市消防局・千葉市消防局などごく一部の自治体にしか配備されていない。

### 排煙高発泡車
地下街火災などに対応する車両で、煙などを吸出す蛇腹チューブ付排気排煙機（換気扇）を搭載し、発泡した消火剤を火元に大量に送り込み窒息消火する車両。

地下では水による消火を続けると放水された水が排水されず徐々に溜まり水没する危険があることや、他の店舗や設備に水損被害を与えないようにするため、泡で消火活動を行なう。

近年は排煙高発泡と照明電源の機能をまとめた車両や、高発泡機能を搭載した大型ブロアー車に更新する消防本部も登場している。

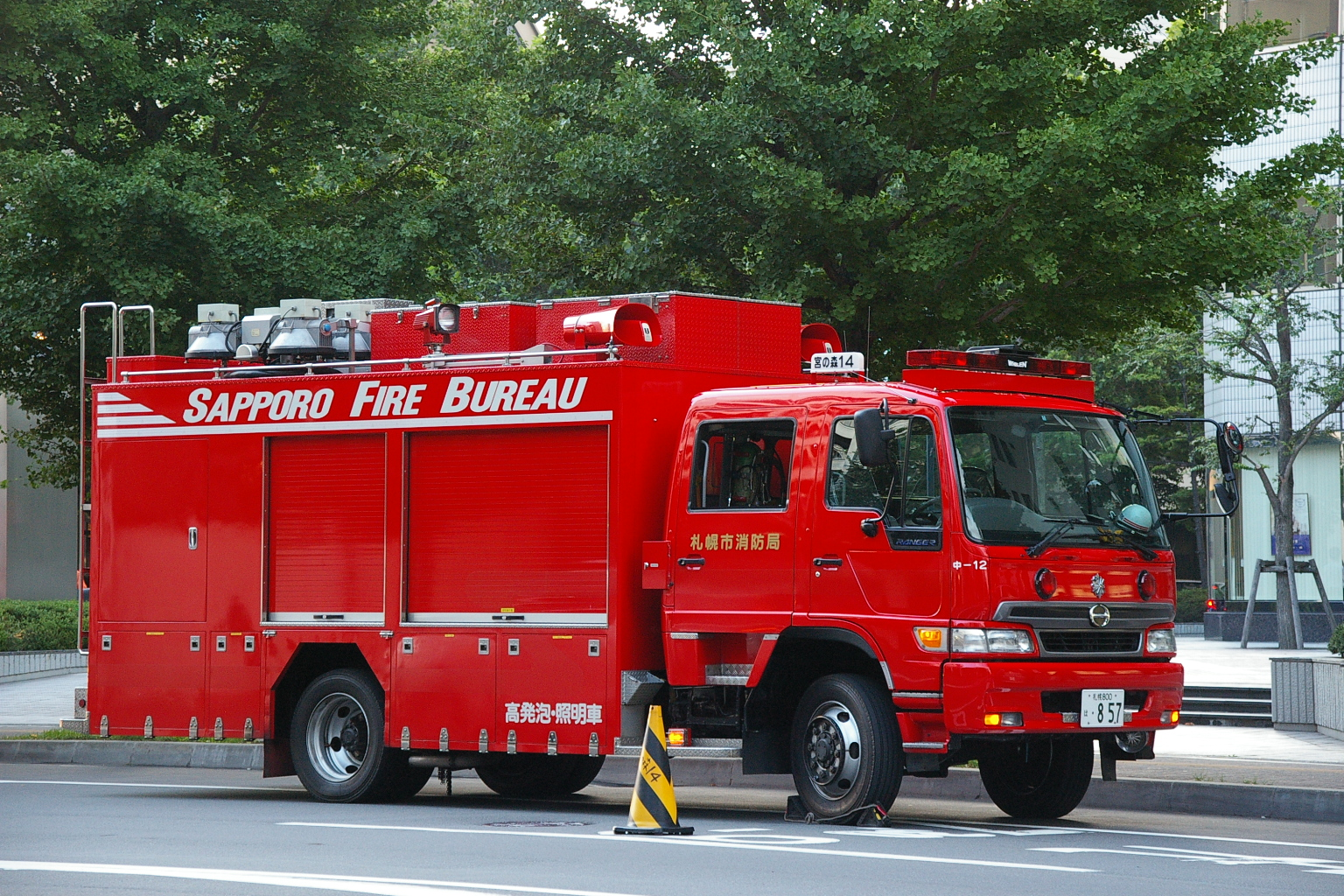
排煙・高発泡・照明車 （札幌市消防局・更新済廃車）
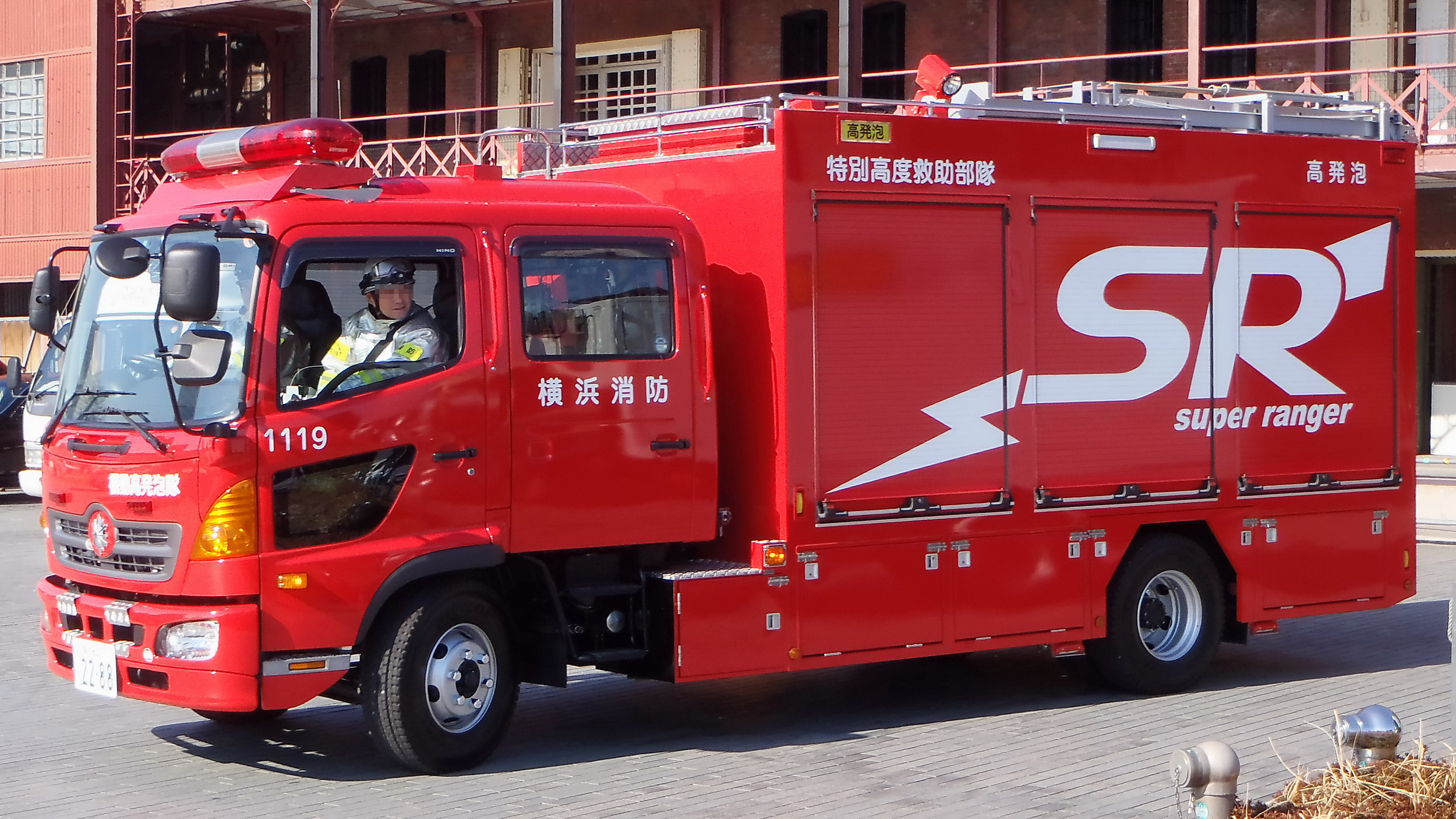
排煙高発泡車 （横浜市消防局）
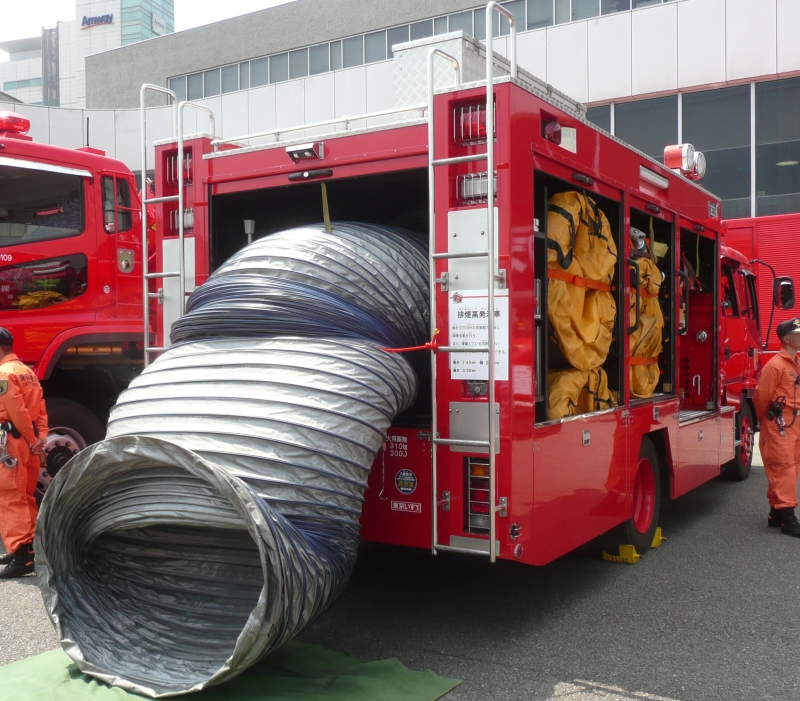
排煙高発泡車（後部） （東京消防庁・更新済廃車）

### 大型ブロアー車
上述の排煙高発泡車が煙を『吸い出す』のに対し、こちらは煙や可燃性ガスなどの気体を、後部に設置した巨大な“扇風機”で吹き飛ばす車両。なお、実際には風で吹き飛ばすのではなく、ファンで空気を送り込むことによる気圧差を利用し気体を「押し出す」。ファンにホースを連結すれば噴霧もできる。同機構を搭載した日本初となる車両は2005年に豊田市消防本部が導入した照明電源車と大型ブロアーの能力を併せ持つ「排煙電源車」である。こちらの車両は2023年にカタピラで自走し放水とブロアー機能搭載し遠隔操作が可能なタービン式消火装置AIRCOREと搬送車に更新された（同年に東京消防庁もAIRCOREを導入している）。その後、JR福知山線脱線事故の際、ガソリンの漏洩による気化ガス等の有毒ガスが充満した事例を教訓として、2007年に総務省消防庁からの供与の形で政令指定都市及び東京都の特別高度救助隊が設置されている東京消防庁、札幌市消防局、名古屋市消防局、大阪市消防局、福岡市消防局の5消防局にウォーターカッター車と共に大型ブロアー車（大型ブロアー搭載車）が貸与配備された。2009年より下記の大型ブロアーとウォーターカッター機能を兼ね備えた特別高度工作車が総務省消防庁より配備が進められており、さらに2025年より総務省消防庁の配備のウォーターカッターおよびブロアー車、特別高度工作車はAIRCOREとウォーターカッターを搭載した搬送車の特別高度工作車に更新が進められている。
また、市川市消防局も排煙高発泡車の更新に伴い導入している。藤沢市消防局には市独自購入した大型ブロアーと空気ボンベ充填機能をまとめた車両が配備されている 。

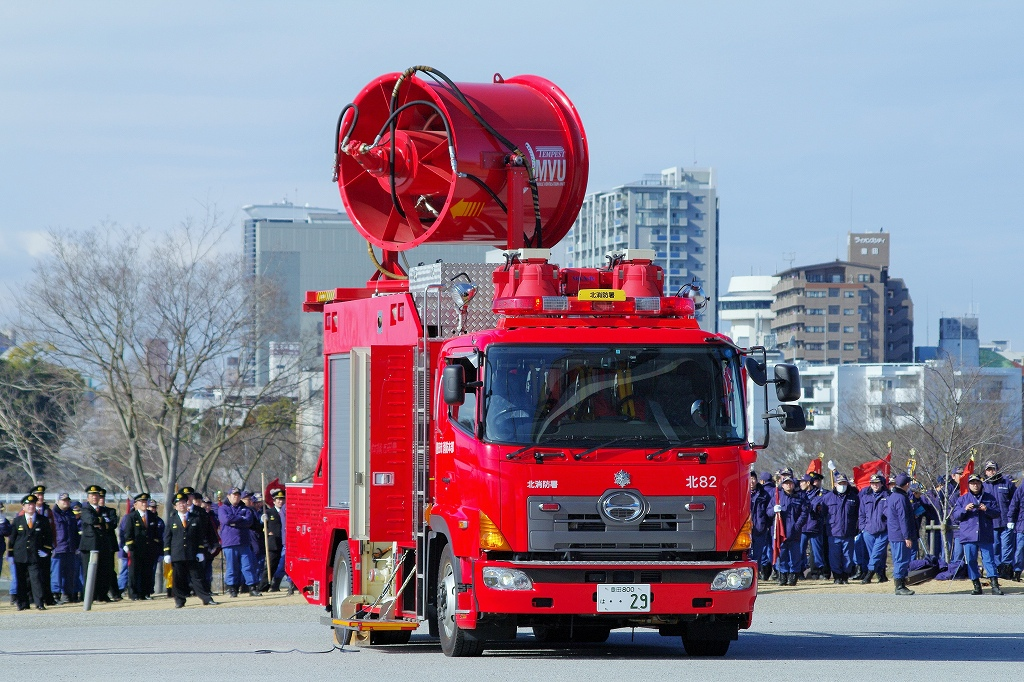
大型ブロアー車 （豊田市消防本部）
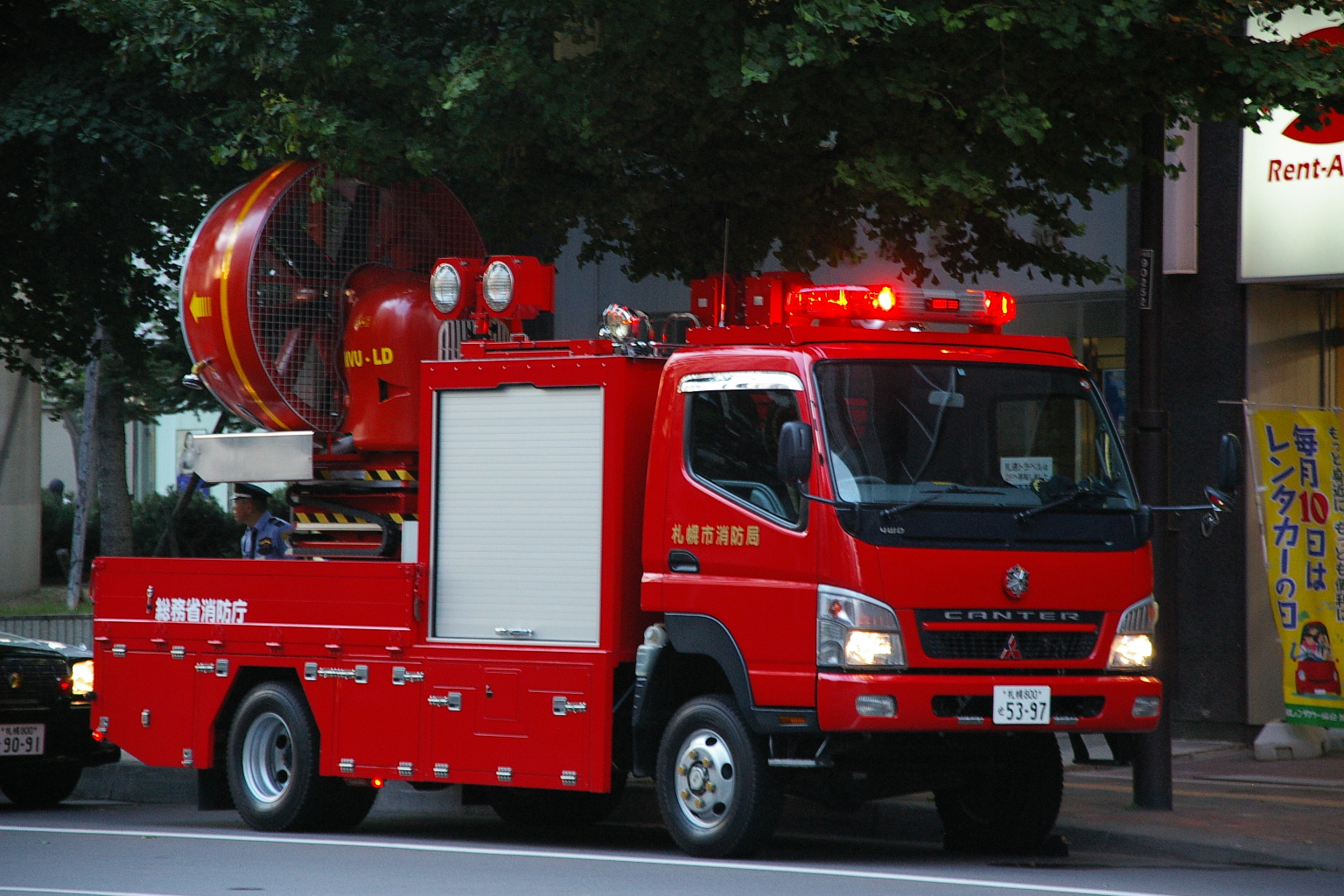
大型ブロアー車 （札幌市消防局）

### ウォーターカッター車
ウォーターカッターを用いて障害物を切断する車両。JR福知山線脱線事故の際に車両からのガソリン漏洩によって気化ガスが充満し、引火を避けるためにバーナーやエンジンカッターなど火花が発生する救助資機材が使用不可能で救助が難航した事例を教訓とし、上述の大型ブロアー車と共に2007年に政令指定都市及び東京都の特別高度救助隊が設置されている東京消防庁、札幌市消防局、名古屋市消防局、大阪市消防局、福岡市消防局の5消防に貸与配備された。2009年より下記の大型ブロアーとウォーターカッター機能を兼ね備えた車両が総務省消防庁より配備が進められており、さらに2025年より総務省消防庁のウォーターカッターおよびブロアー車、特別高度工作車はAIRCOREとウォーターカッターを搭載した搬送車の特別高度工作車へ更新が進められている。
また、仙台市消防局がウォーターカッターと水難救助資機材積んだ車両を自主配備したが、塩釜地区消防事務組合にウォーターカッターを非搭載の水難救助車として配置転換されている。なお仙台市には総務省消防庁から特別高度工作車が配備されている。

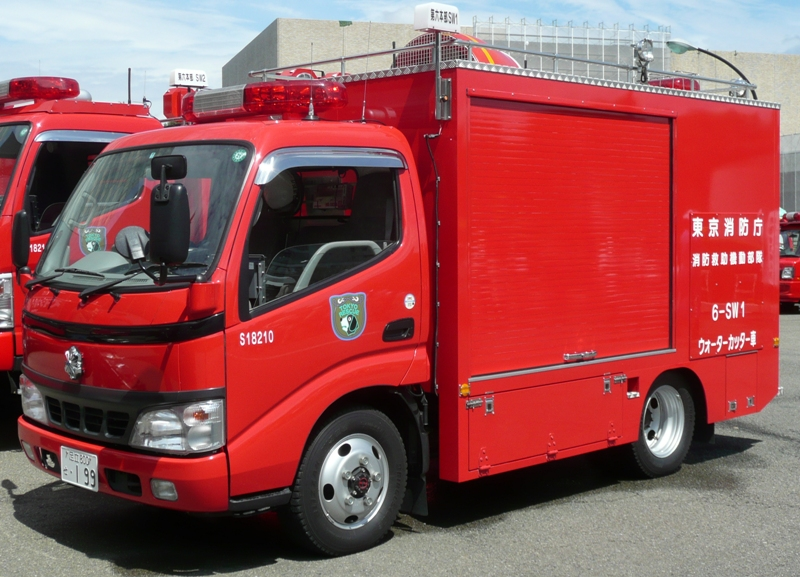
ウォーターカッター車 日野・デュトロ （東京消防庁・引退済廃車）

### 特別高度工作車
上記の大型ブロアーとウォーターカッター機能を兼ね備えた車両。2009年に政令指定都市の消防局で特別高度救助隊が設置されているさいたま市消防局、横浜市消防局、新潟市消防局、広島市消防局、仙台市消防局の5消防局に総務省消防庁からの貸与の形で配備された。2010年に神戸市消防局、京都市消防局、堺市消防局、千葉市消防局、岡山市消防局、川崎市消防局、静岡市消防局、浜松市消防局、北九州市消防局、2012年には相模原市消防局、熊本市消防局にも貸与した。2016年には藤沢市消防局が市独自購入で配備した。この車輌は、いすゞ・フォワードベースで、前方シャッター部に空気ボンベと空気充填装置が搭載されており、後部には大型ブロアーが搭載されている。なお、ほかの特別高度工作車とは違い、ウォーターカッター装置は非搭載である。2025年より総務省消防庁配備車両はAIRCOREとウォーターカッターを搭載した搬送車に更新が進められている。

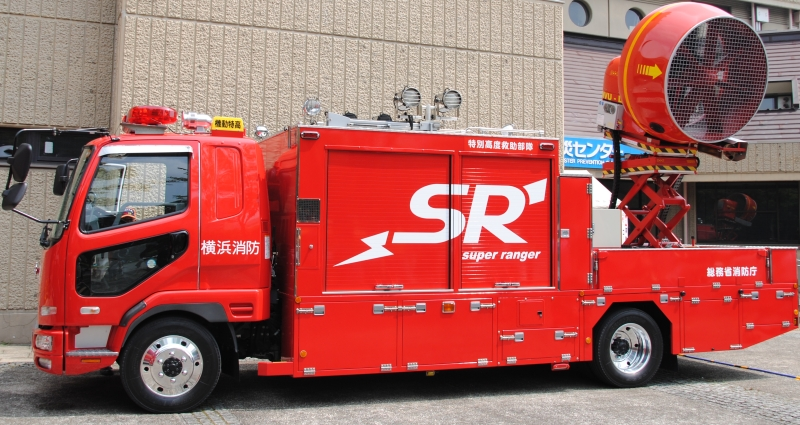
特別高度工作車 三菱ふそう・ファイター （横浜市消防局）
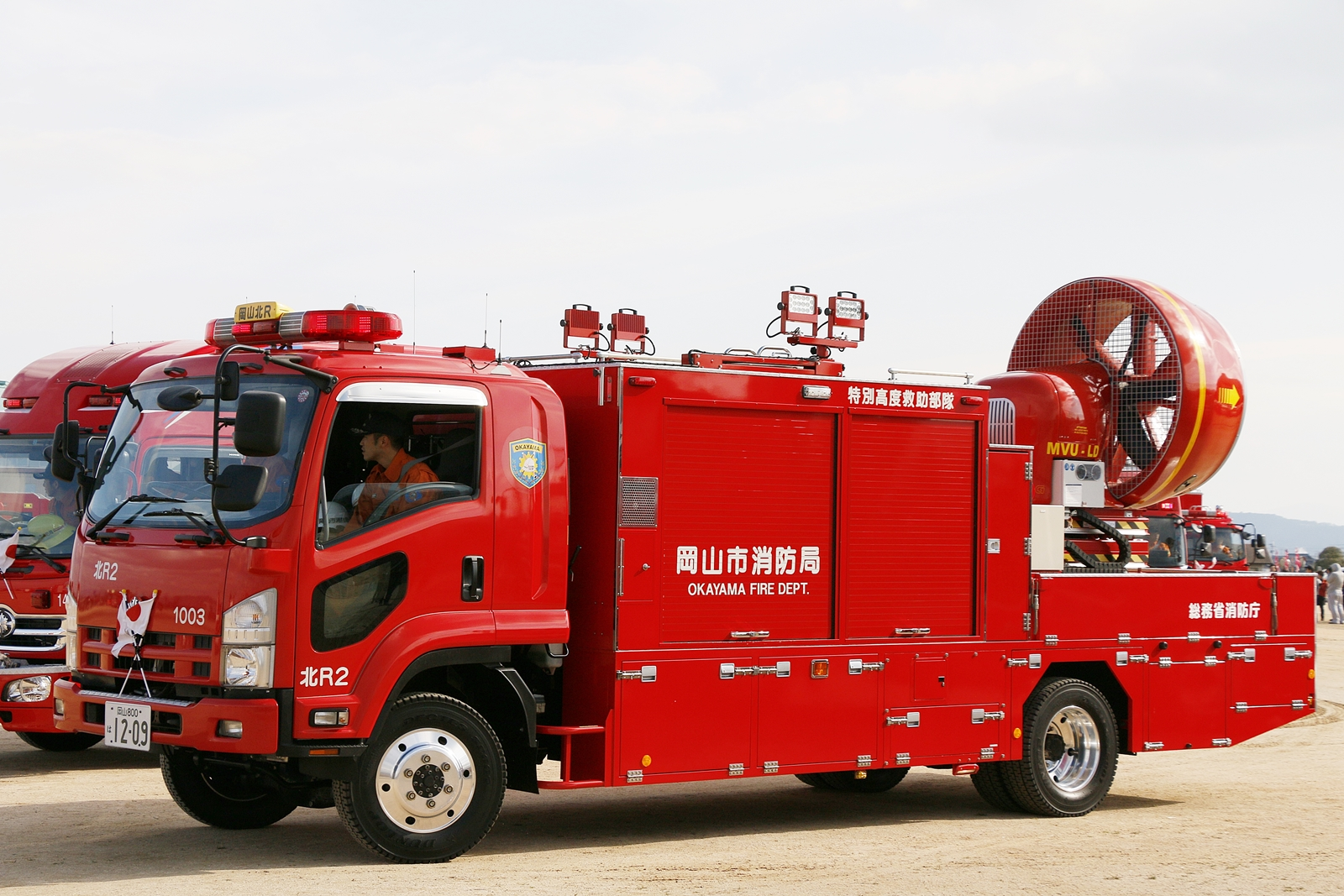
特別高度工作車 いすゞ・フォワード （岡山市消防局）

### 大型除染システム車
大規模な放射性物質、生物、化学物質災害（NBC災害）などによって、多数の負傷者が有毒物質などに汚染された場合に、負傷者に除染措置をするための車両。車両後部コンテナに資機材を積載している。負傷者が多数の場合でも迅速に除染措置が行えるよう大型のテント内に除染シャワー室や脱衣室の他、歩行困難者をバックボードに固定したまま除染措置が行える設備を有している。総務省消防庁が政令指定都市の消防局などに貸与した。

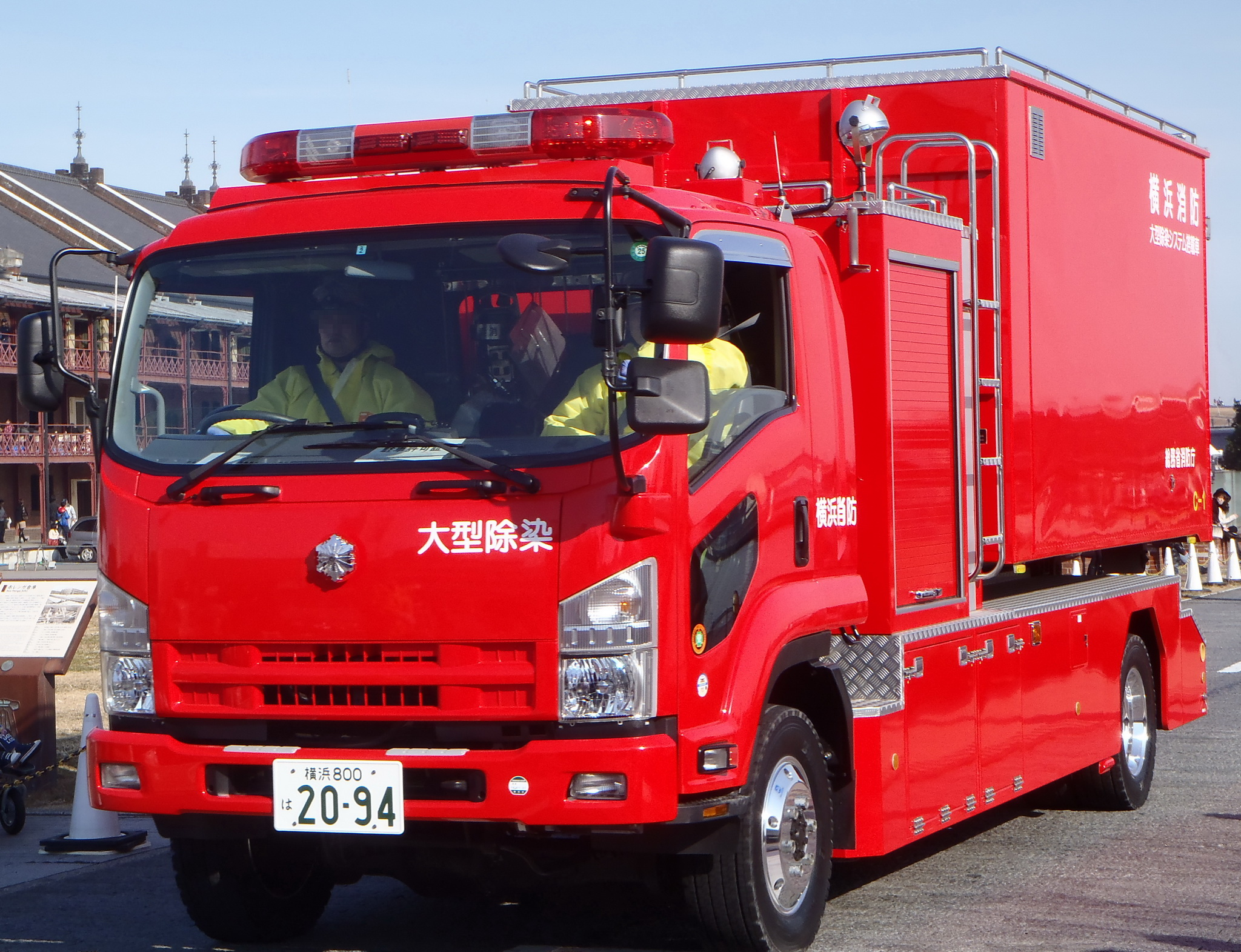
消防庁貸与の大型除染システム搭載車 （横浜市消防局）
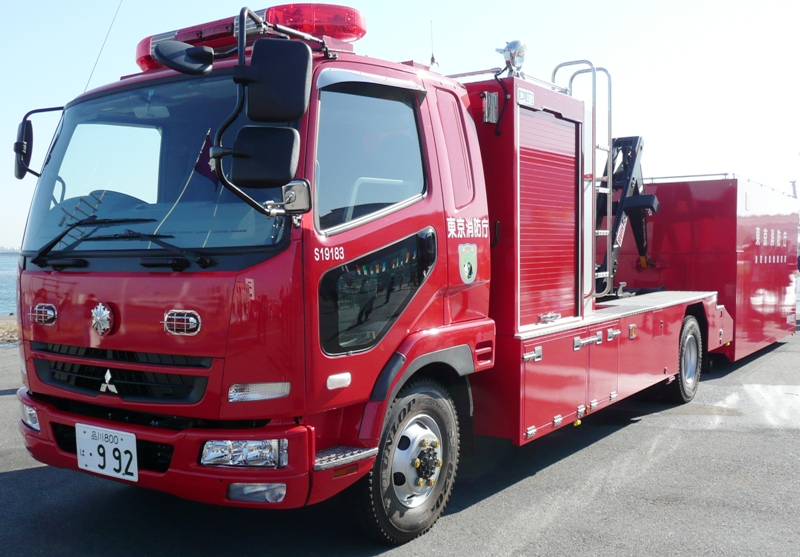
大型除染システム搭載車 （東京消防庁）

### 重機及び搬送車
大規模災害時に 障害物の除去や道路啓開（けいかい）を行うための重機と搬送車の事。重機は多くがキャタピラーを履いた装軌車両で、走行には難があるので専用の搬送車に載せて出動する。阪神・淡路大震災の教訓から東京消防庁が消防救助機動部隊（ハイパーレスキュー）を創設し 道路啓開用の重機が配備された。
現在、東京消防庁は遠隔操作も可能な大小のドラグショベル（パワーショベル）とトラクターショベル（ホイールローダー。以前はブルドーザー）を保有している。ドラグショベルとトラクターショベルはそれぞれ、第二消防方面本部（日立製・川崎重工製）、第六消防方面本部（コベルコ製・川崎重工製・日立製）、第八消防方面本部（日立製・川崎重工製）、第九消防方面本部（CAT製・川崎重工製）の重機がそれぞれの消防救助機動部隊に配備されている。また、ドラグショベルはすべて、ブレードと移動式アームクレーン仕様になっており、なおかつ7tクラスの大型と1tクラスの小型の2台セットになっている（第六消防方面本部は7tクラスのみ)また、7t用アタッチメント4種類（掘削用バケット、掴み用油圧旋回フォーク、油圧カッター、油圧ブレーカー、交換用カプラー、1t用アタッチメント2種類、掘削用バケット、油圧フォークがある。7tクラスは解体用のヘッド・フロントガードと5本ほどの油圧配管が備えられている。また、1tクラスは油圧配管が1本ある。トラクターショベルに関しては、バケットと、フォークリフトのようなフォークの2種類のアタッチメントがある。ドラグショベル7tクラスは全体を覆うキャビンタイプであるが、ドラグショベルの1tクラスとトラクターショベルは、屋根だけの、キャノピタイプである。また、重機運搬車は2台あり、20t超の4軸の大型トラックタイプである。装備は、重機を下ろすときのスロープとハイジャッキ（荷台を持ち上げるめにの長いタイプのジャッキ）アタッチメントセットと台座である。クレーンなどは装備していない。1号車はドラグショベルを、2号車はトラクターショベルを積載するが、第六消防方面本部の2号車双腕重機をトラクターショベルと載せ替えで運用される。また、第七消防方面本部にある即応対処部隊にも重機が配備されているが、それは消防救助機動部隊の独自購入重機とは違い、総務省消防庁から貸与されたコベルコ製5t重機と三菱ふそう製の運搬車のセットであり、救助用エアボート(6人乗り大型•4人乗り小型)及び全地形対応車と載せ替えて運用されている。
また、東京消防庁第六消防方面本部の消防救助機動部隊と川崎市消防局中原消防署は2本のアームを持っているパワーショベルで日立製の「双腕重機」を配備している。これは、2本の腕で掴み、切断の両方が出来る重機である。左右に2本の腕が取り付けられていて、それぞれに、配管と油圧フォークや、油圧カッターが備えられている。そして、ブレードとキャブのガードもついている。加えて、横浜市消防局特別高度救助部隊もホイールローダーを、京都市消防局はスキッドステアローダーを配備している。
また、冬季に積雪のある地域では、除排雪用に、ホイールローダーを配備している消防本部もある。また、広島県江田島市消防本部は災害時の瓦礫等排除用に同様の車輌を配備している。　

さらに2013年より東日本大震災を教訓に緊急消防援助隊の装備強化として総務省消防庁が重機（遠隔操作が可能なショベルカー）及び搬送車を全国各地に貸与配備し、平成26年8月豪雨による広島市の土砂災害でも活躍した。搬送車には日野レンジャーや三菱ファイター、重機はコマツやコベルコ及び日立などがある。なお、すべての重機にアタッチメント4種類（掘削用バケット、物を掴む油圧旋回フォーク、コンクリートなどを砕く油圧ブレーカー、鉄筋などを切断する鉄骨切断機）と交換用カプラー、2〜3本の油圧配管、運搬車にはアタッチメント置台、ユニッククレーン、下ろすときの歩み板などが装備品となっている。重機は3tと5tがある。搬送車は第1・2弾では3トンタイプは2軸車、5トンタイプは3軸の車輌であったが、第3弾の搬送車からは3トン・5トンタイプとも3軸の運搬車になった。初期型搬送車は荷台がスライドして傾くセルフローダー式だったが、それ以降搬送車からは、ジャッキで荷台ごと上げて傾ける方式になった。なお、2020年から土砂排出用ベルトコンベアも装備するようになった。全てがキャビン仕様で製作された。
神戸市消防局が、クレーンなしのハイジャッキ仕様の重機運搬車と、CAT製の3t重機（3本配管、交換用カプラー、アームクレーン仕様）と重機運搬車に積載する交換用アタッチメント・置台付きを2020年3月に配備した。また、山口市消防本部は貸与のコベルコ製重機・三菱ふそう製運搬車とは別に独自でCAT製の5t重機（キャビン仕様・ブレード・1本配管・ヘッド・フロントガード付き）でグラップルバケットを装備した重機を配備した。この車輌は、貸与のコベルコ製重機と載せ替えで運用か、もしくは、提携を結んでいる市内の搬送業者が運ぶ。
同様に人吉下球磨消防組合ではいすゞ•フォワード(増トン車)と5t重機(コベルコ製)を独自に導入した。横浜市消防局に四角い車体でクローラー式で放水砲がついた無人放水車と、ホイールローダーもしくはパワーショベルに放水銃がついた2台一セットで遠隔操作が可能な2台セットの無人放水車が配備されていた。いずれも、資材搬送車の専用コンテナで搬送される。

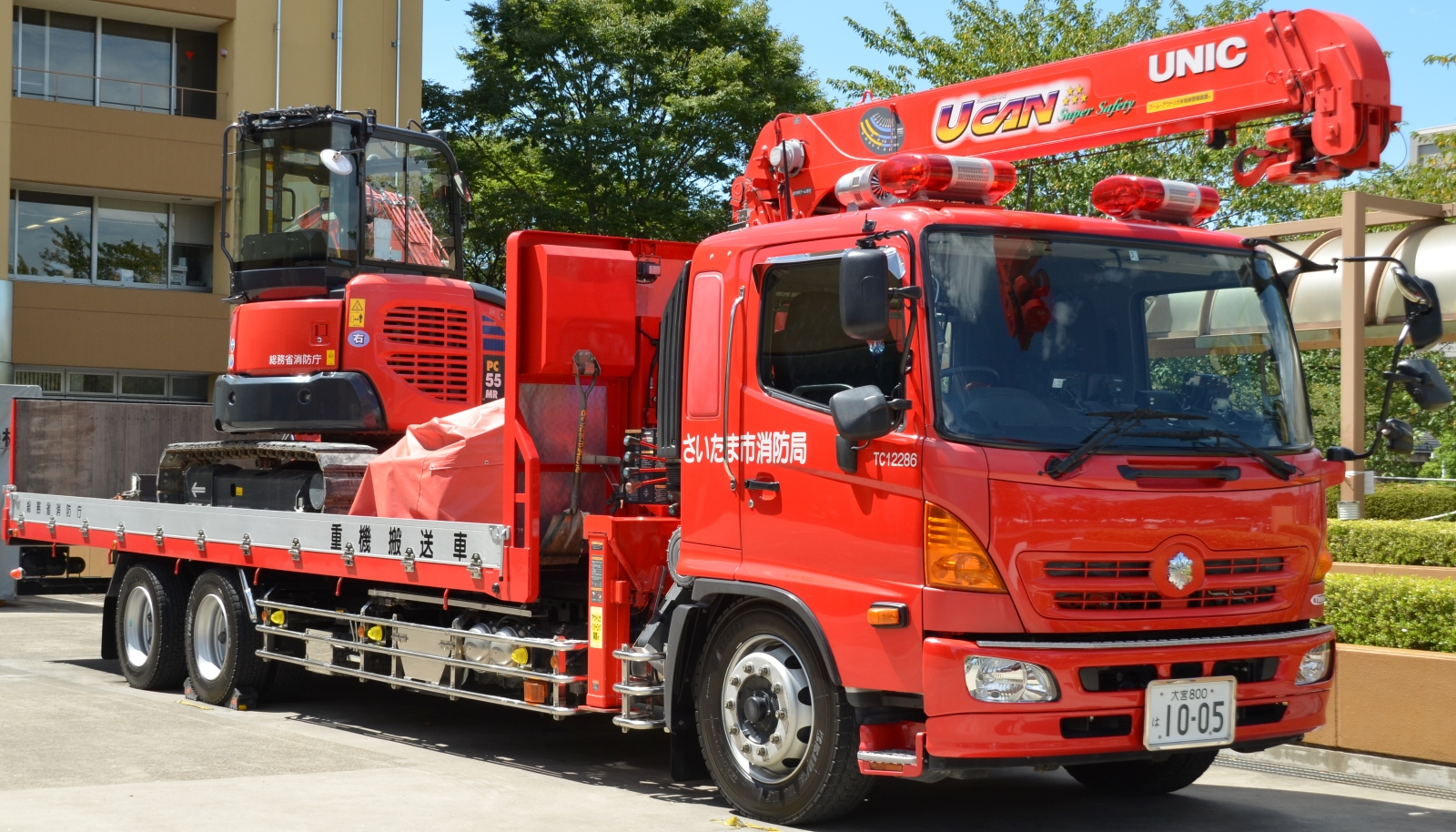
重機及び搬送車　クレーン搭載 総務省消防庁配備（さいたま市消防局）
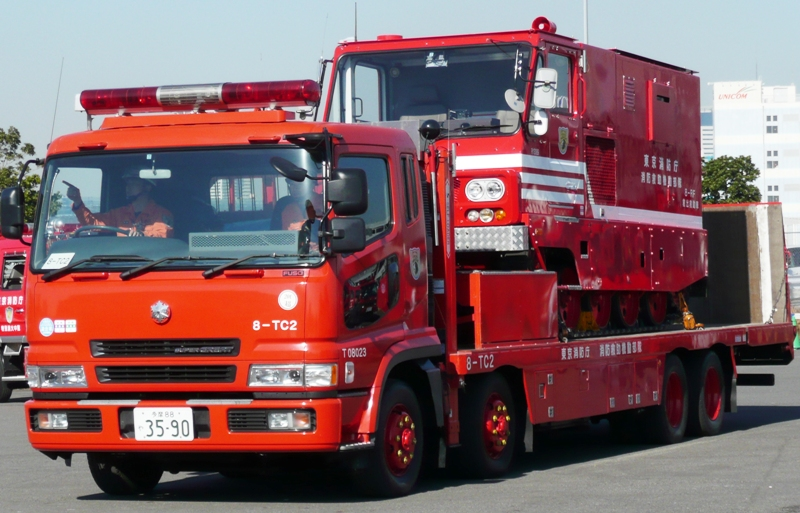
救出救助車（廃車済）及び搬送車 （東京消防庁）
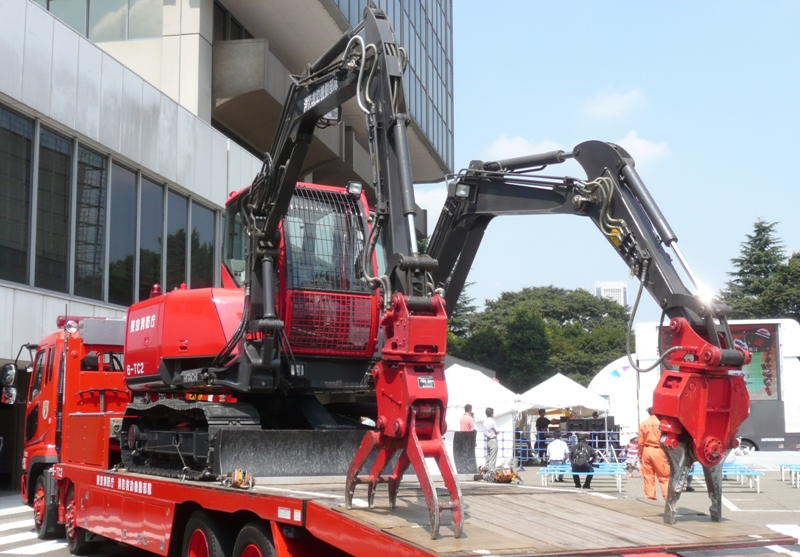
双腕重機 （東京消防庁）
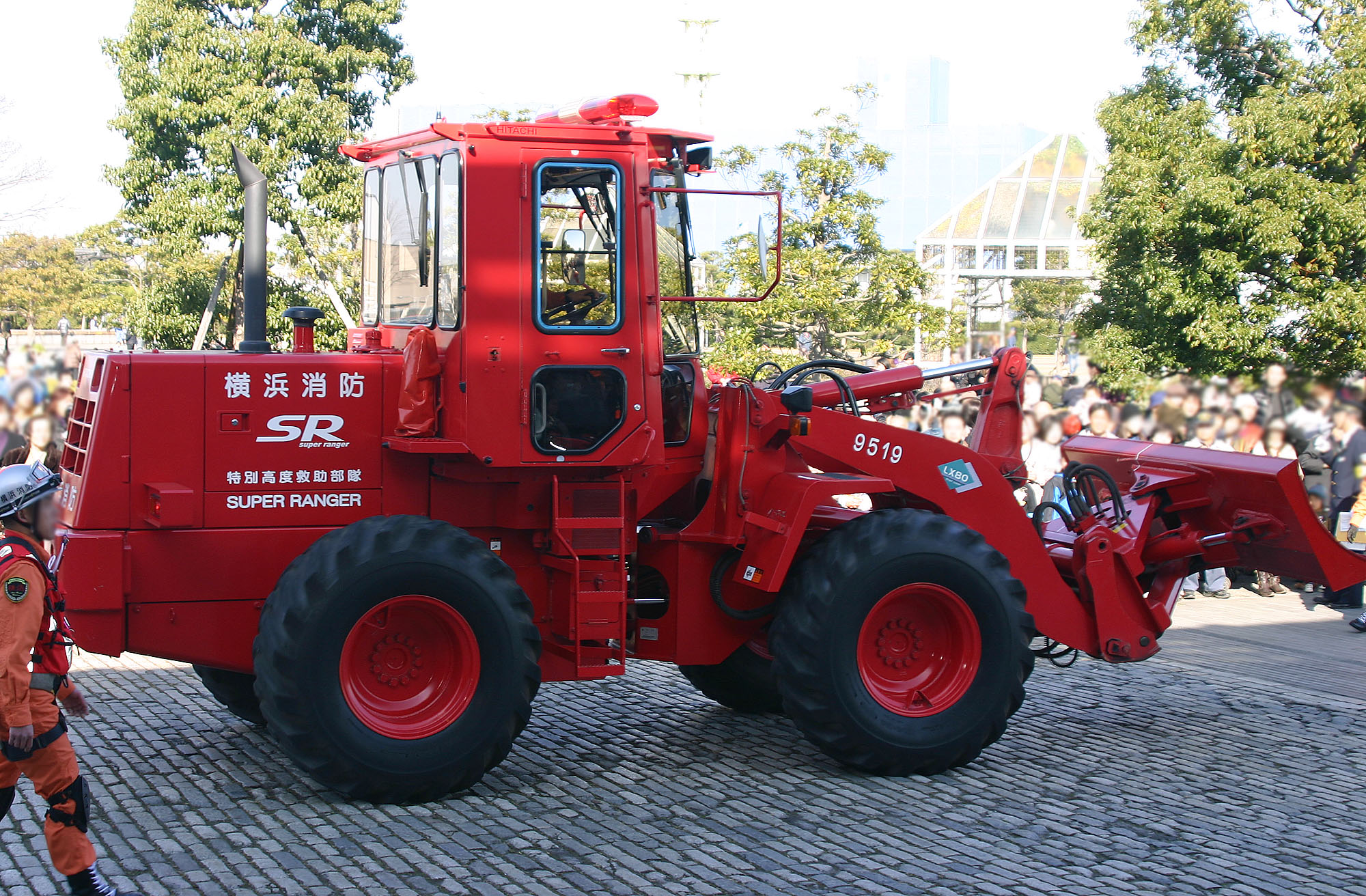
機動震災作業車 三菱ふそう・ファイター （横浜市消防局）

### クレーン車
クレーン装置を装備し（移動式クレーンである）、救助活動などの邪魔になる重量物の排除や震災時の道路啓開などを行う車両。
東京消防庁消防救助機動部隊はかつて20トンの吊り上げ能力を持つトラッククレーンを運用していたが、現在はラフタークレーン16トン吊り3台に更新されている。かつては京都市消防局と市川市消防局、けん引工作車に更新する前の横浜市消防局がトラッククレーンを、天童市消防本部がラフタークレーンを配備していた。

### 工作車
クレーン装置、レッカー装置及びウィンチを装備し、 重量物の除去作業及び走行不能となった車両などの救援活動を行う車両。横浜市消防局特別高度救助部隊は36のトン吊りのレッカー車「けん引工作車」、名古屋市消防局特別消防隊は20トン吊りのトラッククレーンを保有しどちらの車両も車輌などをけん引するレッキング装置が備わっている。

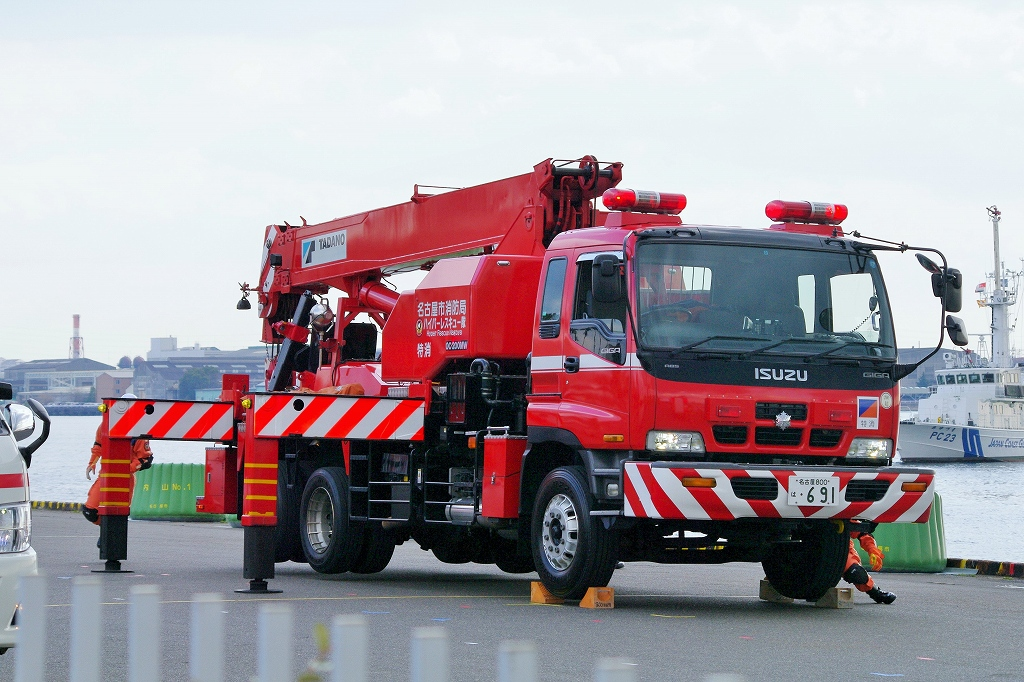
クレーン車（更新廃車済） （名古屋市消防局）
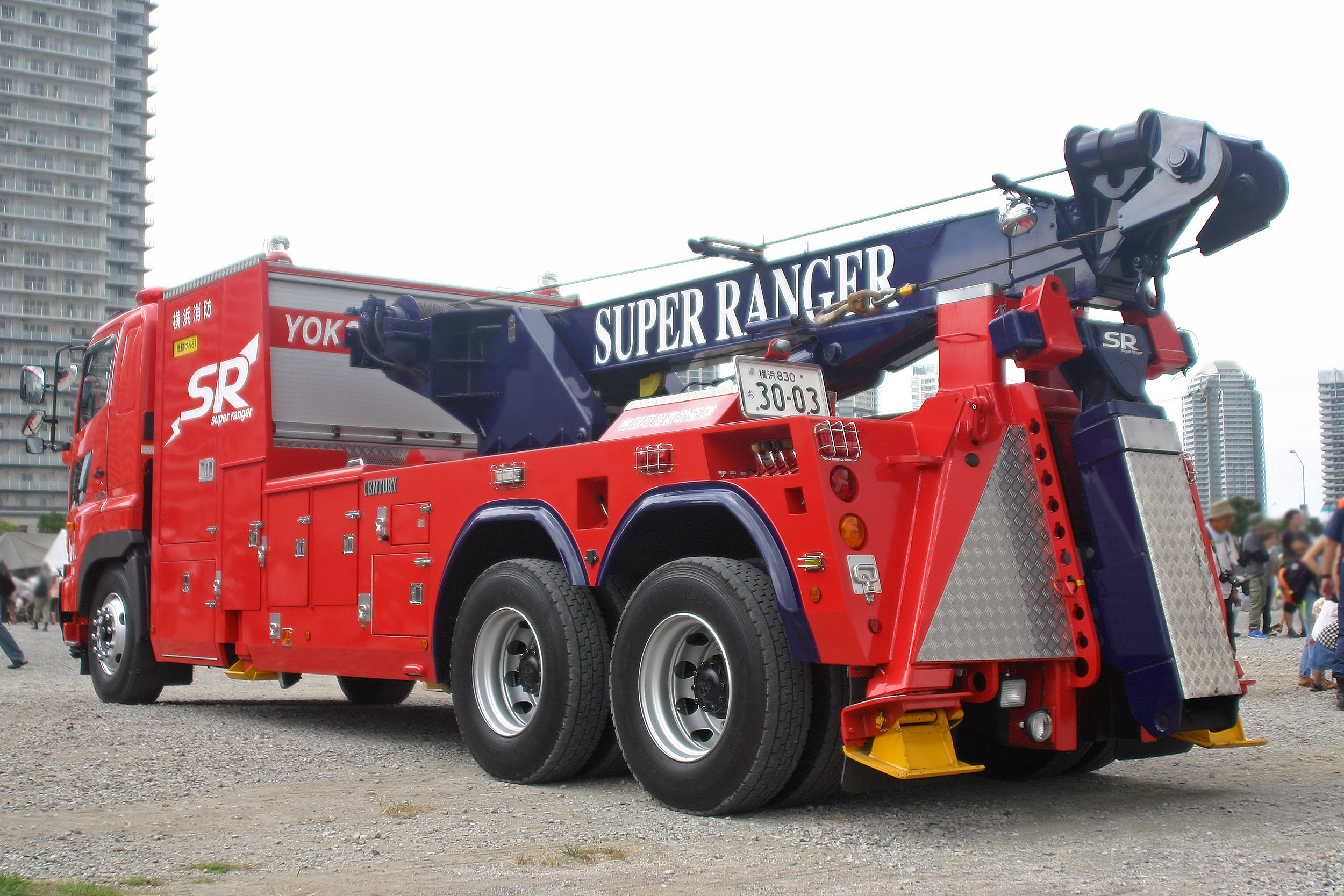
機動けん引工作車 （横浜市消防局）
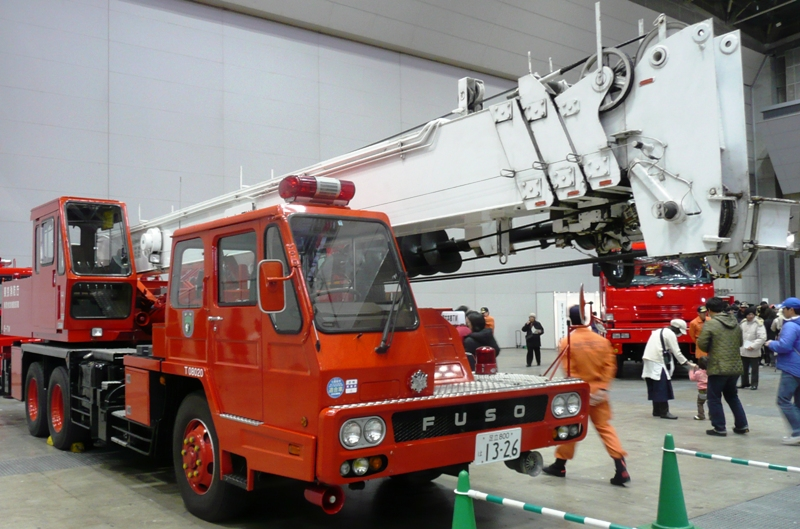
クレーン車（更新廃車済） （東京消防庁）

### 破壊工作車・震災工作車
クローラ・タイヤ駆動方式のショベルカーベースが多い。ショベルバケットではなくグラップル（破壊用6本爪マジックハンド）を装備する。基本的に、消防分団には救助工作車を配備できなかったので、破壊工作車と言われる車両が消防分団に配備されている地域もある。横浜市消防局など「排除工作車」等と呼称する消防機関もある。北海道旭川市消防本部には隊員の殉職を教訓に導入された「ありま号」を配備している。車名の由来は殉職者を偲び、姓を頂いたもの。同型のタイヤ駆動方式ショベルは市川市消防局にも特別救助工作車の名称で2台存在したが退役している。岡山市消防局では特別高度救助隊にトラックベースでレッカーやクレーン、排除用のアタッチメントを装備したものを配備している。
かつては、松戸市消防局と静岡市消防局がカタピラでショベル等を装備したタイプを、東京消防庁と川崎市消防局がトラックタイプにレッカーとクレーン装置を装備し掘削バケットやコンクリートブレーカーのアタッチメントも装備可能なタイプを、大阪市消防局はウニモグベースに3トンの吊り上げ能力を持つクレーンと車体後部には放置された車両を移動目的としたレッカー装置も装備可能なタイプの「震災工作車」を保有していた。

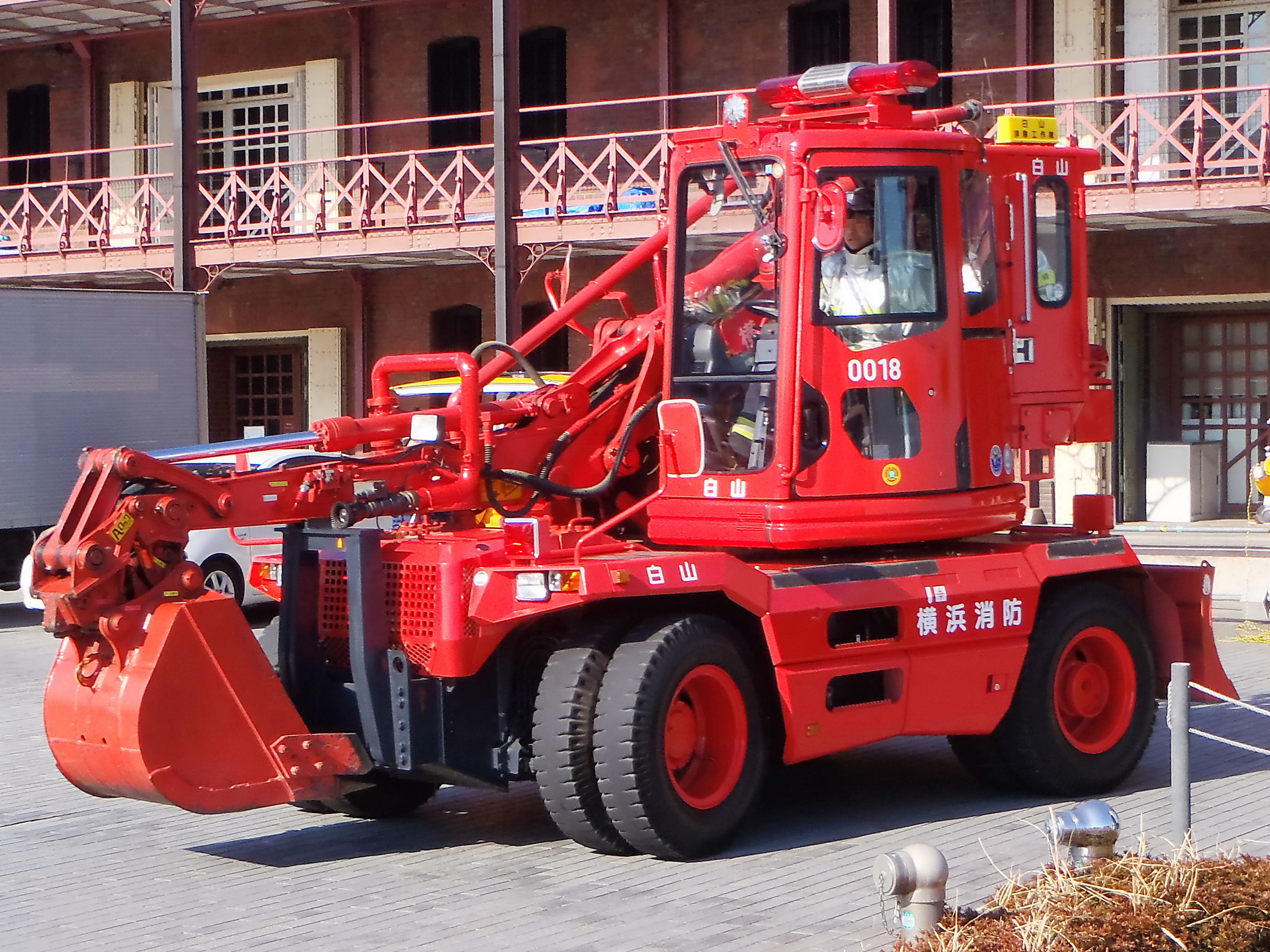
排除工作車（油圧ショベル搭載時） （横浜市消防局）
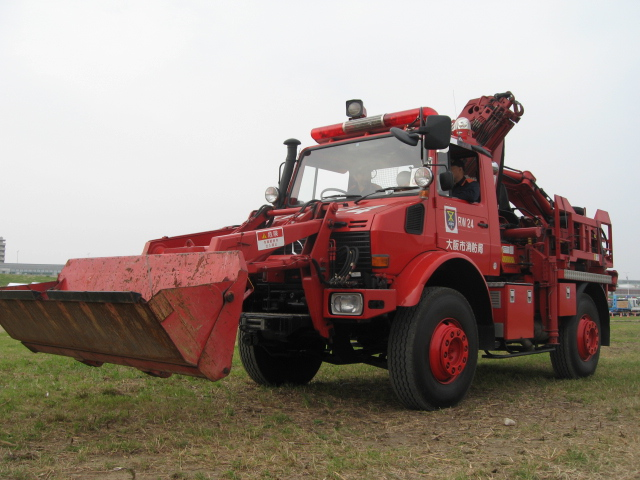
震災工作車（廃車済） （大阪市消防局）

### 照明電源車
夜間や煙などで視界が悪い消火活動において、災害現場の照明作業を行うとともに、電力を必要とする機器や施設に給電する車両。 発電装置は専用エンジン駆動方式と車両の走行エンジンによる駆動の二種あり、いずれも伸縮式の照明装置を搭載している。昔の車両は大型で、かつ照明塔が剥き出しの武骨なスタイルだったが、現在は照明装置の高性能化により装置自体が小型化している。
近年は照明電源機能に排煙高発砲機能を付加し、かつ同時使用できる排煙照明車も運用されている。また大阪市消防局では、空気充填・照明・高発砲・（NBC災害対応・可搬投光器）などのユニットを載せ変えて災害時に対応する救助支援車（SR）が配備されている。

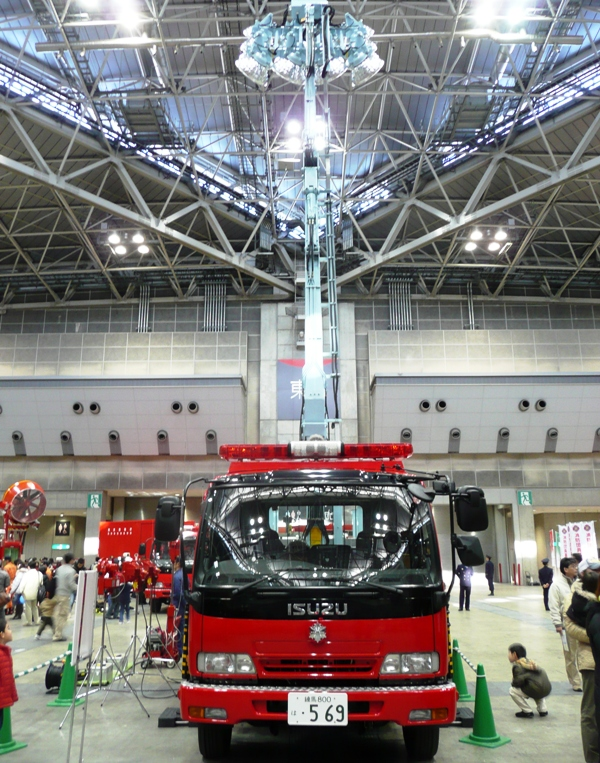
照明電源車 いすゞ・フォワード （東京消防庁・更新廃車済）

### ボンベ搬送車・空気充填車

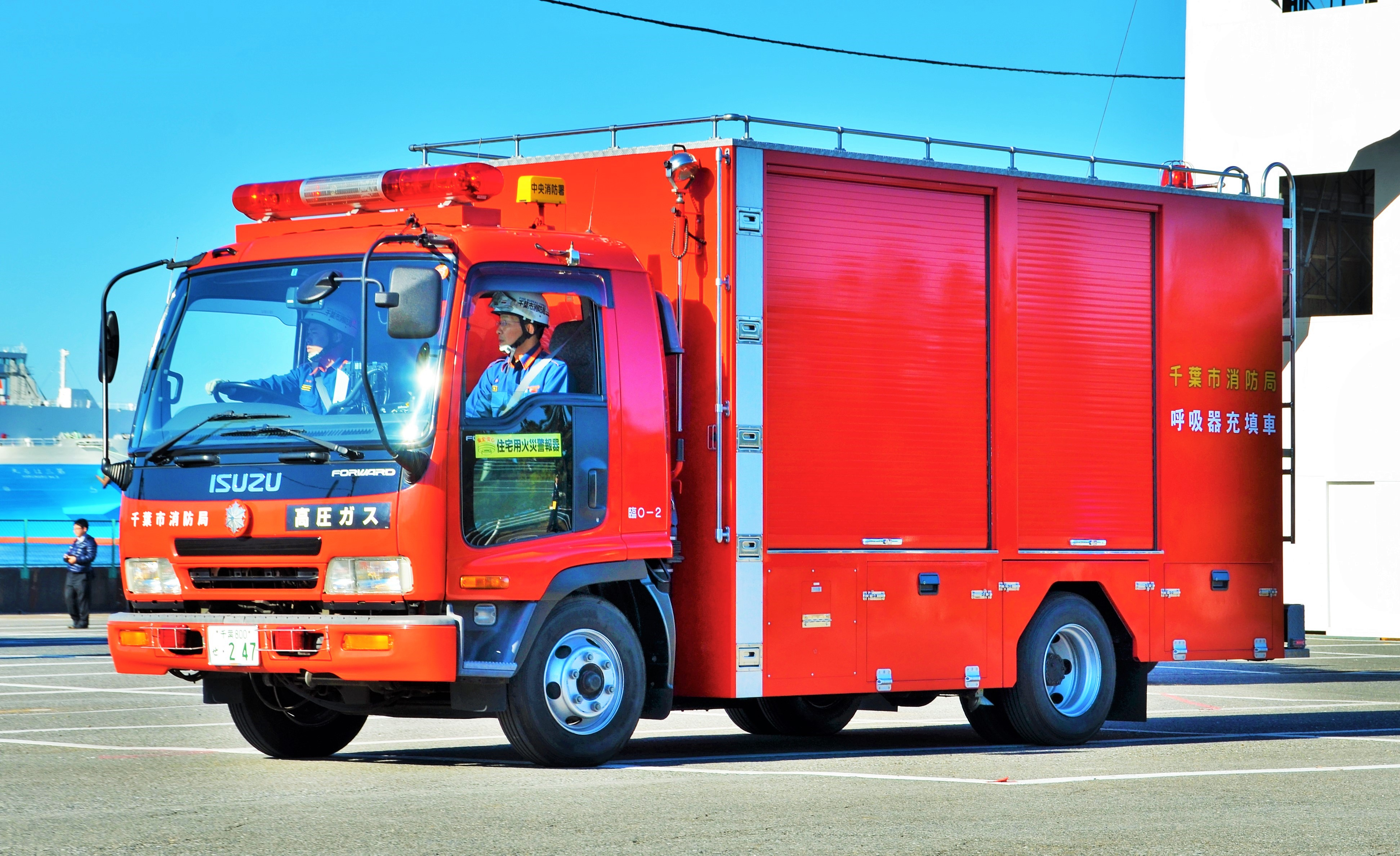
空気充填車(千葉市消防局)

空気呼吸器を使用して長時間活動する火災時や、圧縮空気を原動力として使用する空気のこぎりなどの資機材のために、交換用の空気ボンベを搬送、補給する車両。「搬送車」が空気ボンベの搬送に専従する単なるトラックなのに対し、「充填車」はコンプレッサーを積んでいて、現場でも空のボンベに空気を詰められる。これらは主に大都市の自治体に配備されているが、他の特殊車両の機能を併載した車両も見受けられる。

### 広報車

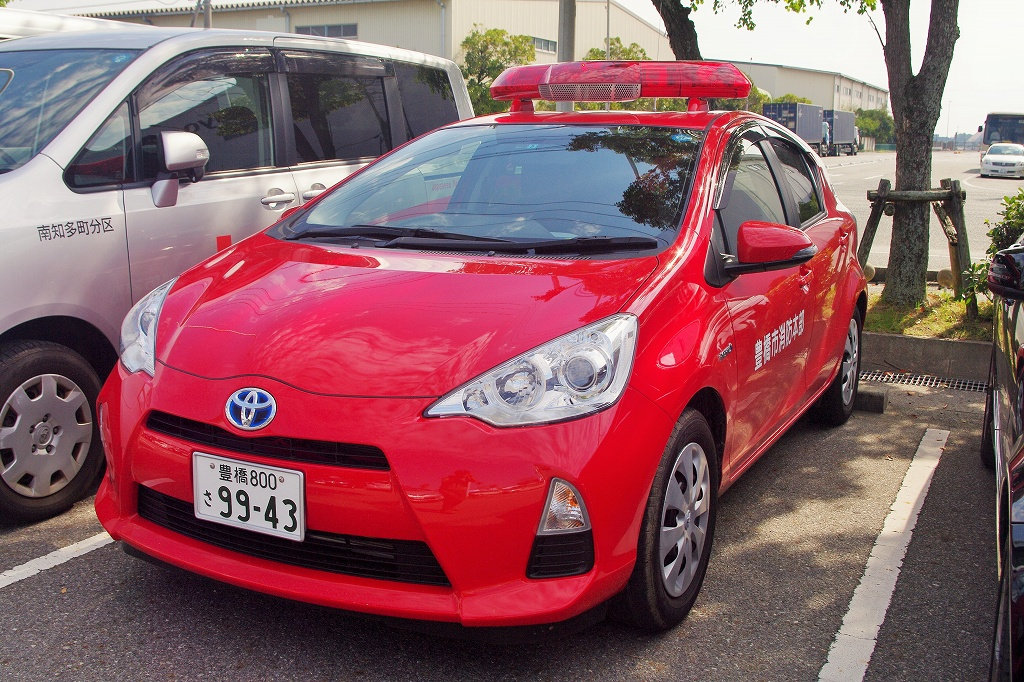
広報車 トヨタ・アクア （豊橋市消防本部）

広報車は住民に災害時の対応などを報告・告知をする車両。また、大規模建築物の防災設備を監査する査察（立入検査）業務や、署員の移動に使われることもある。この他にも、資機材搬送車のようなボンベの運搬、トリアージ時の軽傷者の搬送、後述の原因調査車としての任務や、広域派遣時などでの、人員、資機材搬送など、その役割は本部によって大きく異なる。多くは市販車をベースとしているがセダンやライトバン、SUVなど本部と重視する用途によって形は様々である。消防車両特有の朱色ではなく市販車のワインレッド系塗色の車両もある。塗装に関係なく、緊急用装備を搭載している車両とそうでない車両に分類されるが、広報車の名が示す通り、スピーカーと車載アンプを有しているのが一般的である。一般の車輌のままであったり、スピーカーや小型赤色灯のみを積載し、車体の色はシルバーなどの一般の色を採用している車輌もある。
- 広報車
トヨタ・アクア
（豊橋市消防本部）

### 査察車
査察車は防火査察執行や職員の移動用に用いられる車両である。本部や消防署に配備されている。査察車には、緊急車両と一般車両の二つがあり、緊急車両は塗装が朱になっている。一方、一般車両の塗装は車両のもともとの色のまま使うこともある。消防本部名を入れるところと入れないところもある。

### 資機材（資器材）搬送車
機（器）材を搬送する車両で、救助工作車などに搭載される装備からゴムボートや土嚢まで様々である。軽ワゴン車やワゴン車、マイクロバス、バス型車輌（トラックをバスのように改造、製作した車輌）などを資機材（資器材）搬送車として運用する本部もある。そのような車輌の積載量は、0.35トンから2トンほどである。装備として、重量物を積載するためのクレーンが付いていたり、パワーゲートが付いていたりすることもある。また、そのような装備が一切無く、普通のトラックと同じようなのもある。外見は、赤色に赤色灯やサイレン吹鳴装置があるものもあれば、白色で、赤色灯やサイレン吹鳴装置が無く、普通のトラックに見えるもの、白色で、赤色灯とサイレン吹鳴装置を付けたものなどがある。また、大都市の自治体を中心にコンテナ換装式の型も増えている。これにより、予め準備された多彩なコンテナ・荷台を災害によって使い分けられる。
東京消防庁に配備されている資材搬送車を例に取ると、一般救助型・化学火災型・林野火災型・平ボディ型の4種類を使い分けている。現在では、支援車II型規格が制定されており、その車両規格はコンテナ換装式の資材搬送車と近いものであるが、装備品は異なる。また札幌市消防局ではウィングボディ式と一般的な平ボディーの資機材搬送車に油圧式コンテナを搭載する2タイプの支援工作車を配備している。

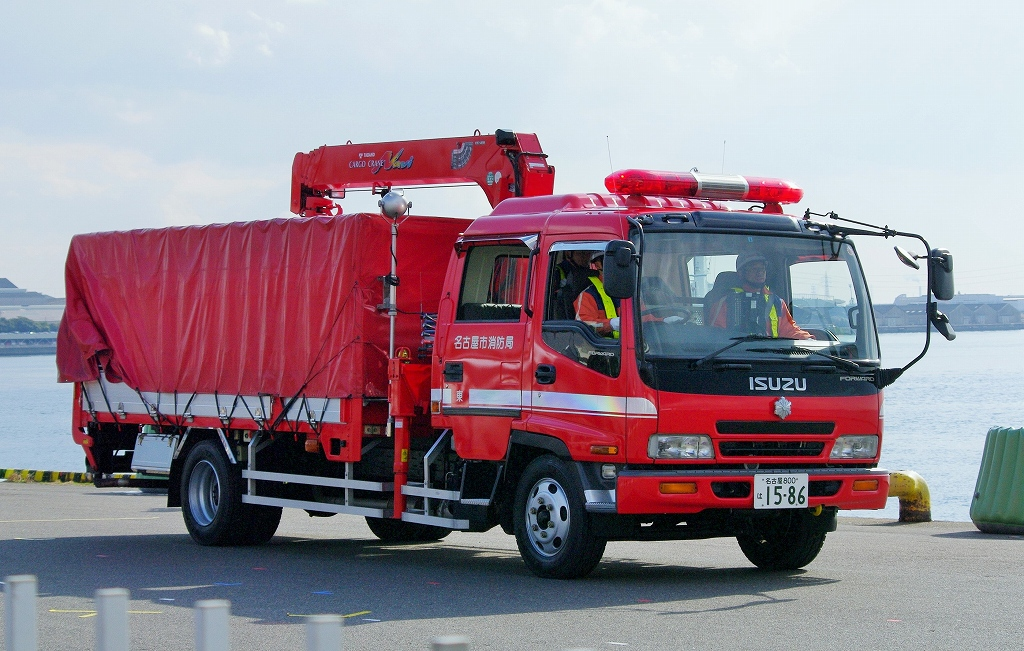
資器材搬送車 （名古屋市消防局）
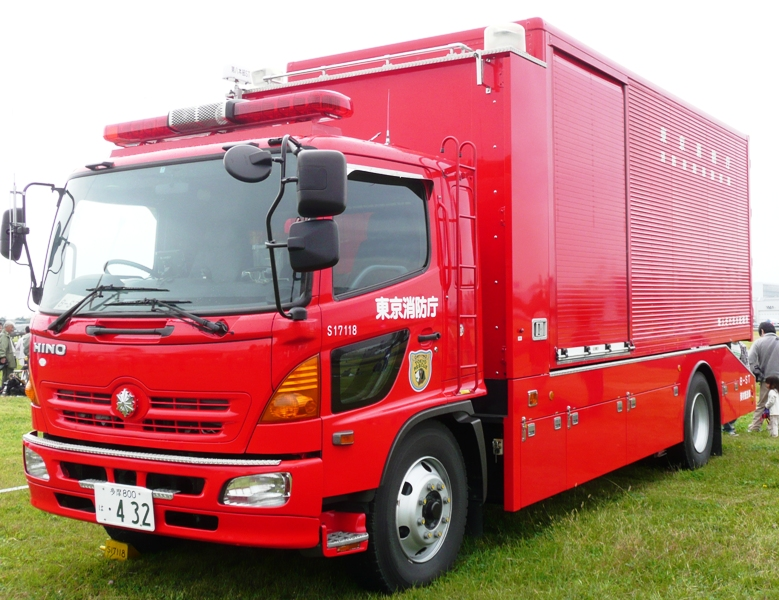
資材搬送車 （コンテナ換装型） 日野・レンジャー （東京消防庁・更新済廃車）
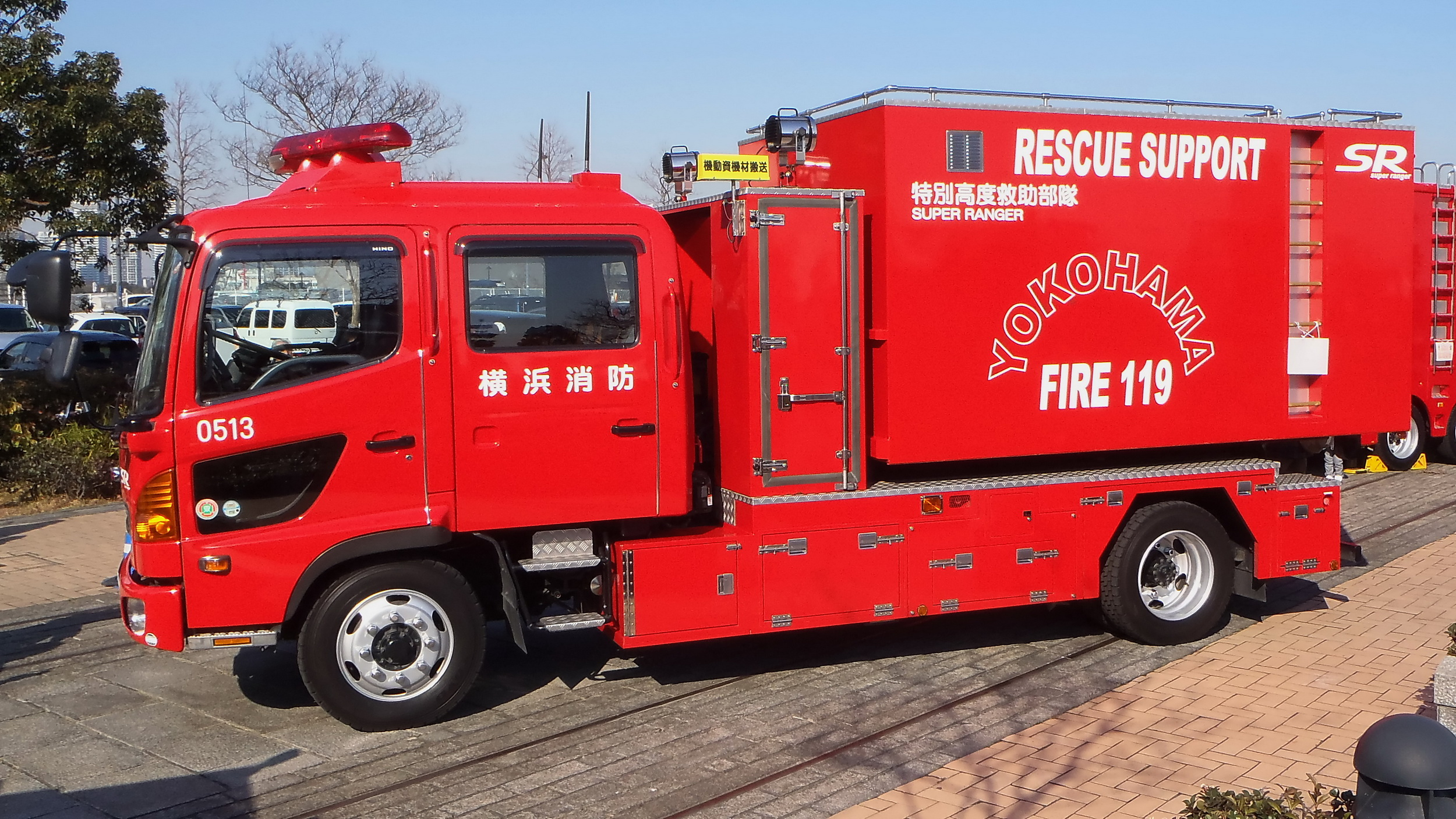
機動資機材搬送車 （横浜市消防局）

### 人員輸送車・災害対応多目的車
大規模な災害が発生した際など、多数の傷病者を搬送する場合や、隊員を搬送する際に使われる車両。活動現場での隊員の簡易休憩所にもなる。一般的にはマイクロバスが多いが、大型観光ベスをベースとした車両もある。一部の車両は車体塗装の変更や赤色灯・サイレン等の緊急走行用の装備をしている。緊急消防援助隊として派遣されることもあるため、当初から広域派遣を想定した四輪駆動の車両も見受けられる。

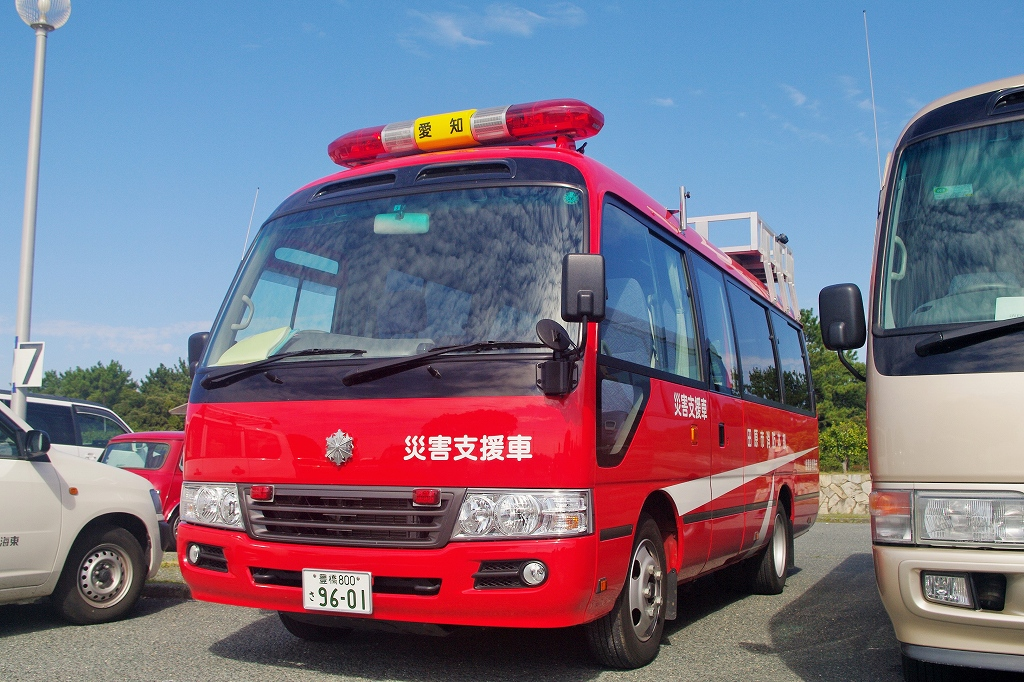
災害支援車(人員輸送車) トヨタ・コースター （田原市消防本部）
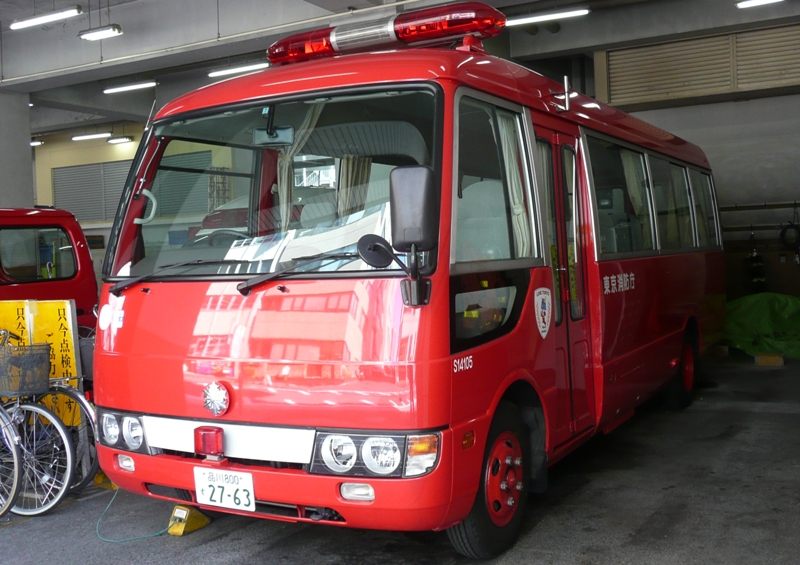
災害対応多目的車 三菱ふそう・ローザ （東京消防庁・更新済廃車）

### 火災調査車

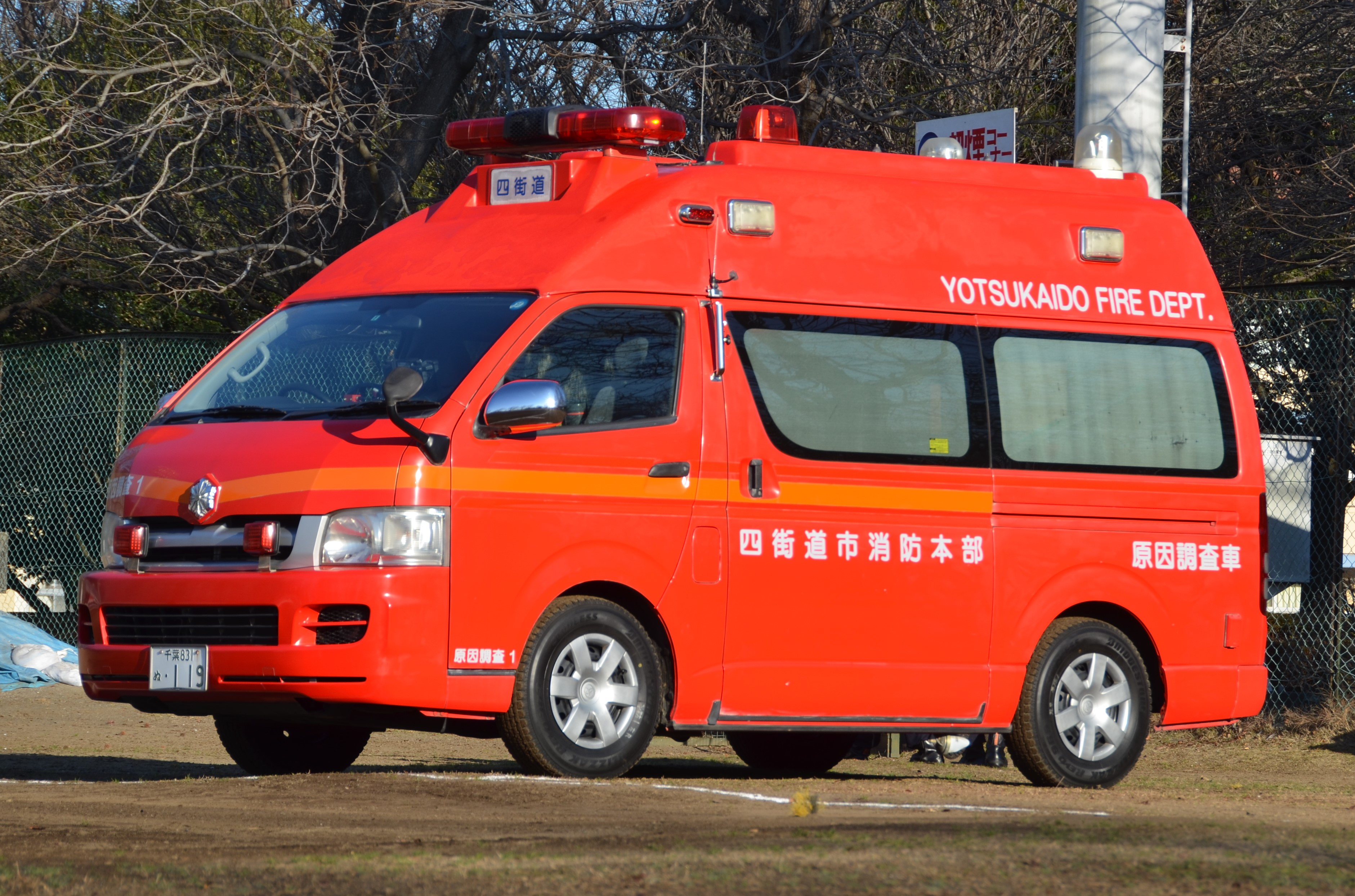
原因調査車(四街道市消防本部)

出火原因を現地で調査するための車両。原因調査のための資機材や発動発電機、空気動力式工具を使用するためのエアーコンプレッサーが積載されている。ワンボックス型の車両が一般的である。 反転式の座席および折り畳み式のテーブル、窓にはプライバシーを確保するためのカーテンが設置されており、関係者からの状況聴取や供述書の作成、資料分析などを行える。

### 水難救助車
主に水難事故に出動し、水難救助隊が水難救助活動を行うための資機材を積載した車両。ボート、船外機、ウェットスーツ等の各種水難救助用機材を搭載する。ウェットスーツや装備品の着装を容易にするため、隊員が立ったまま乗車できる車両も多い。従来はマイクロバスが主流だったが、現在ではトラックベースや1BOX(高規格救急車ベース等)がある。冬季活動時の隊員支援や汚染物除去を目的としてシャワーを装備した車両もある。
平成25年度に総務省消防庁より緊急消防援助隊の車両として津波・大規模風水害対策車を全国各地に配備した。この車両は東日本大震災の教訓から津波や水害などの水災害時に冠水地域等での救助活動を目的として、消防大学校消防研究センターで試験運用や改良研究が重ねられた水陸両用のバギー（ARGO・アーゴ）やFRP製ボート、ゴムボート、船外機、水難救助資機材を積載しており、平成26年8月豪雨による広島市の土砂災害や平成27年台風第18号に伴う平成27年9月関東・東北豪雨災害で茨城県常総市に緊急消防援助隊の車両として出場し活躍した。津波・大規模風水害対策車や近年配備される水難救助車の多くは茅ヶ崎市消防本部の水難救助工作車を参考に制作している。

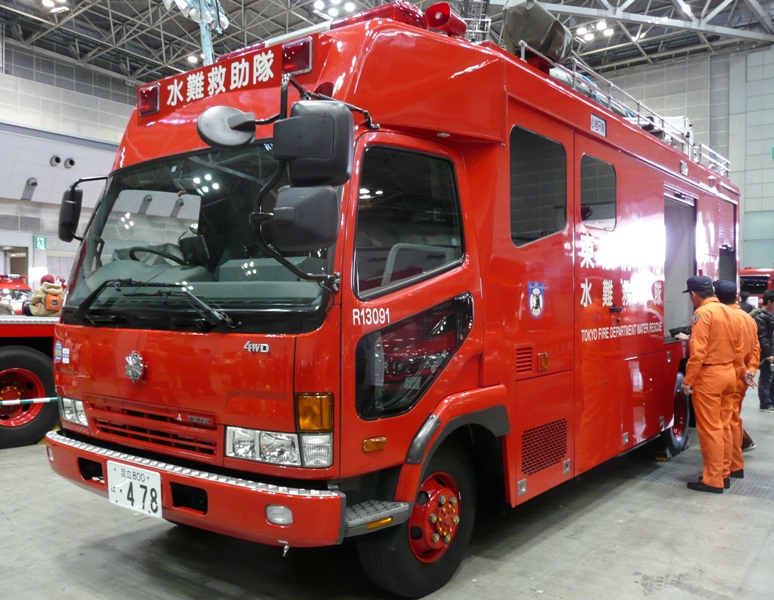
水難救助車 三菱ふそう・ファイター （東京消防庁・更新済廃車）

### 山岳救助車
山岳救助に出動する車両。バスケットストレッチャー、投光器、登山用のヘルメット、靴、カラビナなどの各種山岳救助用資機材を搭載している。山間部での悪路走破性を考慮し、四輪駆動車が多く用いられている。車種にはSUV、ミニバン型の車両が比較的多く用いられる。救助工作車等を山岳救助車として兼任運用する消防本部もある。

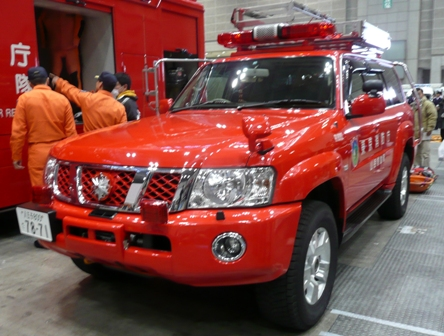
山岳救助車 日産・サファリ （東京消防庁・更新済廃車）

### 林野火災工作車
林野火災に対応した車両。水利が無いことを考慮したジェットシューターや、延焼拡大を防止するためのチェーンソーなどを積載する。車両は四輪駆動のトラック型が一般的だが、ウニモグ等をベースにした車両も存在する。近年、資機材搬送車や支援車等に置き換わる傾向にあり、導入状況も減少傾向にある。

### 全地形対応車・水陸両用車

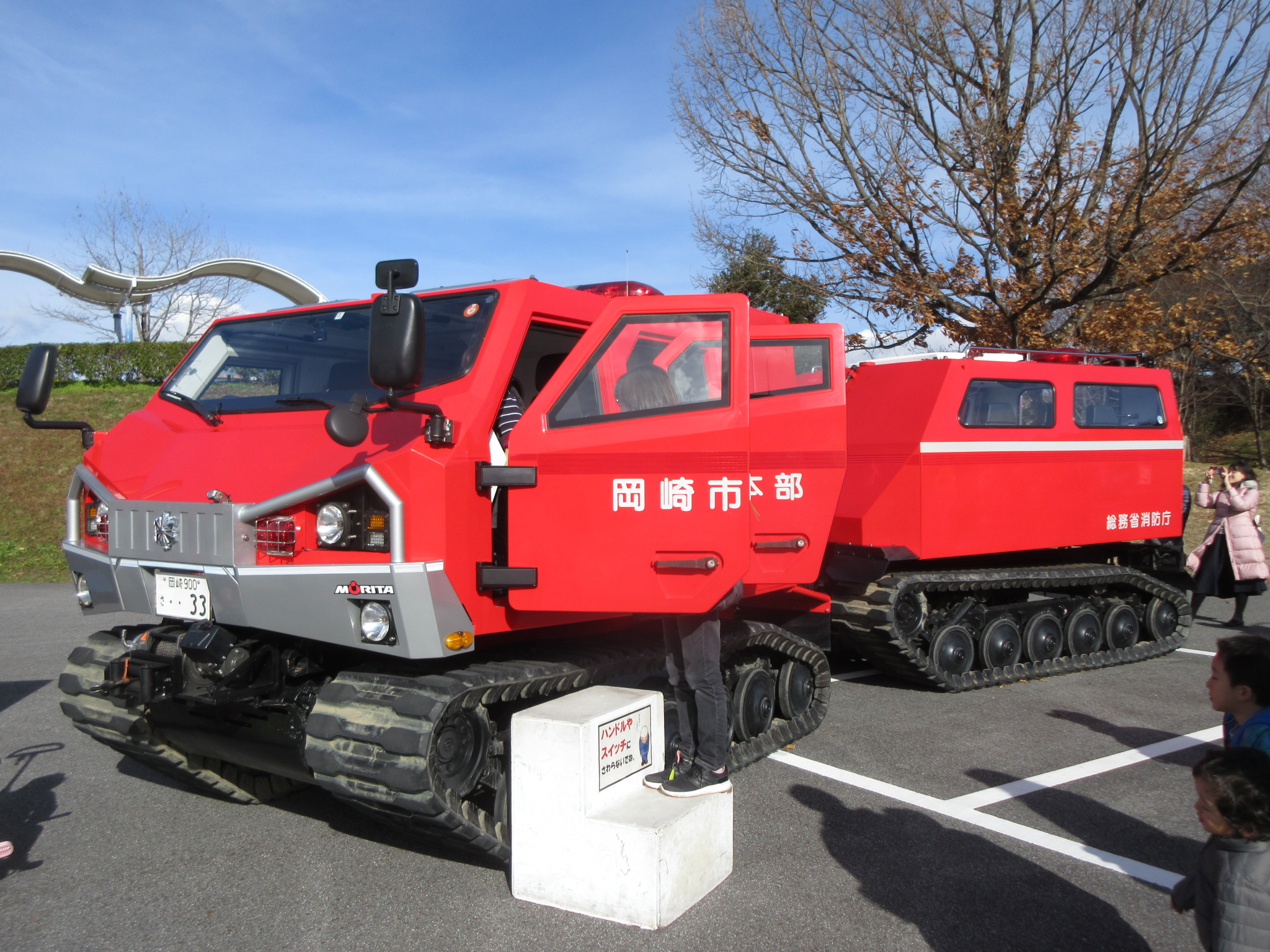
全地形対応車両（レッドサラマンダー） （岡崎市消防本部）

大型水陸両用車
2013年に総務省消防庁より岡崎市消防本部に水陸両用車の「全地形対応車Ⅰ型:レッドサラマンダー (無限軌道災害対応車)」が貸与配備された。ゴムクローラーで道路を走行できる車輌（大型で、2つの車体に分かれており、連結棒で連結されている）で、60センチの段差や水深1・2メートルまで走行でき荒れ地や雪上、がれき、浸水地域などのあらゆる災害現場に人や物資を運搬する事ができる。長距離輸送時は4軸運搬車にて搬送される。岡崎市に配備された要因として日本の中央に位置している事や南海トラフ地震の可能性が危惧されていることが挙げられている。
2022年には全国で2台目となる全地形対応車Ⅰ型（愛称レッドヒッポ）が大阪市消防局住之江消防署に配備された。
中型水陸両用車・全地形対応車
2019年、総務省消防庁から緊急消防援助隊用として千葉県山武郡市消防本部と徳島県板野東部消防組合に米国・Hydratrek社製の装軌式水陸両用車が貸与され、「全地形対応車II型」と称して配備されている。これらは、いすゞ製2軸専用運搬車で搬送される
また、2020年、東京消防庁の即応対処部隊にガレ場や泥場も走破可能な全地形対応車「POLARISレンジャー」が配備された。同車両は水上での走行は出来ないが、オフロードでの走行に長けている。同型の車両として川崎重工の多用途四輪車「MULE Pro-FX(EPS)」をベースとした、モリタの小型オフロード消防車 「Red Ladybug」が、小型救助車として2023年から全国配備を進めている。
小型水陸両用車
全地形対応車は東京消防庁が東日本大震災を教訓に青梅消防署に「泥濘地搬送車」として水陸両用のバギー（ARGO・アーゴ）を配備し（現在は第九保面消防救助機動部隊に配置転換）、総務省消防庁も東日本大震災を教訓として2013年より緊急消防援助隊の車両として水陸両用のバギー（ARGO・アーゴ）を積載した津波・大規模風水害対策車を全国各地に配備した。この水陸両用のバギーは消防大学校消防研究センターで試験運用や改良研究が重ねて全国配備され、平成26年8月豪雨による広島市の土砂災害や平成27年9月関東・東北豪雨でも活躍した。警察庁も同車両を全国に配備を進めている。
- 全地形対応車両（レッドサラマンダー）
（岡崎市消防本部）

### 遠距離大容量送水装置（スーパーポンパー）
以下の二台で一組としていることが多い。
ホース延長車
ポンプ車等に搭載されている「ホースカー」を大型化させた車両。阪神・淡路大震災の際に上水道の切断により消火栓が使えず消火活動に大きな支障をきたし火災の延焼を止められなかった教訓から東京消防庁が消防救助機動部隊（ハイパーレスキュー）で運用するために開発された。総延長2000メートルにもおよぶ送水用の大口径（直径15cm）ホースを分割搭載しており、後述の送水車などと連携して海や湖沼、河川等の規模が大きい水利から現場へ送水する。ホース展開は隊員が必要な長さだけ人力で出し、撤収は車両が自動で行う。ちなみに配備されている消防本部によってはコンテナ式とし資材搬送車としても運用できる。
送水車
通常型ポンプ車を大幅に超える揚水・送水力のポンプを装備した車両。前述のホース延長車と連携して送水作業を行う。消防本部によっては運用上強力なポンプを装備している大型化学消防車にこの任務を請負わせホース延長車だけ新規購入するケースもある。また、堺市消防局に「多目的水利システム車」と呼ばれる同種の車両もある。2011年の東日本大震災では東京消防庁が宮城県気仙沼市の大火災及び福島第一原子力発電所事故の原子炉冷却放水活動に投入して活躍した。ホース延長車と共に政令指定都市の自治体に配備が進められている。

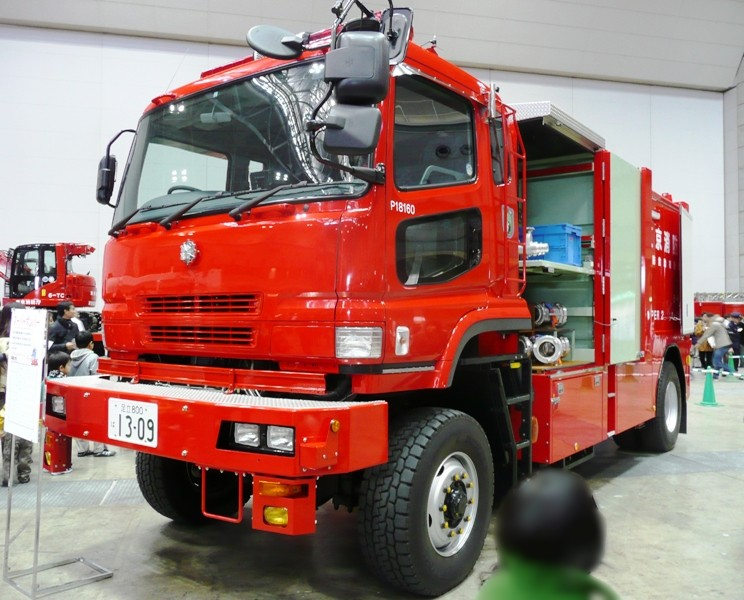
遠距離大容量送水装置（スーパーポンパー） ホース延長車 三菱ふそう・スーパーグレート （東京消防庁・更新済廃車）

### その他特殊車両
東京消防庁の即応対処部隊には2台1組で広域浸水地や土砂災害現場へ向かい即座に部隊を展開できるよう、水深1.2メートルまでの浸水地や43度までの傾斜を走行することが出来るダイムラー製ウニモグに艤装を施した高機動救助車が配備されており、箱ボディの活動型と平ボディに幌をつけた資材運搬型の2種類がある。装備は、フロントに5トン引きウインチを備え、活動型はC-1級の可搬ポンプを、資材運搬型は2.9トン吊のカニクレーンを装備している。
泥濘地や急斜面､浸水地､道路損壊地等へ先行するための不整地走行性能を持った四輪駆動式の全地形活動車も2台1組で配備され、タイヤと三角クローラーの付け替えが可能な仕様になっている。
2021年4月、東京消防庁は全国の消防では初めてとなるトイレカーを導入した。 災害現場における長時間活動や女性消防職員及び消防団員の増加を踏まえ、後方支援態勢の強化を目的に導入された。 2021年度は44回出動するなど実績を上げており、今後、多摩地区に小型トラックベースのトイレカーを配備する計画。

## 現行でない特殊な消防車両
耐熱装甲型救助車
火山噴火災害に備えて政府から北九州市消防局と横浜市消防局に配備されていた。ベースはドイツ、ヘンシェル・ヴェアテクニク社製のTM-170装甲兵員輸送車で危険な災害現場における消防・突破救出活動を目的として6mmの耐熱板、車体を冷却する自衛噴霧装置、放水銃、空気が抜けても内容物の作用によりしぼまないランフラットタイヤ、障害物の排除を行うドーザー装置などを装備し、その名の通り600度の熱にも耐える。車内を陽圧にする機能も備わっており化学災害などBC災害にも対応できる他、総重量約13トンだが最高時速は100キロも出る。横浜市消防局に配備されていた同型車(2009年廃車)は、いかなる災害にもひるまぬ闘志や力強さのイメージを持ち、横浜市民327万人（当時の人口）を守る意味から「スーパーファイター327」と愛称が付けられ、2000年の有珠山噴火災害の際、緊急消防援助隊として派遣され、警戒区域内に取り残された男性を救出したことで知られる。また、かつて東京消防庁にもウニモグベースの自衛噴霧装置や耐熱板を装備した「耐熱救難車」とさらにドーザー装置や20名収容可能な機能を加えた「防災機動車」が配備されていた事があり有珠山噴火災害や三宅島火山活動に派遣された。川崎市消防局にもバス型ではあるが「耐熱救助車」が配備されていた。

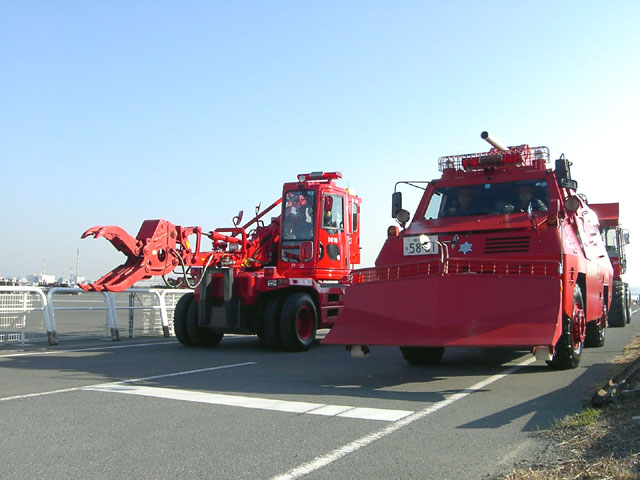
排除工作車と耐熱装甲型救助車 （横浜市消防局。廃車済）

水陸両用車
水陸両用車は陸上では車両、水上ではモーターボートになる車両である。初代の車両は横浜市消防局に水難救助車として配備されていた。舟形に車軸と四輪が付いた車両で、胴体下部が赤色、胴体上部（窓の周囲）が白であった。消防で最後まで水陸両用車を運用していたのが千葉県市川市消防局であった。ここに配備されていた車両は前述の横浜市消防局とは異なり、ドイツ・RMA製アンフィレンジャー2000。アンフィレンジャーは1990年前後に少数が官公庁向けに輸入・販売された車両で、市川市消防局は1991年に同車を導入した。ちなみにこの車両は鎌倉市消防本部や警視庁機動隊にも水難救助車として導入されていたがいずれも廃車となった。なお進水した際には船舶扱いとなるため小型船舶操縦士免許が必要である。
レスキュータワー車
垂直に伸びる四角錐鉄塔型ハシゴを装備した車両。通常型はしご車が活動できない狭隘路での低中層建築物救出に使用されていた。最上部にはバスケットがあり、救助者は救助袋や別のハシゴを使って下へ降りる。この最上部は指揮台としても利用が可能であった。この名を持つ消防車両で最も有名な車両が、東京消防庁丸の内消防署有楽町出張所の車両。同車はいすゞ・フォワードをベースとし1974年に導入。完成間もない有楽町出張所に配備され1988年まで運用されていた。さらに1982年には、松山市消防局も西消防署に同名の車両を配備している。こちらはポンプを搭載している。レスキュータワー車の子孫とも言える大型バスケットを装備した12 - 15mクラスの高所作業車が相模原市消防局、奈良市消防局、神戸市消防局、加古川市消防本部、釧路市消防本部に配備されている。
ガス対策車
ガス漏れ事故等に出動し危険物を取り除く、あるいは、火災の際ガス検知などを実施する車両だが、現在では民間のガス会社や普通の消防自動車にも小型の検知器が積載されたため、現在は存在しないと思われる。
放射能対策車
過去に東京消防庁にあった、放射能対策隊が運用していた。査察広報車として使われていたようなジープ型車両を使用していたが詳細は不明。現在では特殊災害対策車(HAZ-MAT)として後続している。
排水ポンプ車
河川や下水道などからの水の汲み上げ等で水利確保する車両で大型ポンプ2基搭載等している車両で過去に北海道内の赤平市消防本部に「特殊消防対策車」という名称で配備されていた。現在、排水ポンプ車については国土交通省の各地方整備局が排水に特化した、1台で一般的な消防自動車約10台分の排水が可能な（分かり易く言うと、30立方メートル/分の排水能力を持ち、小学校の25mプールなら約10分で空にすることができる）ポンプ車を多数保有している。東日本大震災での仙台空港の排水や、平成23年10月 - 11月のタイ王国での浸水地区の排水に活躍している。
耐煙救出車
地下街での火災における要救助者救出のため、大阪市消防局北消防署に昭和49年に2両配置された。バッテリー駆動でレーダーと触知装置を持ち、濃煙の暗がりの中で自由に行動でき、超低圧の特殊タイヤが左右に12個ついており、階段の昇降ができるカートの様な車両である。担架2つと空気ボンベを搭載。公道走行はできないため、現場までは専用搬送車で輸送される。
救助ロボット
2本の操作アームとスライド式ベルトコンベアーで救助隊員では救出困難な場所で逃げ遅れた人の救出活動をする救助ロボット「ロボキュー」が東京消防庁の消防救助機動部隊に配備されていた。（現場までは資材搬送車の専用コンテナで運搬される）。なお、現在の車輌は2代目で小型になっている。

## 消防車共通の装備

### 消火器
- 消火器

### サイレン等
サイレンおよび拡声器を装備する。サイレン音は火災現場に急行する場合には「ウー　カンカンカン」とサイレンと鐘の音、救急支援（PA連携）など火災以外の現場に急行する場合には「ウー　ウー」とサイレンだけを鳴らすことが一般的。これはモーターサイレンと半鐘を併用していた名残。なお、一部の自治体では、救急支援の際は救急車と同じ「ピーポー」サイレンを鳴らす。
消火活動を終えて消防署に帰る時に「カン カン カン」と鐘の音だけを鳴らす（鎮火報という）場合もある。また、消防団の消防車は年末年始など火災の多い時期に火災予防を呼びかけるため鐘を鳴らしながら巡回することがある。

### 警光灯
緊急自動車として、
- LED点滅灯(回転灯) - 大阪サイレン、パトライト、ウィレン、名古屋電機工業
- キセノンストロボ灯 - ウィレン (Whelen) やフェデラルシグナル (Federal Signal)

を装備する。
近年ではハロゲンバルブを用いる回転灯より省電力で視認性にもすぐれ、球切れがないLED点滅灯を使った警光灯が主力となっている。

### 行灯
主に車両の所属を表示するもので、通常は黄色である。消防署の名前を表記したものも多く見受けられるが、「東消防署」や「西」など消防署名もしくはその略称になっている場合、また「分署」や「分遣所」などの簡易表記もある。車両種別や部隊名もあり、これらを複数表記している車両も少なくない。消防団の車両は団名称や所属分団の数字・名称のことが多い。
近年は、緊急消防援助隊等による広域的な出動に対応して、可動式の行灯も誕生している。この場合、出動場所によって「○○消防本部（消防局）」「○○県」などのより大きな区分に変更して表示させることが可能。設置される場所は、車両の上部に剥き出しで取り付けられるもの、赤色灯と一体型のもの、車両に埋め込んであるものなど様々である。

### 車体塗色

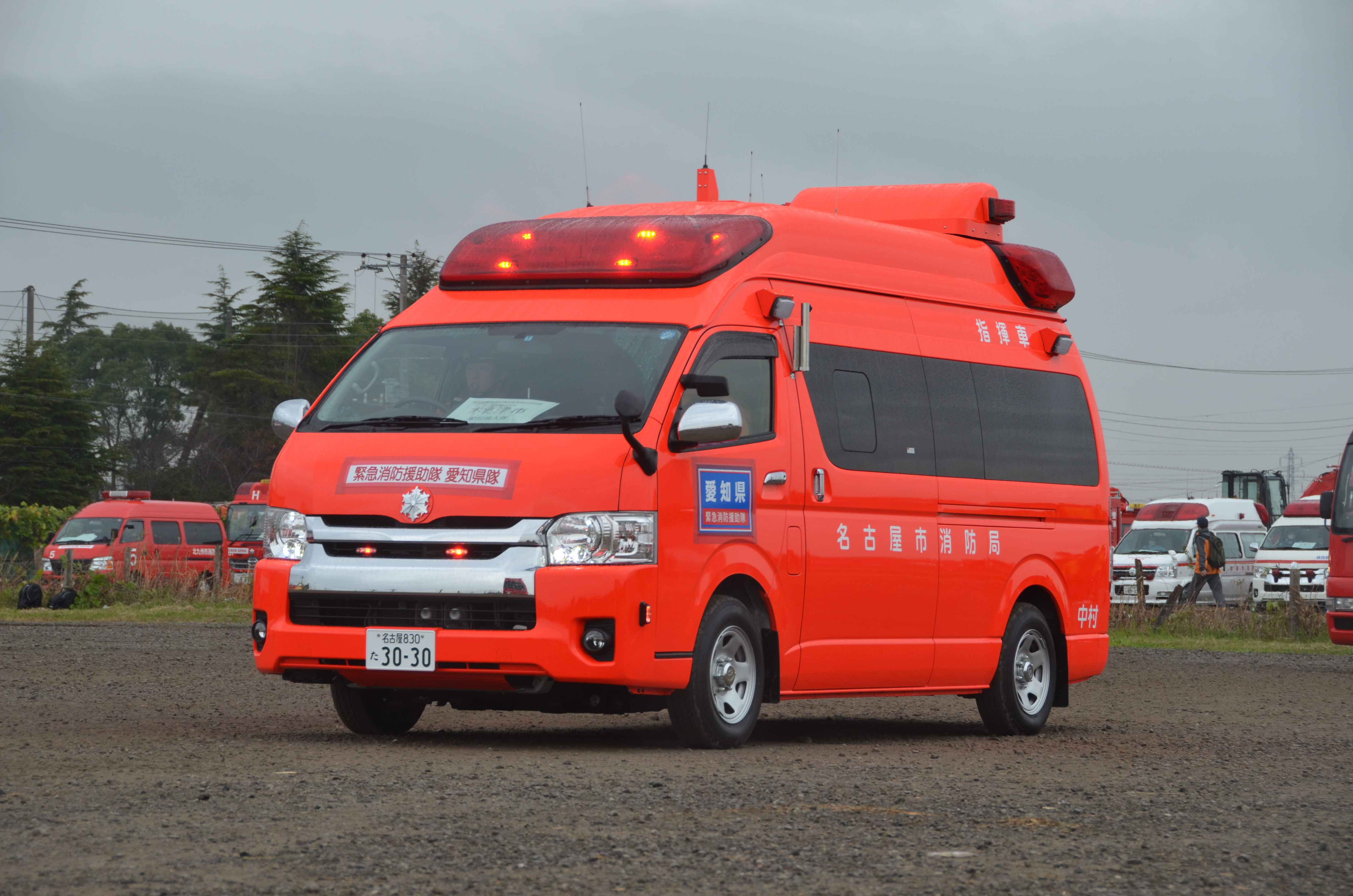
名古屋市消防局_指揮車

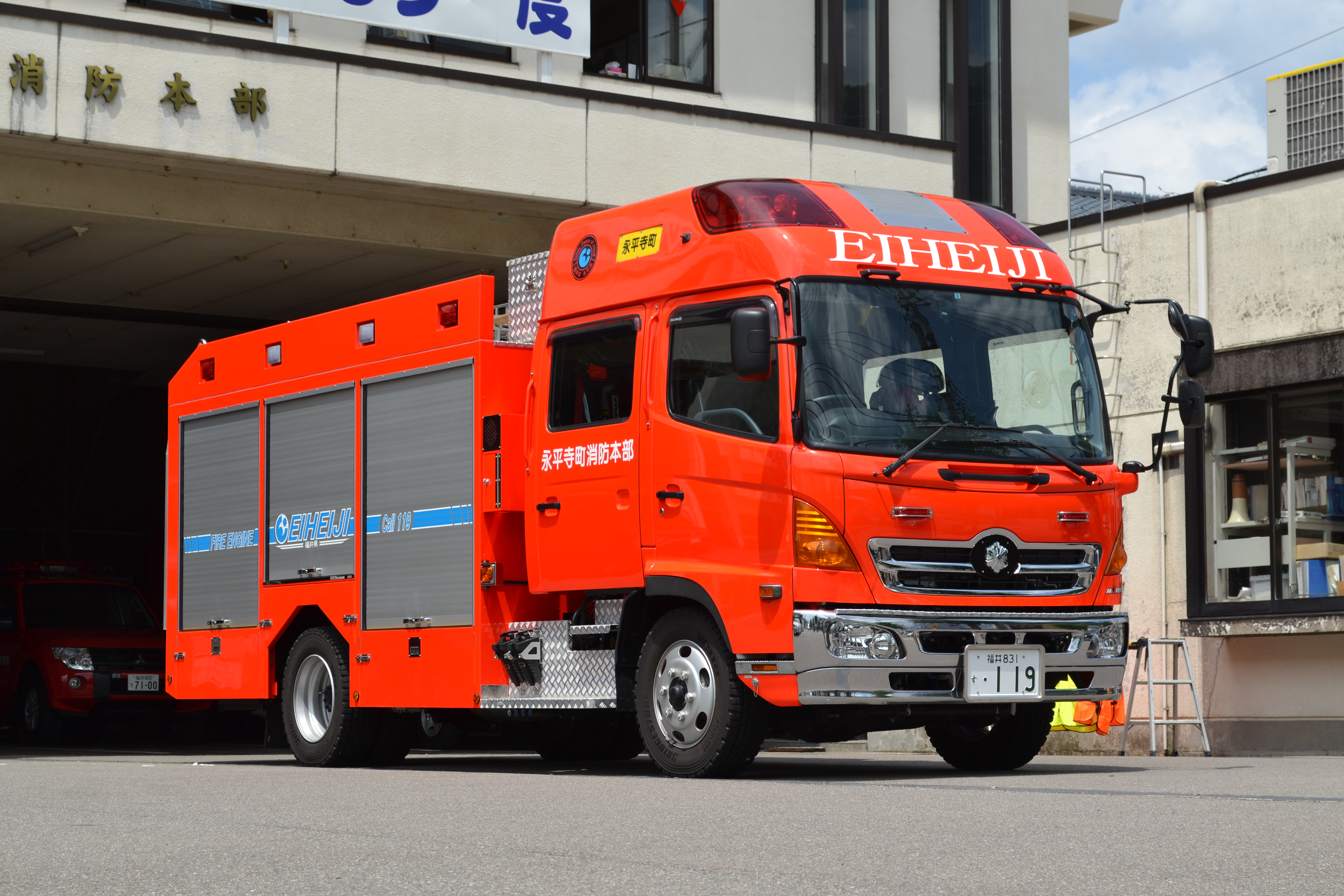
永平寺町消防本部＿水槽付消防ポンプ自動車

原則として赤色、法令上の呼称では「朱色」である。地域によっては白色の帯などを張っている。日本において朱色となったのは、最初に輸入された英国製の蒸気ポンプ車が朱色でそれに統一したものと考えられている。国によっては赤以外もある。
蛍光色
名古屋市消防局、松本広域消防局（本部：長野県松本市）や福井市消防局、永平寺町消防本部が最近導入している蛍光朱赤色（スカーレット）がある。名古屋市の場合は市内の自動車の交通量が多く、車両同士の事故防止を目的とした事情などからこの塗色が採用されている。イタリアのイヴェコ社製の「マギルスはしご車」の一部でも蛍光色が導入されている。

黄色
関西国際空港には、黄色の空港用科学消防車（フランスのシデス社製）が配備されている。

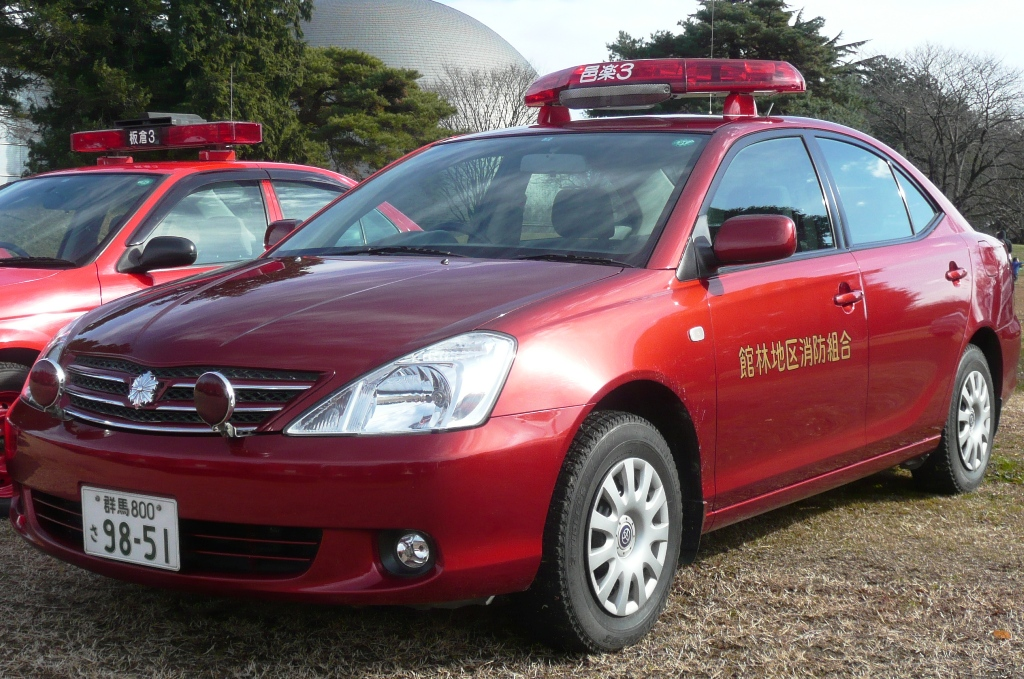
市販車の赤色で導入された広報車（館林地区消防組合）

### 対空表示
消防車のキャブ上部には消防防災ヘリコプター等による誘導や、現場状況の把握を行いやすくするための対空表示として所属や部隊名が表示されている。
従来は消防ヘリを保有する大規模消防本部に限られていたが、緊急消防援助隊制度など広域応援の機会が増えたことから、現在では多くの消防本部で導入されているほか、自治体によっては 消防団の消防車でも導入されている。

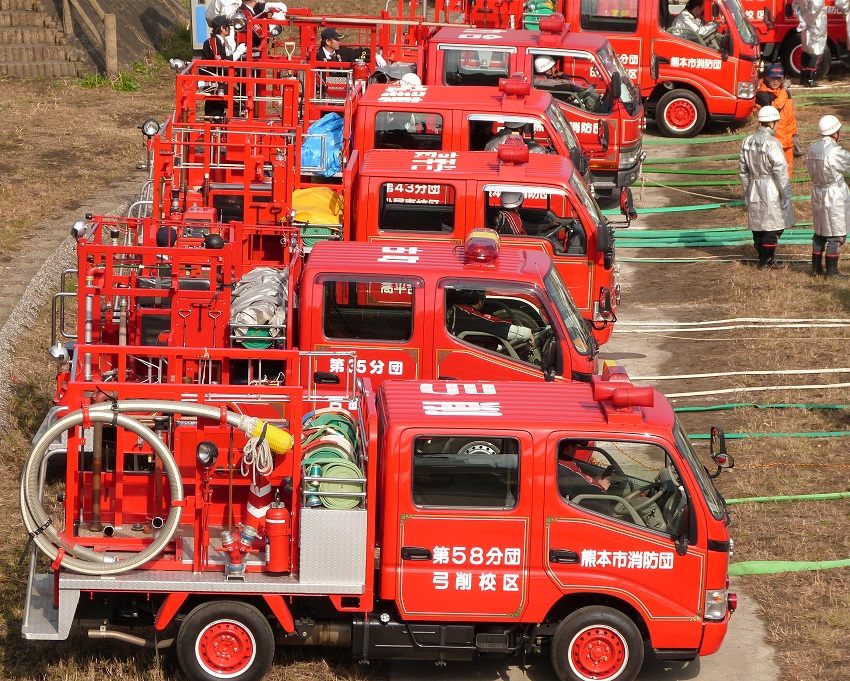
対空表示のある消防団の例

## 主な消防車メーカー
- モリタ
- 帝国繊維
- 日本機械工業
- 東京特殊車体
- 東急車輛製造
- 田井自動車工業
- ジーエムいちはら工業
- 日本ドライケミカル
- 吉谷機械製作所
- 二二商会
- 長野ポンプ
- 大槻ポンプ工業
- 千代田ポンプ機械
- 武田ポンプ店
- 藤村ポンプ
- 小川ポンプ工業
- 日本造機
- トーハツ
- 倉重ポンプ商会
- アルバート・ツィーグラー
- オシュコシュ・コーポレーション
- ローゼンバウアー
- マギルス
- シーグレーブ
- ピアース
- アメリカン・ラフランス（2014年操業停止）
- KME[リンク切れ]
- ジョン・デニス
- テンペスト[リンク切れ]
- ネイチャー

## 歴史的消防車
重要文化財荒井家住宅（矢板市）に展示されていた消防ポンプ付き大八車（製作年代不明）。

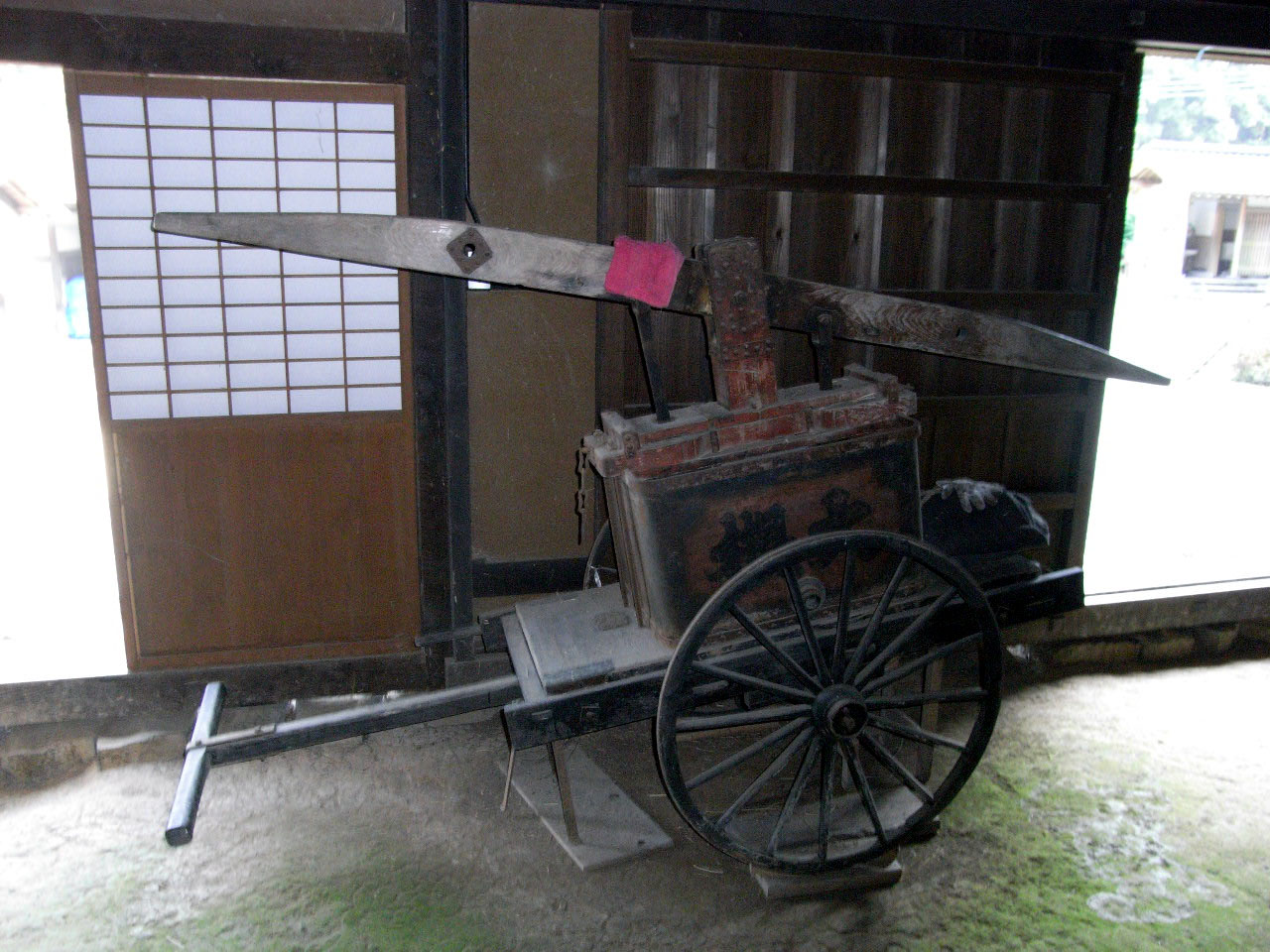
昔の消防ポンプ車